# Liste der Kulturdenkmale in Eibenstock

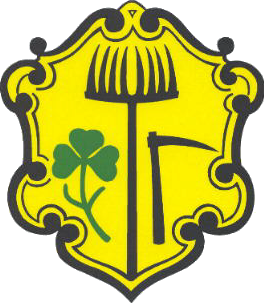
Wappen von Eibenstock

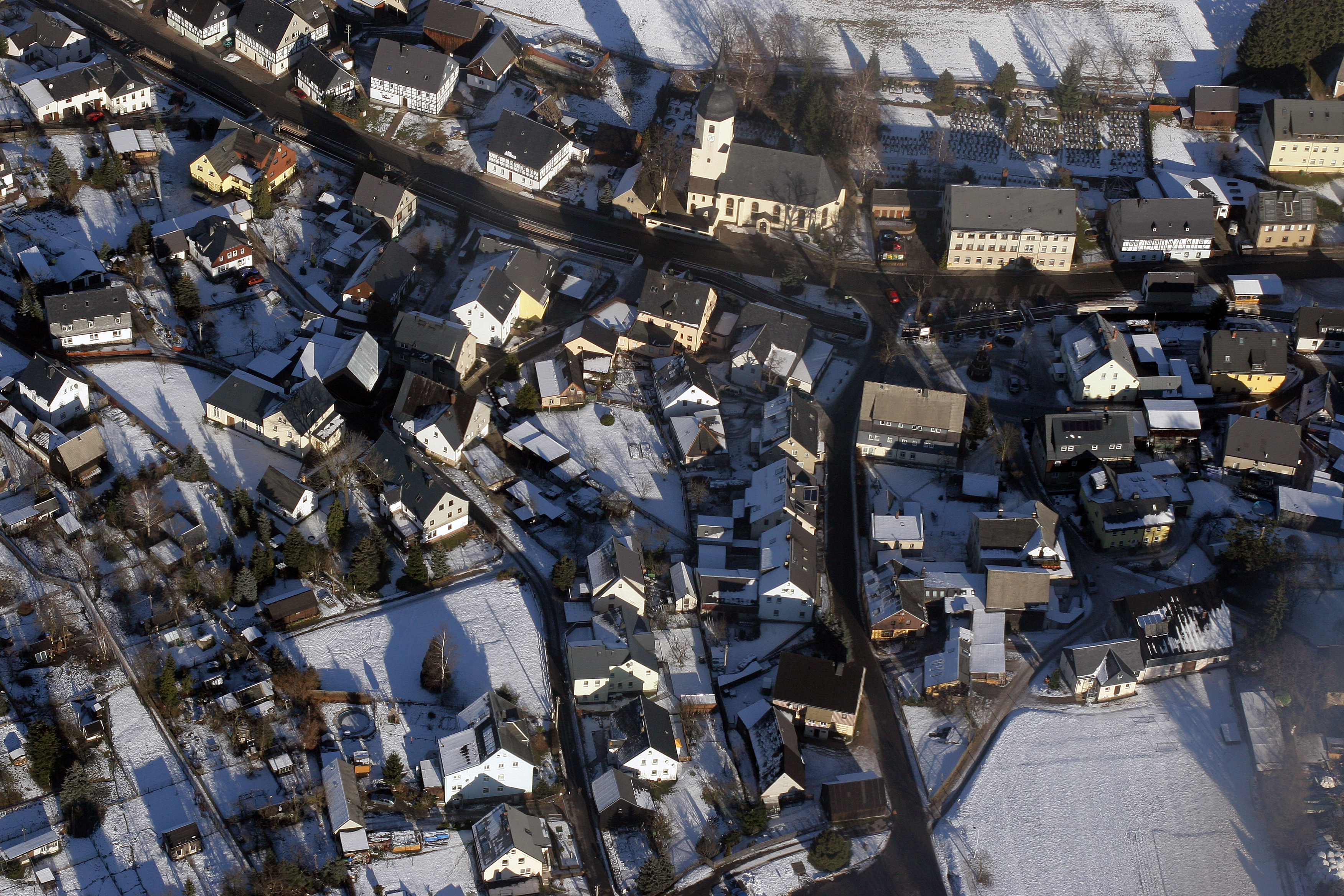
Sosa von oben

In der Liste der Kulturdenkmale in Eibenstock sind sämtliche Kulturdenkmale der sächsischen Stadt Eibenstock verzeichnet, die vom Landesamt für Denkmalpflege Sachsen erfasst wurden (ohne archäologische Kulturdenkmale). Der Ort ist aufgegliedert in die Ortsteile Blauenthal, Carlsfeld, Eibenstock, Neidhardtsthal, Oberwildenthal, Sosa, Wildenthal und Wolfsgrün. Die Anmerkungen sind zu beachten.
Diese Liste ist eine Teilliste der Liste der Kulturdenkmale im Erzgebirgskreis.
Diese Liste ist eine Teilliste der Liste der Kulturdenkmale in Sachsen.

## Legende
- Bild: Bild des Kulturdenkmals, ggf. zusätzlich mit einem Link zu weiteren Fotos des Kulturdenkmals im Medienarchiv Wikimedia Commons. Wenn man auf das Kamerasymbol klickt, können Fotos zu Kulturdenkmalen aus dieser Liste hochgeladen werden:
- Bezeichnung: Denkmalgeschützte Objekte und ggf. Bauwerksname des Kulturdenkmals
- Lage: Straßenname und Hausnummer oder Flurstücknummer des Kulturdenkmals. Die Grundsortierung der Liste erfolgt nach dieser Adresse. Der Link (Karte) führt zu verschiedenen Kartendiensten mit der Position des Kulturdenkmals. Fehlt dieser Link, wurden die Koordinaten noch nicht eingetragen. Sind diese bekannt, können sie über ein Tool mit einer Kartenansicht einfach nachgetragen werden. In dieser Kartenansicht sind Kulturdenkmale ohne Koordinaten mit einem roten bzw. orangen Marker dargestellt und können durch Verschieben auf die richtige Position in der Karte mit Koordinaten versehen werden. Kulturdenkmale ohne Bild sind an einem blauen bzw. roten Marker erkennbar.
- Datierung: Baubeginn, Fertigstellung, Datum der Erstnennung oder grobe zeitliche Einordnung entsprechend des Eintrags in der sächsischen Denkmaldatenbank
- Beschreibung: Kurzcharakteristik des Kulturdenkmals entsprechend des Eintrags in der sächsischen Denkmaldatenbank, ggf. ergänzt durch die dort nur selten veröffentlichten Erfassungstexte oder zusätzliche Informationen
- ID: Vom Landesamt für Denkmalpflege Sachsen vergebene, das Kulturdenkmal eindeutig identifizierende Objekt-Nummer. Der Link führt zum PDF-Denkmaldokument des Landesamtes für Denkmalpflege Sachsen. Bei ehemaligen Kulturdenkmalen können die Objektnummern unbekannt sein und deshalb fehlen bzw. die Links von aus der Datenbank entfernten Objektnummern ins Leere führen. Ein ggf. vorhandenes Icon  führt zu den Angaben des Kulturdenkmals bei Wikidata.

## Eibenstock
| Bild                                    | Bezeichnung                                                                                              | Lage                                       | Datierung                                | Beschreibung | ID              |
| --------------------------------------- | --- | ------------------------------------------ | ---------------------------------------- | --- | --------------- |
| Direkt Bild zu diesem Denkmal hochladen | Zirka 8 km langer historischer Wassergraben                                                              | (Karte)                                    | 1555                                     | Zur Wasserversorgung für Zinnwäschen und Pochwerke, von hoher bergbauhistorisch-technischer Bedeutung, später zu Mühlenantrieben genutzt. Der Grüner Graben (Namensgebung vom Bergbaugebiet „Die Grün“) wurde ab 1555 errichtet und brachte Aufschlagwasser zu den Gruben im „Kessel“ und in der Grün. Der historische Graben von hoher bergbaugeschichtlicher Bedeutung und Alterswert diente zur Wasserversorgung für Zinnwäschen und Pochwerke, später wurde er zu Mühlenantrieben genutzt. | 08956860        |
| Direkt Bild zu diesem Denkmal hochladen | Denkmal für die Opfer des Faschismus                                                                     | (Karte)                                    | nach 1945 (Gedenkstein)                  | Gedenkstein für 21 KZ-Häftlinge, von ortsgeschichtlicher Bedeutung. In einem Rasenfeld gelegene Anlage: mit Betonplatten belegtes Rechteckfeld, dreistufig erhöhtes Feld von Granitsteinsockel gefasst, rohe Granitstele mit Inschrift, Pflanzkübel und Gussbetonschale. | 08956965        |
| Direkt Bild zu diesem Denkmal hochladen | Mord- und Sühnekreuz                                                                                     | (Karte)                                    | nach 1760                                | Zur Erinnerung an den im Jahr 1760 hier erschlagenen Landfuhrmann Gottlieb Mühlmann, Zeugnis von ortsgeschichtlicher Bedeutung. Sandsteinkreuz mit Inschrift, schwarz ausgelegt. | 08956974        |
| Direkt Bild zu diesem Denkmal hochladen | Fußgängerbrücke über den Großen Riedertbach                                                              | (Karte)                                    | 18. Jahrhundert                          | Bogenbrücke, verkehrshistorisches Zeugnis von baugeschichtlicher Bedeutung. Einfache Brücke mit einem Gewölbebogen in Granitstein-Trockenmauerwerk. | 08956909        |
| Direkt Bild zu diesem Denkmal hochladen | Meilenstein                                                                                              | (Karte)                                    | 19. Jahrhundert (Meilenstein)            | Als Kilometerstein verkehrsgeschichtlich von Bedeutung. Standardform aus Sandstein, ohne Krone, Inschrift „Eibenstock 5 Klm.“ und „Wildenthal“. | 08956975        |
| Direkt Bild zu diesem Denkmal hochladen | Brücke über den Großen Riedertbach                                                                       | (Karte)                                    | 1. Hälfte 20. Jahrhundert                | Steinbogenbrücke, von verkehrsgeschichtlicher Bedeutung. Granitverkleidete Segmentbogenbrücke mit Betonkern. | 08956968        |
| Direkt Bild zu diesem Denkmal hochladen | Denkmal für die Opfer des Faschismus                                                                     | (Karte)                                    | nach 1945 (Gedenkstein)                  | Gedenkstein für 19 KZ-Häftlinge, von ortsgeschichtlicher Bedeutung. Von Granitsteinkante gefasstes Feld für eine grobbehauene Granitstele mit Inschrift. | 08956970        |
| Direkt Bild zu diesem Denkmal hochladen | Feldscheune                                                                                              | (Karte)                                    | um 1900                                  | Fachwerkscheune auf freiem Feld in Stadtnähe, sehr ortsbildprägend, baugeschichtlich von Bedeutung. Quadratischer Grundriss, verbrettertes Fachwerk, Satteldach. | 08956952        |
| Direkt Bild zu diesem Denkmal hochladen | Gedenkstein                                                                                              | (Karte)                                    | bezeichnet 1914                          | Zur Erinnerung an Oberforstmeister Merz, Zeugnis von ortsgeschichtlicher Bedeutung. | 09305952        |
| Direkt Bild zu diesem Denkmal hochladen | Mord- und Sühnestein                                                                                     | (Karte)                                    | 1888                                     | Zur Erinnerung an die 1888 hier ermordete Anne Marie Nötzoldt, schlichtes Denkmal, von ortsgeschichtlicher Bedeutung. Hochrechteckiger, sich leicht verjüngender Granitstein mit eingetieften Spiegeln und segmentbogigem Abschluss, oben Kreuz eingeritzt, Beschriftung erneuert, Inschrift: „Anne Marie Nötzoldt wurde am 4. Juni 1888 hier ermordet / erneuert Juni 1996, EZVEib“. | 08956977        |
| Direkt Bild zu diesem Denkmal hochladen | Mord- und Sühnestein                                                                                     | (Karte)                                    | 1878                                     | Zur Erinnerung an den 1878 hier ermordeten I. Kropp, Zeugnis von ortsgeschichtlicher Bedeutung. Grobe kleine Granitstele mit Inschrift: „gest. I. Kropp 1878“ | 08956969        |
| Direkt Bild zu diesem Denkmal hochladen | Gedenkstein für Ottmar August Dörffel                                                                    | (Karte)                                    | bezeichnet 1905                          | Hier verschied 1905 durch Herzschlag der Waldarbeiter Ottomar August Dörffel, von ortshistorischer Bedeutung. Granitbossen auf Kunststeinsockel mit Inschrift: „Infolge Herzschlags verschied plötzlich Ottmar August Dörffel am 22. Septr. 1905/ Ern. 14. Juli 1930 E.Z.V.E.“. | 08956972        |
| Direkt Bild zu diesem Denkmal hochladen | Gedenkstein                                                                                              | (Karte)                                    | 1889                                     | Zum 800jährigen Wettinjubiläum, von landesgeschichtlich-dynastischer Bedeutung. Pultartig liegender Granitstein mit Kreisfeld, dort Inschrift: „1089–1889 H-A“. | 08956967        |
| Direkt Bild zu diesem Denkmal hochladen | Gedenkstein für Theodor Lehmann                                                                          | (Karte)                                    | 2. Hälfte 19. Jahrhundert                | Zur Erinnerung an den Königlich-Sächsischen Oberforstmeister, Theodor Lehmann, ortsgeschichtlich von Bedeutung. Geglättete Granitstele mit Inschrift. | 08956971        |
| Direkt Bild zu diesem Denkmal hochladen | Meilenstein                                                                                              | (Karte)                                    | 19. Jahrhundert (Meilenstein)            | Von verkehrsgeschichtlicher Bedeutung. Standardform ohne Krone oder Beschriftung, aus Sandstein. | 08956966        |
| Direkt Bild zu diesem Denkmal hochladen | Wohnhaus in geschlossener Bebauung                                                                       | Albertplatz 2 (Karte)                      | um 1890                                  | Historisierende Klinkerfassade mit aufwändiger Gestaltung, ortsbildprägend, baugeschichtlich von Bedeutung. Zweigeschossiger roter Klinkerbau mit Sandsteingliederungen auf Granitsockel, Fensterrahmungen in Ädikulaform, Gesims mit Zahnschnittornament, leicht vorgezogener Mittelrisalit, in getreppten Giebel übergehend, schiefergedecktes Satteldach mit Dachgaupen. | 08956847        |
| Direkt Bild zu diesem Denkmal hochladen | Wohnhaus mit angebautem Seitengebäude sowie Scheune eines Bauernhofes                                    | Alte Schneeberger Straße 5 (Karte)         | im Kern 1. Hälfte 18. Jahrhundert        | Wohnhaus eingeschossiger Putzbau, Wirtschaftsbauten verbrettert, Teil der alten Siedlungsstruktur, baugeschichtlich von Bedeutung. Bauernhaus: eingeschossiger massiver Putzbau mit hohem Satteldach und Zwerchhaus. alte Tür, alter Putz, sparsame Ecklisenengliederung, angebaute Scheune: Fachwerk verbrettert, Schieferdeckung, Nebengebäude: kleiner Stall, massiv, verputzt, große Fachwerkscheune: verbrettert, mit Satteldach. | 08956960        |
| Direkt Bild zu diesem Denkmal hochladen | Wohnhaus in geschlossener Bebauung                                                                       | Am Stern 4 (Karte)                         | um 1900                                  | Historisierende Klinkerfassade, gründerzeitlicher Bau im Ortskern als Relikt der wirtschaftlichen Prosperität des Ortes um 1900, baugeschichtlich von Bedeutung. Zweigeschossiger Massivbau über flachem Granitsockel, gelb verklinkert, mit reichen historisierenden Zierformen in rötlichem Kunststein, im Obergeschoss Blendbogenfüllungen aus floralem und figürlichem Schmuck, über Kranzgesims dreiachsiges Dachhaus, im Erdgeschoss historische Laderampe, originale Eingangstür verkleinert. | 08956886        |
| Direkt Bild zu diesem Denkmal hochladen | Wohnhaus in halboffener Bebauung                                                                         | Am Stern 6 (Karte)                         | um 1890                                  | Klinkerfassade, Teil einer gründerzeitlichen Zeilenbebauung im Ortskern, baugeschichtlich von Bedeutung. Zweigeschossiger Massivbau über flachem Granitsockel, gelb verklinkert, mit roten Absetzungen an den Ecken und im Obergeschoss-Brüstungsbereich, historisierende Sohlbänke und Stürze aus Kunststein, Dachausbau durch zentrales vierachsiges Dachhaus mit Kunststein-Lisenen, Aufbau gekappt, bauzeitliches Eingangstor. | 08956887        |
| Direkt Bild zu diesem Denkmal hochladen | Mietshaus in offener Bebauung, mit Einfriedung                                                           | An der Bergstraße 10 (Karte)               | um 1905                                  | Putz-Klinker-Fassade mit Zierfachwerk-Elementen und Eckerker, zum Teil Jugendstildekoration, im Villenstil am Hang oberhalb des Marktplatzes gelegen, von stark ortsbildprägender und baukünstlerischer Qualität. Zweigeschossiger massiver Klinkerbau mit talseitig hohem Kellergeschoss mit Putzgliederungen und verbrochenem Eckerker auf roter Kunststeinhalbsäule, Erker mit geschwungener Haube und Zinklaterne abgeschlossen, talseitig weiter ein von Pfeilern getragener Vorbau mit geschwungenem Zierfachwerk und Giebelabschluss, traufseitig im 2. Obergeschoss Kastenerker auf Holzkonsolen mit Sägearbeiten und Zierfachwerk, Mansarddach, umlaufend phantasievoll ornamentierte Fenstergewände in Gussstein, talseitig historischer Metallzaun. | 08956930        |
| Direkt Bild zu diesem Denkmal hochladen | Wohnhaus in halboffener Bebauung (nur Hausteil an der Straße Am Stern)                                   | An der Bergstraße 11 (Karte)               | um 1890                                  | Klinkerfassade mit Schaufenster eines ehemaligen Ladenlokals, Zeugnis der städtischen Verdichtung in der Zeit um 1900, baugeschichtlich von Bedeutung. Zweigeschossiger Massivbau über hohem Sockel, rot verklinkert, mit historisierenden Sohlbänken, Fensterverdachungen bzw. Stürzen aus Kunststein, im Erdgeschoss Rundbogenfenster und großes Schaufenster, zwei Mittelachsen in geschweiften Giebel übergehend, daneben zwei Dachhäuser (eines erneuert), Satteldach. | 08956888        |
| Direkt Bild zu diesem Denkmal hochladen | Mietshaus in offener Bebauung                                                                            | Auerbacher Straße 1a (Karte)               | um 1910                                  | Putzbau mit Balkon und Fachwerkgiebel, am Ende der städtischen Bebauung liegend, stattliches Zeugnis von ortsbildprägender und bauhistorischer Bedeutung. Über flachem Granitsockel dreigeschossiger Massivbau mit kunststeinernen Zierteilen wie bossierte Sohlbänke der Fensterstürze, repräsentativer Mittelbalkon auf massigen Kragsteinen und neogotischer Fischblasen-Brüstung, abgeschrägte Doppelfenstergruppe, über Balkon großer Ziergiebel mit Zierfachwerk, bauzeitliche Fenster und Türen, Giebelseite mit Zierfachwerk, Seitentrakt massiv mit Garagen in Erdgeschoss, Obergeschoss belvedereartig mit Rundbogenfenster und Giebelfeld ausgezeichnet, mit niedrigerem Seitentrakt – seitlich liegendes Nebengebäude vor 2015 abgebrochen. | 08956907        |
| Direkt Bild zu diesem Denkmal hochladen | Wohnhaus in offener Bebauung                                                                             | Auerbacher Straße 24 (Karte)               | um 1900                                  | Zeittypische Klinkerfassade, bildprägend am Ortsausgang gelegen, ortsentwicklungsgeschichtlich von Bedeutung. Zweigeschossiger massiver Bau mit Granit-Bruchsteinsockel, verputztem Erdgeschoss und verklinkertem Obergeschoss, zur Straße überhöhter Mittelrisalit mit Giebelabschluss, Eckquaderungen und Fenstergewände aus Gussstein, Krüppelwalmdach mit stehenden Dachgaupen, Jugendstilhaustür, Stuckfriese unter straßenseitigem Traufgesims. | 08956910        |
| Direkt Bild zu diesem Denkmal hochladen | Wohnhaus in offener Bebauung                                                                             | Auerbacher Straße 26 (Karte)               | um 1910                                  | Putzfassade mit Erker, ortsbildprägendes Reformstilgebäude, weitgehend original erhalten, baugeschichtlich von Bedeutung. Zweigeschossiger massiver Putzbau mit Granitbossensockel, zum Teil Eckbossen, große Fensterkonsolen und -stürze aus bossiertem Granit, straßenseitiger und seitlicher Fenstererker, Bienenstock mit Ähren in Stuck als Fensterbekrönung, flacher Zierfachwerk-Giebel, schiefergedecktes Mansarddach mit Schleppgaupen, teilweise originale Fenster, Steg mit Jugendstil-Geländer zum Eingang. | 08956911        |
| Direkt Bild zu diesem Denkmal hochladen | Mietshaus in offener Bebauung                                                                            | Auerbacher Straße 35 (Karte)               | um 1900                                  | zeittypische Klinkerfassade, am Ortsausgang, ortsbildprägend und baugeschichtlich von Bedeutung. Dreigeschossiger massiver Klinkerbau mit Granitsockel, flachem, übergiebeltem Mittelrisalit, Kunststein-Fensterkonsolen, -Verdachungen und -Schlussstein, Krüppelwalmdach mit holzverzierten Dachgaupen. | 08956912        |
| Direkt Bild zu diesem Denkmal hochladen | Mietshaus in offener Bebauung                                                                            | Auerbacher Straße 37 (Karte)               | um 1900                                  | Zeittypische Klinkerfassade, Gründerzeitgebäude am Ortsausgang, ortsbildprägend und baugeschichtlich von Bedeutung. Dreigeschossiger massiver Klinkerbau mit flachem, übergiebeltem Mittelrisalit, Kunststein-Fenstergewände im Erdgeschoss, Kunststein-Fensterkonsolen, -stürze und -gesimse, Krüppelwalmdach, Fenster sowie Dachgaupen erneuert. | 08956913.       |
| Direkt Bild zu diesem Denkmal hochladen | Wohnhaus in offener Bebauung                                                                             | Auersbergstraße 2 (Karte)                  | um 1900                                  | Klinkerfassade, mit Auersbergstraße 4 und Ringstraße 30 in gestalterischer Übereinstimmung, als Bestandteil eines einheitlich entstandenen Gründerzeitquartiers von ortshistorischer und bauhistorischer Relevanz. Zweigeschossiger massiver Klinkerbau, mit übergiebeltem Mittelrisalit, Eckquaderung in Putz, Gurtgesims, Kunststein-Fenstergewänden, Krüppelwalmdach schiefergedeckt. | 08956881        |
| Direkt Bild zu diesem Denkmal hochladen | Doppelwohnhaus in offener Bebauung und in Ecklage                                                        | Auersbergstraße 4 (Karte)                  | um 1900                                  | Doppelwohnhaus (Anschrift: Auersbergstraße 4 und Ringstraße 30) in offener Bebauung und in Ecklage; Klinkerfassade, mit Auersbergstraße 2 in gestalterischer Übereinstimmung, als Bestandteil eines einheitlich entstandenen Gründerzeitquartiers von ortshistorischer und bauhistorischer Relevanz. | 08956880        |
| Direkt Bild zu diesem Denkmal hochladen | Brücke über den Rähmerbach                                                                               | Bachstraße 1 (gegenüber) (Karte)           | um 1860                                  | Steinbogenbrücke, im Zusammenhang mit der benachbarten Schule erbaut, von ortshistorischer und verkehrshistorischer Relevanz. Einbogige Brücke aus Granitquadern in Breite des Mittelrisalits der Schule, Steinbrüstung und Decke erneuert. | 08956978        |
|                                         | Wohnhaus in offener Bebauung, ehemals Filzfabrik                                                         | Bachstraße 4 (Karte)                       | 2. Hälfte 19. Jahrhundert                | Stattlicher Putzbau, von ortsbildprägender und ortshistorischer Bedeutung. Viergeschossiger massiver Putzbau auf abgewinkeltem Grundriss, mit schmalem Anbau, flacher Granitsockel, Gurtgesims, zarte Profilierungen als Fenstergewände und -verdachungen von Putz, Türgewände und Fensterkonsolen aus Granit, Traufgesims von bemaltem Holz, Krüppelwalmdach, zwei originale Türen, Anbau mit überkragender Ecke und bemalter Auskragung über verbrochener Ecke. | 08956916        |
| Direkt Bild zu diesem Denkmal hochladen | Wohnhaus in offener Bebauung, mit seitlicher Toreinfahrt                                                 | Bergstraße 3 (Karte)                       | um 1865                                  | Fein gegliederter Putzbau des Spätklassizismus, Bestandteil des städtischen Wiederaufbaus in der 2. Hälfte des 19. Jahrhunderts, wertvolle Innenausstattung der Zeit um 1910, von ortsbildprägender, bauhistorischer und baukünstlerischer Bedeutung. Über Granitsockel zweigeschossiger Massivbau mit feiner, reich gegliederter Putzfassade, im Erdgeschoss Rundbogenfenster, im Obergeschoss Segmentbogenfenster mit historischen Fenstern von 1910 und Stuckzier in Brüstungsfeldern und Verdachungen, mit Akroterien, prächtiges Eingangsportal und schmiedeeiserne Toreinfahrt zwischen aufwendigen Sandsteinpfosten, Innenausstattung (um 1910) von Vestibül und Halle mit Marmorverkleidung, Treppe, Fliesen und Holzverkleidung und Kamin mit Beleuchtungskörper und großer Zierverglasung in geometrisierender Bleiverglasung, segmentbogige Kassettendecke. | 08956835        |
| Direkt Bild zu diesem Denkmal hochladen | Wohnhaus in halboffener Bebauung                                                                         | Bergstraße 4 (Karte)                       | 18. Jahrhundert                          | Wohnhaus in halboffener Bebauung (ohne Eckanbau/Hausteil An der Bergstraße) – Putzbau mit profiliertem Türgewände, seltenes Bauzeugnis aus der Zeit vor dem Stadtbrand, von hoher ortsbildprägender und baugeschichtlicher Qualität. Erdgeschoss massiv, profilierte Fenster- und Türgewände, rechts der Eingangstür singuläre, gebogte Doppelfenstergruppe mit vierflügeligen Kreuzstockfenstern, Kreuzstock spiralförmig dekoriert, florale Ziersprossung, historisches Türblatt mit Eichenlaubschnitzerei, Obergeschoss Fachwerk verputzt, Galgenfenster mit Winterfenstern in Holzgewänden, profiliertes Windbrett, Giebel verschiefert, Krüppelwalmdach schiefergedeckt, mit stehenden Dachgaupen, spätklassizistisches Gittertor aus Gusseisenformteilen auf Walzeisengitter mit floralen Ranken (Lotus?) und Palmetten, Gussteile zum Teil unvollständig, Granitpfeiler massiv mit Prellsteinen und Abdeckung.                                                                                      | 08956890        |
| Direkt Bild zu diesem Denkmal hochladen | Wohnhaus in offener Bebauung                                                                             | Bergstraße 5 (Karte)                       | um 1865                                  | Reich gegliederter, spätklassizistischer Bau, Zeugnis des Wiederaufbaus nach dem Stadtbrand von 1852, von ortsbildprägender, bauhistorischer und baukünstlerischer Bedeutung. Am Hang über Granitquadersockel zweigeschossiger Massivbau, verputzt, Bogenstellungen im Erdgeschoss, zum Teil Schaufenster, zum Teil Rundbogenfenster, im Obergeschoss zwischen Dreierfenstergruppen mit klassizistischer Fensterverdachung repräsentativer Mittelrisalit mit doppelter Pilasterstellung auf Konsolen und Zahnschnittgesims und Tympanon, mächtiges umlaufendes Abschlussgesims mit massigem Zahnschnitt, Ecklisenen, stehenden Dachgaupen. | 08956834        |
|                                         | Wohnhaus in Ecklage und halboffener Bebauung                                                             | Bergstraße 7 (Karte)                       | um 1880                                  | Zeittypische Klinkerfassade, als Eckbau in Hanglage von ortsbildprägender und bauhistorischer Bedeutung. Über Granitsockel zweigeschossiger Massivbau, mit verbrochener und geschossüberhöhter Ecke unter Dachhaube, klinkerverkleidet (gelbbraun), historisierende Fensterumrandungen und Gurtgesimse, zum Teil aus Sandstein, verschiefertes Satteldach mit stehenden Dachgaupen. | 08956832        |
|                                         | Wohnhaus in offener Bebauung                                                                             | Bühlstraße 12 (Karte)                      | um 1910                                  | Villenartiger Putzbau im Reformstil, von ortshistorischer und bauhistorischer Bedeutung. Zweigeschossiger massiver Putzbau auf Sockel aus Granitbossen, Eingangsaltan mit Granitpfeiler, Verandenanbau, breites Rundbogenfenster im 1. Obergeschoss, Giebel verbrettert, hohes Schleppdach mit Dachhecht, Auslucht mit Stabsäulen, blechverdacht. | 08956959        |
|                                         | Wohnhaus in geschlossener Bebauung                                                                       | Bürgermeister-Hesse-Straße 3 (Karte)       | um 1860                                  | Repräsentatives Gebäude, Teil des Wiederaufbauensembles nach dem Stadtbrand, ortsbildprägend. Baukünstlerisch gestaltete Fassadengliederung zweigeschossiger massiver Putzbau, Erdgeschoss mit Putzquaderung, profilierte Bögen, Gurtgresims, im Obergeschoss ebenso profilierte Bögen, stuckierte Fensterbrüstungen, Fensterverdachungen mit stuckierten Feldern in den Mittelachsen mit Akroterien, kleiner zweifensteriger Mittelrisalit mit verkröpftem Gesims abgeschlossen, Satteldach, alte Eingangstür. | 08956926        |
| Weitere Bilder                          | Ehemaliges Wohnhaus in halboffener Bebauung, heute Museum                                                | Bürgermeister-Hesse-Straße 7 (Karte)       | 2. Hälfte 19. Jahrhundert                | Putzfassade im Stil des Historismus, repräsentatives Gebäude mit feiner Fassadengliederung in Formen Florentiner Renaissance, starke ortsgeschichtliche, bauhistorische und stadtbildprägende Relevanz. Zweigeschossiger massiver Putzbau mit Drempelgeschoss, Sockel mit Granitband, Seitenrisalite, Erdgeschoss-Sockel mit Putzspiegeln und Diamantquadern, Rundbogenfenster mit Gewänden aus Rochlitzer Porphyrtuff, überfangen von Putzquaderung, Fries mit Medaillonbüsten, Obergeschoss mit reich stuckierten Ädikulafenstern und Akroterienabschluss, Drempel mit Konsolsteinen, vorspringendes Gesims aus Rochlitzer Porphyrtuff, Satteldach mit einer angewalmten Seite, originales Eingangsportal, Fenster erneuert, Vorhallentür original. | 08956919        |
| Weitere Bilder                          | Maschinen der Eibenstocker Buntstickerei in Stickerei-Schauwerkstatt des Museums                         | Bürgermeister-Hesse-Straße 7 (bei) (Karte) | Mitte 19. Jahrhundert                    | Singuläre Zeugnisse der technikgeschichtlichen Entwicklung der Stickerei in der Region. Handstickmaschine (drei Nadelreihen, Modell Kappel), nach 1845, Fädelmaschine für die Handstickmaschine, Schiffchenstickmaschine mit Punchmaschine (Kartenschlag, Unikat), 1883, Schiffchenstickmaschine mit Pantograph, 5 Yard, Schiffchenstickmaschine mit Automat, 5 Yard, Sondermodell: verlängerte Maschine, Punchmaschine, Repetiermaschine, Gröbli-Automat, Mehrkopfautomat (Dreikopf, Modell Würker), Adlerstickmaschine, Kurbelstickmaschine (Tambouriermaschine), Zäckelmaschine, Ausbessermaschine, Singer-Nähmaschine, Musterstechmaschine, Mustervergrößerungsautomat. | 08956981        |
| Weitere Bilder                          | Wohnhaus in halboffener Bebauung                                                                         | Bürgermeister-Hesse-Straße 9 (Karte)       | nach 1860                                | Putzfassade im Stil des Historismus, repräsentatives Gebäude mit feiner Fassadengliederung in Florentiner Renaissance, ehemals Teil eines Fabrikgeländes (Buntstickerei), baugeschichtlich von Bedeutung. Zweigeschossiger massiver Putzbau mit Granitsockel, Kellergeschoss mit granitumrandeten kleinen Fenstern, putzgequadertem Erdgeschoss mit Segmentbogenfenstern mit profilierten Gewänden und gequaderten Stürzen, Obergeschoss mit Balusterfries, betonter Mittelrisalit mit originalem Portal und kannelierten Pilastern, auf Postamenten im Obergeschoss, Rundbogenfenster in Ädikula, Verdachungen mit Akroterien betont, Satteldach, historisches Türblatt und Obergeschoss-Mittelfenster erneuert, Stuck vielfach ersetzt. | 08956918        |
| Weitere Bilder                          | Ehemaliges Forsthaus (heute Wohnhaus) in offener Bebauung, mit Remisengebäude im Hof                     | Dr.-Leidholdt-Straße 2 (Karte)             | bezeichnet 1863                          | Historisierender Putzbau, in Zusammenhang mit Otto-Findeisen-Straße 1, von ortsgeschichtlicher und bauhistorischer Bedeutung. Über quadratischem Grundriss zweigeschossiger Massivbau, verputzt, Sockel aus Blauenthaler Granit, profilierte Sandstein-Fenster- und -Türgewände, flache Mittelrisalite in Giebel übergehend, u. a. mit zugesetzter Tür und Doppelfenstern im Obergeschoss, metallener Hirschkopf, umlaufendes Traufgesims aus Terrakotta-Formsteinen in gotischen Zierformen, unterbrochen und an den Ecken sächsische Wappenschilde, Gebäudekanten im Traufbereich um die Dachrinne herum verkröpft, Schieferwalmdach, Remise: massiver Bau, verputzt, segmentbogige Tür- und Toröffnungen, Steingewände, im Drempel Schlitzfenster und Bergetüren in Dachhäusern, abgewalmtes Pultdach aus Schiefer. | 08956819        |
| Direkt Bild zu diesem Denkmal hochladen | Wohnhaus in offener Bebauung                                                                             | Gabelsbergerstraße 9 (Karte)               | 1905                                     | Historisierende Putzfassade mit Eckerker, Jugendstilornamentik, ortsbildprägend und von ortsgeschichtlicher Bedeutung. Zweigeschossiger massiver Putzbau, Kunststeinfenstergewände, Risalit in Dachgiebel übergehend, Kranzgesims, Eckerker, talseitig großer Giebel im Verlauf geglättet, durch Stabwerk gegliedert, umlaufend barockisierende Fensterverdachungen mit floralem Jugendstilornament, Mansarddach mit Schleppgaupen. | 08956814        |
| Direkt Bild zu diesem Denkmal hochladen | Scheune (ohne hinteren Anbau) eines Bauernhofes                                                          | Hüblerweg 21 (Karte)                       | 2. Hälfte 18. Jahrhundert                | Verbretterte Scheune mit Mansarddach, Rest bäuerlicher Architektur am Stadtrand von Eibenstock, ortshistorische und bauhistorische Bedeutung. Bruchsteinsockel, verbrettertes Fachwerk, Mansardsatteldach | 08956955        |
| Direkt Bild zu diesem Denkmal hochladen | Wohnhaus in Ecklage und in halboffener Bebauung                                                          | Hugo-Zschau-Straße 11 (Karte)              | 1913                                     | Unter Einfluss des Reformstils errichteter, reich gegliederter Bau, Bestandteil einer Wohnhauszeile im Reformstil um 1910, von stadtbildprägendem Wert und baugeschichtlicher Bedeutung. Über flachem Granitsockel zweigeschossiger Massivbau, traufseitig zwei gebogte Erker mit Banddekor und Mittelgiebel mit Stuckfeld (Fruchtkorbdarstellung) unter Dreieckgiebel mit Okulus, Giebelseite mit dreiachsigen Pseudoerkern auf Konsolen und Lisenengliederung mit einfacher Stuckzier in Brüstungsfeldern, Giebelflächen mit Gliederung durch Rautenmuster, zentraler Giebelokulus mit floralem Quetschstuck. | 08956935        |
| Direkt Bild zu diesem Denkmal hochladen | Wohnhaus in geschlossener Bebauung                                                                       | Hugo-Zschau-Straße 13 (Karte)              | um 1910                                  | Putzbau mit zwei Erkern, stattlicher Bestandteil einer Wohnhauszeile zwischen Jugend- und Reformstil, von stadtbildprägender Qualität und baugeschichtlicher Bedeutung. Über flachem Kunststeinquadersockel dreigeschossiger Massivbau, historisch verputzt, seitlich je ein oktogonal verbrochener Erker bis ins als Dachausbau maskierte 2. Obergeschoss unter geschweifter Haube, segmentbogige Erdgeschoss-Fenster, flache florale Stuckfelder im Brüstungsbereich des 1. Obergeschoss, vierachsiger gebrochener Mittelgiebel mit einfachem Banddekor im Sturz, bauzeitliche Eingangstür und Treppenhausausstattung mit Ausmalung. | 08956936        |
|                                         | Tür eines Wohnhauses                                                                                     | Hugo-Zschau-Straße 14 (Karte)              | um 1860                                  | Eingangstür mit Oberlicht und Granittreppenstufen, kunsthandwerksgeschichtlich von Bedeutung. Doppelflügelige Eingangstür mit kassettierten und beschnitzten Feldern, gedrehtem Mittelsteg, in der Mitte verkröpftem Gesims, floral-gesprosstes Oberlicht, bauzeitliche Beschläge, eine der originalen Türklinken vorhanden. | 08956934        |
| Direkt Bild zu diesem Denkmal hochladen | Wohnhaus in Ecklage und halboffener Bebauung                                                             | Hugo-Zschau-Straße 15 (Karte)              | bezeichnet 1911                          | Charakteristische Putzfassade, Bestandteil eines geschlossene Ensembles von Wohnbauten im Reformstil um 1910, von stadtbildprägender und bauhistorischer Bedeutung. Über grobem, rustiziertem Granitquadersockel dreigeschossiger Massivbau, mit durch Verschieferung als Dachausbau maskiertem 2. Obergeschoss, traufseitig zweiachsiger Scheinerker auf gequaderten Lisenen, Erkergliederung durch Kolossallisenen und Stuckfelder mit flachen Rollwerkmedaillons unter halbkreisförmigem Giebelfeld mit Bezeichnung 1911, an Giebelseite zentraler Kastenerker mit geschweiftem Giebel und aufwendiger Farbverglasung im geometrischen Jugendstil, im Segmentbogengiebel darüber bezeichnet: „GS“ in Medaillon mit Girlanden, historischer hölzerner Türvorbau und komplette bauzeitliche Treppenhausausstattung: Rollmalerei, Terrazzoboden, Farbverglasung, Geländer, Wohnungstüren. | 08956937        |
|                                         | Wohnhaus in halboffener Bebauung                                                                         | Hugo-Zschau-Straße 20 (Karte)              | um 1910                                  | Mit Laden, kleinstädtischer Bestandteil der Wohnarchitektur um 1910, im Reformstil, von bauhistorischer und stadtbildprägender Bedeutung. Über flachem Granitsockel zweigeschossiger Massivbau mit bauzeitlichem Putz, im Straßenbereich dreigeschossig, zum Teil als maskierter Eckdachausbau, einfache Sohlbänke und Putzfaschen um Fenster, zentraler korbbogiger Erker bis ins 2. Obergeschoss mit Dreierfenstergruppen und Stuckfeldern im Brüstungsbereich, an rechter Ecke auf kleinen Konsolen Scheineckerker mit gequaderten Lisenen, bauzeitliche Haustür mit Oberlicht und Ladentür mit Schaufenster, jeweils mit Jugendstilbeschlägen. | 08956938        |
|                                         | Wohnhaus in geschlossener Bebauung                                                                       | Hugo-Zschau-Straße 36 (Karte)              | um 1910                                  | Putzfassade mit Fachwerkelemten, zeigt Einflüsse des Reformstils, Bestandteil der örtlichen Wohnarchitektur um 1910, baugeschichtlich von Bedeutung. Dreigeschossiger Massivbau, Putzfassade, mit flachen Stuckspiegeln im Brüstungsbereich und über den Fenstern, korbbogiges bauzeitliches Haustor mit Jugendstilbeschlag, zentrales Dachhaus mit Zierfachwerk, 2. Obergeschoss ansonsten als Dachausbau mit Schieferverkleidung behandelt. | 08956896        |
|                                         | Villa | Karlsbader Straße 2 (Karte)                | um 1870                                  | Im Stil des Spätklassizismus, Zeugnis der wirtschaftlichen Prosperität der frühen Gründerzeit, von ortsbildprägender und bauhistorischer Bedeutung. Zweieinhalbgeschossiger Kubus in massiver Bauweise, zur Straße dreiachsiger Mittelrisalit mit Putzgliederung in Pilasterform sowie Rundbogenfenster und Tympanon, klassizistische Fensterumrandungen auf Konsolen, Mezzaninfenster, Walmdach, Fassade leicht geglättet, Remise: Massivbau, verputzt, segmentbogiges Tor zum Teil zugesetzt, Satteldach schiefergedeckt, teilweise über Kellergewölben des Vorgängerbaus, original: Haustür, bleiverglastes Oberlicht der Windfangtür, Treppenhaus mit Geländer und Pfeilern mit Stuckkapitell. | 08956828        |
| Weitere Bilder                          | Ehemaliges Lager- und Handelsgebäude (heute Wohnhaus, mit fünf Hausnummern) auf dreiflügeligem Grundriss | Karlsbader Straße 3; 3a; 5; 5a; 5b (Karte) | im Kern bezeichnet 1723                  | Von ortshistorischer Bedeutung. Zeugnis für die wirtschaftliche Entwicklung des Ortes, Hauptgebäude: langgestreckter, dreigeschossiger massiver Putzbau, mit Drempelgeschoss, Segmentbogenfeld in Putz mit der Inschrift: „gegr. 1723“, leicht profilierte Fenstergewände in Putz, Putzspiegel im Drempelbereich, 1. Seitenflügel: mit Durchfahrt, schlichter Putzbau, gusseiserne Säulen, Satteldach, 2. Seitenflügel: schlichter Putzbau, im Erdgeschoss große Produktionsräume mit schweren Holzunterzügen auf Pfeilern, Satteldach. | 08956956        |
| Direkt Bild zu diesem Denkmal hochladen | Wohnhaus in Ecklage und offener Bebauung                                                                 | Karlsbader Straße 6 (Karte)                | um 1900                                  | Mit Laden, historisierende Klinkerfassade, Gründerzeitgebäude am alten Handelsweg, von bauhistorischer Bedeutung. Über Granitsockel zweigeschossiger Massivbau, mit Klinker verblendet, mit historisierenden Fenster- und Türgewänden aus Kunststein, Ecke verbrochen, mit verdachtem Giebelfenster und Aufsatz überhöht, schiefergedecktes Mansarddach mit stehenden Dachgaupen, im Erdgeschoss zum Teil Winterfenster erhalten, Ladentür und Schaufenster erneuert. | 08956827        |
| Direkt Bild zu diesem Denkmal hochladen | Mietshaus in offener Bebauung und in Ecklage                                                             | Karlsbader Straße 7 (Karte)                | um 1900                                  | Gebäude in repräsentativer Ecklage, historisierende Putzfassade, Bauwerk von ortsbildprägender Relevanz, städtebaulich von Bedeutung. Dreigeschossiger massiver Putzbau mit verklinkertem Sockel auf trapezförmigem Grundriss, verbrochene Ecke mit seitlichen Risaliten, zur Hauptstraße zwei Seitenrisalite, Risalite überhöht, Mansarddach, rückseitig Windfang mit dekorativem Holzgiebel. | 08956872 078328 |
| Weitere Bilder                          | Meilenstein (Kopie)                                                                                      | Karlsbader Straße 8 (gegenüber) (Karte)    | 19. Jahrhundert (Meilenstein)            | Stationsstein, Zeugnis von verkehrsgeschichtlicher Bedeutung. Einfacher Typenstein aus Sandstein, über hohem Sockel mit halbrundem Abschluss, mit vertieften Spiegeln (dessen Flächen stark verwittert). | 08956826        |
| Direkt Bild zu diesem Denkmal hochladen | Wohnhaus in offener Bebauung                                                                             | Karlsbader Straße 9 (Karte)                | bezeichnet 1903                          | Zum Teil Klinkerfassade, als Bestandteil eines einheitlich entstandenen Gründerzeitquartiers von bauhistorischer Relevanz. Bezeichnet 1903 (über Erdgeschoss-Fenster), zweigeschossiger massiver Bau auf Granitsteinsockel, straßenseitig in Putz mit überhöhtem, übergiebeltem Mittelrisalit und geputzter Eckquaderung und Putzgliederung, gusssteinerne Fensterfassungen mit Stuckranken, Seitenfassaden in Klinkerbauweise, verschiefertes Krüppelwalmdach. | 08956873        |
| Direkt Bild zu diesem Denkmal hochladen | Gasthaus mit Stall- und Remisengebäude im Hof                                                            | Karlsbader Straße 10 (Karte)               | 19. Jahrhundert                          | Am alten Handelsweg gelegen, Zeugnis des historischen Gewerbes, von ortsbildprägender und bauhistorischer Bedeutung. Über Bruchsteinsockel zweigeschossiger Massivbau, Erdgeschoss mit granitenen Sohlbänken, Giebelwand im Obergeschoss verschiefert, alte Galgenfenster mit komplettem Satz Winterfenster (2000), hölzerne Schalbretter im Traufbereich, Satteldach verschiefert, mit stehender Gaupe, Remisen: eingeschossiger Massivbau mit zum Teil segmentbogigen Toren, Drempel mit quadratischen Öffnungen, Pultdach. | 08956825        |
| Direkt Bild zu diesem Denkmal hochladen | Wohnhaus in offener Bebauung                                                                             | Karlsbader Straße 11 (Karte)               | um 1900                                  | Klinkerfassade, als Bestandteil eines einheitlich entstandenen Gründerzeitquartiers von bauhistorischer Relevanz. Zweigeschossiger massiver Klinkerbau auf Granitsteinsockel, mit straßenseitigem Mittelrisalit, Kunststein-Fenstergewände, -Ecksteine und -Gliederelemente, Risalit überhöht und übergiebelt, Krüppelwalmdach, Obergeschoss Fenster historisch. | 08956874        |
|                                         | Wohnhaus in offener Bebauung                                                                             | Karlsbader Straße 12 (Karte)               | um 1865                                  | Stattliches Bauwerk in spätklassizistischen Formen, Zeugnis von ortsbildprägender Qualität, baugeschichtlich von Bedeutung. Zweigeschossiger Massivbau, verputzt, über Granitsockel, Putzgliederung durch Nutung und Gurtgesims, Fensterverdachungen und Spiegelzier aus Terrakotta, Eckbossierung mit -pilastern mit reichen Terrakottakapitellen, Traufgesims mit Zahnschnitt, Satteldach mit stehenden Dachgaupen. | 08956824        |
| Direkt Bild zu diesem Denkmal hochladen | Doppelmietshaus in offener Bebauung und in Ecklage                                                       | Karlsbader Straße 13; 15 (Karte)           | um 1905                                  | Klinkerfassade mit Fachwerkelementen, als Bestandteil eines einheitlich entstandenen Stadterweiterungsquartiers von bauhistorischer Relevanz. Nummer 13: dreigeschossiger Klinkerbau auf verputztem Sockel, mit Zierfachwerk-Drempel, Kunststein-Fenstergewände, Walmdach, Vortreppe mit Jugendstilgeländer, alte Fenster, originale Eingangs- und Wohnungstüren, straßenseitig verbretterter Giebel, Nummer 15: dreigeschossiger Klinkerbau auf verputztem Sockel, mit Zierfachwerk-Drempel, Kunststein-Fenstergewände, zum Teil recht aufwendig, Eckrisalit überhöht und mit Zierfachwerk-Giebeln abgeschlossen, zur Seitenstraße 4. Obergeschoss in Zierfachwerk, mit verbrettertem Giebel, malerische Dachlandschaft. | 08956875        |
| Weitere Bilder                          | Ehemalige Posthalterei (heute Wohnhaus) in offener Bebauung                                              | Karlsbader Straße 18 (Karte)               | 2. Hälfte 19. Jahrhundert                | Historisierende Putzfassade, ortsgeschichtliche und postgeschichtliche sowie ortsbildprägende Bedeutung. Zweigeschossiger massiver Putzbau auf Granitsteinsockel, Fenster- und Türgewände, aus Porphyrtuff, Fensterverdachungen in Formen der Tudorgotik, mittiges Portal mit profilierten Gewände aus Porphyrtuff mit Inschrift: „K.S. Posthalterei“, Gesimsbänder mit Rundbogenfries, Satteldach mit Ortganggesims. | 08956957        |
| Direkt Bild zu diesem Denkmal hochladen | Wohnhaus in Ecklage und halboffener Bebauung                                                             | Kirchplatz 5 (Karte)                       | um 1880 (Wohnhaus 1)                     | Wohnhaus (bestehend aus zwei einzelnen Wohnhäusern) in Ecklage und halboffener Bebauung, mit Ladenanbau – gründerzeitliche Klinkerfassade bzw. Putzfassade mit Balkons und Erker, Anbau heute als Garage genutzt, ortsbildprägende Lage, baugeschichtlich von Bedeutung. Wohnhaus 1: dreigeschossiger massiver Putzbau, durch Risalite gegliedert, natursteinerne Fenster- und Türgewände sowie Fensterverdachungen, Erker, zwei Balkone mit Jugendstilgittern, Satteldach mit Dachhecht, Wohnhaus 2: zweigeschossiger massiver Klinkerbau (gelb mit grünen Zierklinkern), gusssteinerne Fenstergewände, Mansarddach neu gedeckt, angebaute Garage vormals wahrscheinlich Laden. | 08956802 ,      |
| Direkt Bild zu diesem Denkmal hochladen | Wohnhaus und Schuppen                                                                                    | Lohgasse 8 (Karte)                         | 2. Hälfte 18. Jahrhundert                | Eingeschossiges Gebäude mit Resten von Umgebinde, am Rand der städtischen Bebauung. Teil der alten Ortsstruktur, sozialgeschichtlich von Bedeutung. Erdgeschoss massiv, Umgebinde links, unterfahren und verputzt, zentrales Dachhaus, verbrettert, Satteldach mit seitlichen Schleppgaupen abgefrackt, Fenster in historischer Größe, Schuppen: massiv, Satteldach. | 08956898        |
| Direkt Bild zu diesem Denkmal hochladen | Wohnhaus in offener Bebauung, mit Nebengebäude                                                           | Lohgasse 14 (Karte)                        | um 1890                                  | Schlichtes Zeugnis der historischen Verstädterung um die Jahrhundertwende um 1900, von ortsbildprägender Qualität und bauhistorischer Bedeutung. Über flachem Natursteinsockel zweigeschossiger Massivbau unter Satteldach, Fassadengliederung durch historischen Graupelputz, Gurtgesimse zum Teil mit Zahnschnitt, Lisenen aus Ziegel und segmentbogige Ziegelstürze über Fenstern, mit drei stehenden Dachgaupen, Stallgebäude im Hang: Erdgeschoss massiv, segmentbogige Stallfenster, Obergeschoss verbrettert, Pultdach. | 08956899        |
| Direkt Bild zu diesem Denkmal hochladen | Mietshaus in halboffener Bebauung                                                                        | Ludwig-Jahn-Straße 2 (Karte)               | um 1910                                  | Putzbau im Reformstil, Teil der geschlossenen Bebauung am Platz des Friedens, ortsbildprägende Bedeutung. Zwei- und dreigeschossiger massiver Putzbau, rustizierter Granitsteinsockel inklusive Türgewände und Oberlichtrahmung, breitgelagerter, zweigeschossiger verbrochener Mittelerker, darüber Dachhaus mit verbrochenem Giebel, verkleidetes Zierfachwerk, Seitenfassade mit zweigeschossigem, verkleidetem Kastenerker. | 08956863        |
|                                         | Mietshaus in geschlossener Bebauung                                                                      | Muldenhammerstraße 6 (Karte)               | um 1905                                  | Putz-Sandstein-Fassade mit Erker, von hohem Aufwand an Materialien und Gestaltung, baugeschichtliche und stadtbildprägende Bedeutung. Dreigeschossiger massiver Putzbau, Sockel aus rustikalen Granitsteinen, unterbrochen von Kellerfenstern mit kunstvollen Eisengittern, im Erdgeschoss rustizierter Sandstein, Rundbogenfenster, skulptierte Schlusssteine an den Außenachsen, sandsteinerner Kastenerker mittig von zwei Achsen über zwei Geschosse, reich skulptiert, Mittelgiebel, zwei stehende Dachgaupen mit Skulpturenschmuck. | 08956775        |
|                                         | Mietshaus in geschlossener Bebauung                                                                      | Muldenhammerstraße 8                       | um 1910                                  | Putzfassade mit Erker, im Reformstil, Teil der geschlossenen Hauszeile am Platz des Friedens, städtebaulich von Bedeutung. Dreigeschossiger massiver Putzbau mit Sockel aus Granitbossen, breitgelagertem, verbrochenem Erker mit geschweifter Verdachung, Dachausbau mit Zierfachwerk und verbrochenem Giebel, schiefergedecktes Satteldach. | 08956861        |
|                                         | Mietshaus in geschlossener Bebauung                                                                      | Muldenhammerstraße 10 (Karte)              | um 1910                                  | Putzbau mit Erker, im Reformstil, Teil der geschlossenen Bebauung am Platz des Friedens, ortsbildprägende und bauhistorische Bedeutung. Dreigeschossiger massiver Putzbau mit angebautem Dachgeschoss, hohem Granitsockel, breitgelagerter, verbrochener zweigeschossiger Mittelerker, übergiebelter, vorgeschobener und verkleideter Dachausbau, Zierfachwerk hinter moderner Verkleidung. | 08956862        |
|                                         | Mietshaus in Ecklage und geschlossener Bebauung                                                          | Muldenhammerstraße 12 (Karte)              | um 1910                                  | Putzbau mit Fachwerkelementen und zwei Erkern, im Reformstil, als Beginn der geschlossenen städtischen Bebauung von ortsbildprägender Relevanz, baugeschichtlich von Bedeutung. Viergeschossiger massiver Putzbau mit rustiziertem Granitsteinsockel, Erdgeschoss mit weiten Segmentbogenfenstern, 1. Obergeschoss mit zweiachsigen Erkerfenstern mit Eierstabschmuck und Schieferverdachungen, zurückgesetztes 4. Obergeschoss in Zierfachwerk mit zwei Fachwerkgiebeln. | 08956776        |
| Weitere Bilder                          | Ehemaliges Forsthaus (heute Wohnhaus) in offener Bebauung                                                | Otto-Findeisen-Straße 1 (Karte)            | bezeichnet 1863                          | Historisierender Putzbau, zum Bauensemble des Forsthauses Dr.-Leidholdt-Straße 2 gehörend, in Formen der Neogotik, von ortshistorischer und bauhistorischer Bedeutung. Zweigeschossiger Massivbau über quadratischem Grundriss, verputzt, gestäbte Tür- und Fenstergewände aus Sandstein, flacher Mittelrisalit mit aufwändiger Fenstergruppe im Obergeschoss unter metallenem Hirschkopf, neogotisches Traufgesims-umlaufend – aus Terrakottaformsteinen, wieder mit sächsischen Wappensteinen und Eckverkröpfungen. | 08956821        |
| Direkt Bild zu diesem Denkmal hochladen | Wohnhaus (auf L-förmigem Grundriss)                                                                      | Otto-Findeisen-Straße 14 (Karte)           | Anfang 19. Jahrhundert                   | Teil der alten Ortsstruktur, ortsbildprägend, sozialgeschichtlich von Bedeutung. Erdgeschoss massiv, Obergeschoss Fachwerk verbrettert, Giebel verbrettert, Dach verblecht, Dach des Anbaus verkleidet, schlichte Putzgliederung, Graupelputz, Winterfenster. | 08956871        |
| Direkt Bild zu diesem Denkmal hochladen | Wohnhaus in offener Bebauung (ohne Hintergebäude)                                                        | Parkstraße 3 (Karte)                       | um 1910                                  | Putzbau mit zwei markanten Eckerkern, Reformstil-Architektur, baugeschichtlich von Bedeutung. Zweigeschossiger massiver Putzbau, mit Granitsteinsockel und zur Straße abgerundeten Ecken, zwei Runderker im 1. Obergeschoss beginnend, ins Dach hinübergehend, Mansarddach verschiefert, Quetschstuck an der Hauptfassade an den Erkersockeln und über der Haustür. | 08956774        |
| Direkt Bild zu diesem Denkmal hochladen | Fabrikgebäude                                                                                            | Pestalozzistraße 9 (Karte)                 | um 1910                                  | Putzbau, durch Erker und darüberliegenden Giebel betont, ehemalige Färberei, von baugeschichtlicher und ortsgeschichtlicher Bedeutung. Hauptgebäude: dreigeschossiger massiver, langgestreckter Putzbau, Eingangsbereich durch Erker und darüberliegenden Giebel betont, Lisenengliederungen mit kapitellartigem Abschluss, original Eingangstür, Treppengeländer im Innern, Quetschstuck im Giebel. | 08956813        |
| Direkt Bild zu diesem Denkmal hochladen | Doppelwohnhaus in Ecklage und offener Bebauung                                                           | Pestalozzistraße 12 (Karte)                | 1913                                     | Doppelwohnhaus (Anschrift: Pestalozzistraße 12 und Vodelstraße 12) in Ecklage und offener Bebauung – in Villenart gestaltet, im Reformstil, ortsbildprägend, von bauhistorischer Bedeutung. Zweigeschossiger Massivbau über Ziegelsockel, mit massiger Mansarddachlandschaft, Erdgeschoss mit korbbogigem Schaufenster und gestelzten Rundbogenfenstern, Balkone als Loggien eingezogen, halbkreisförmiges Treppenhaus mit Haube und Zierverglasung in geometrischem Jugendstil, sparsamste Putzgliederung durch Keilsteine aus Quetschstuck, Faschen und Traufgesims, liegende Dachgaupen und Schieferdeckung, Ecksituation durch dekorativen Oktogonalerker und Altan hervorgehoben. | 08956798        |
| Direkt Bild zu diesem Denkmal hochladen | Wohnhaus in offener Bebauung                                                                             | Pestalozzistraße 16 (Karte)                | um 1910                                  | Putzbau mit Erker und Mansarddach, Reformstil-Architektur, typisches Beispiel bürgerlicher Architektur vor dem Ersten Weltkrieg, von bauhistorischer Bedeutung. Zweigeschossiger Massivbau, verputzt, mit Ecklisenengliederung und Zahnschnitt-Traufgesims, massiger Erker auf konkaven Kragelementen, Rundbogenfenster mit Tragkonsolen für Blumenkästen, seitliche Eingangsachse zurückgesetzt, mit holzüberdachtem Balkon, barockisierendem Zierspalier, bauzeitliche Eingangstür, korbbogige Vestibülfenster historisch, Okuli in figürlicher Zierverglasung, massige Mansarddachlandschaft. | 08956800        |
| Direkt Bild zu diesem Denkmal hochladen | Mietshaus in Ecklage und in halboffener Bebauung sowie ehemaliges Remisengebäude im Hof                  | Platz des Friedens 1 (Karte)               | um 1900                                  | Putz-Klinker-Fassade in Jugendstilformen, Teil des Ensembles um den Platz des Friedens, von ortsbildprägender und bauhistorischer Bedeutung. Mietshaus: über Sockel dreigeschossiger Massivbau, an verbrochener Ecke und Risaliten an den Seitenfronten verputzt, mit Erker, im Erdgeschoss geschweifte Jugendstilfenster und Toreinfahrt, um die Obergeschoss-Fenster Jugendstilzier, Ecksituation leicht überhöht, unter Dachkante Fries, Fenster neu, Torflügel bauzeitlich, Remise: eingeschossiger Massivbau, ziegelverkleidet, mit Drempel in Zierfachwerk, flacher Mittelrisalit in übergiebeltes Dachhaus übergehend, Erdgeschoss zum Teil durch Garagentoreinfahrten entstellt, flaches Pultdach. | 08956793        |
|                                         | Mietshaus in geschlossener Bebauung                                                                      | Platz des Friedens 3 (Karte)               | bezeichnet 1909                          | Putz-Klinker-Fassade mit Erker und Giebel, im Ensemble um den Platz des Friedens, von ortsbildprägender und bauhistorischer Bedeutung. Dreigeschossiger Massivbau, Erdgeschoss mit Putznutung, die Obergeschoss verklinkert, Mittelachse mit Erker, darüber geschweifter Giebel unter Dachhaube, Erker und Giebel mit Quetschstuck, Fenster mit historisierenden Gewänden aus Kunststein, in Dachfläche zwei stehende Dachgaupen. | 08956792        |
| Direkt Bild zu diesem Denkmal hochladen | Mietshaus in halboffener Bebauung                                                                        | Platz des Friedens 5 (Karte)               | um 1910                                  | Putzfassade im strengen Neoklassizismus, Zeugnis konventioneller Bauweise um 1920, im Ensemble um den Platz des Friedens, von ortsbildprägender und bauhistorischer Bedeutung. Viergeschossiger Massivbau, verputzt, mit genutetem Erdgeschoss, die Obergeschoss mit flacher Lisenengliederung, großes Tympanon, seitlich Eingangsachse rückspringend mit historischer Tür, Relief und Oberlicht. | 08956791        |
|                                         | Wohnhaus in offener Bebauung                                                                             | Platz des Friedens 11 (Karte)              | um 1910                                  | Im neoklassizistischen Stil, Zeugnis des Wiederaufgreifens klassizistischer Bauformen nach 1910, von ortsbildprägender und bauhistorischer Bedeutung. Bestandteil des Bauensembles um den Platz des Friedens, zweigeschossiger Massivbau mit Eingangsportikus in herbem Neoklassizismus, Mittelrisalit mit Pilastern und ionischen Kapitellen, Okuli und Putzspiegel, Fassade möglicherweise zum Teil geglättet, Mansarddach. | 08956790        |
|                                         | Doppelmietshaus in offener Bebauung                                                                      | Platz des Friedens 13; 15 (Karte)          | um 1890                                  | Klinkerfassade im Stil des Späthistorismus von im Ort singulärer neogotischer Form, ortsbildprägende und bauhistorische Bedeutung. Dreigeschossige Massivbauten, Erdgeschoss verputzt, Obergeschoss und Dachhäuser verklinkert, um Fenster gotisierende Zierformen, flacher Mittelrisalit mit geschweiften Giebelfronten, zum Teil gekappt und vereinfacht, Eingangssituation verändert. | 08956789        |
|                                         | Mietshaus in offener Bebauung                                                                            | Platz des Friedens 17 (Karte)              | um 1910                                  | Reformstil-Architektur, stattlicher Bestandteil eines Ensembles um den Platz des Friedens, von ortsbildprägender und baugeschichtlicher Bedeutung. Zweigeschossiger Massivbau mit reicher Putzgliederung durch Lisenen und flache Risalite, vorwölbender Mittelrisalit und stehende Dachgaupen aus Kunststein, Mansarddach, seitlich holzüberdachte Veranda. | 08956788        |
| Weitere Bilder                          | Postmeilensäule                                                                                          | Postplatz (Karte)                          | bezeichnet 1727, Kopie                   | Kopie einer Distanzsäule, verkehrsgeschichtlich von Bedeutung, Kopie einer Kursächsischen Distanzsäule bezeichnet 1727, in der typischen Form (mit Entfernungsangaben beschrifteter) Obelisk auf Sockel, mit Wappenstück sowie „AR“- Monogramm und Posthornzeichen. Sie wurde vom Johanngeorgenstädter Steinmetz Matthias Lambacher aus Granit angefertigt. Sie wurde später, Jahr unbekannt abgerissen und durch eine Kopie ersetzt. | 09304914        |
| Weitere Bilder                          | Ehemaliges Postgebäude (heute Wohnhaus mit Apotheke) in halboffener Bebauung und in Ecklage              | Postplatz 3 (Karte)                        | bezeichnet 1863                          | Putzfassade im neogotischen Stil, Bestandteil des Bauensembles Postplatz, von ortshistorischer und ortsbildprägender Bedeutung. Über Granitsockel zweigeschossiger Massivbau, verputzt, Fenster mit Faschen und Ladeneinbau auf Vorderseite zur Otto-Findeisen-Straße neu, an beiden Fronten flache Risalite in Giebel übergehend, reiches gotisches Traufgesims aus Terrakotta-Formziegeln, an den Ecken sächsische Wappenschilde, über Doppelfenster im Risalit (zum Postplatz) sächsisches Wappen unter Königskrone, am Risalit (zur Findeisenstr.) Steinplatte mit Spruchband im Relief „Telegraphie 1863 (zwischen Blitzen)“, Wetterfahne mit Posthorn und Jahreszahl, Segmentbogenportal mit gotischer Verstäbung, historische Eingangstür von 1905, Remise: massiver eingeschossiger Bau, verputzt, segmentbogiges Tor, Einfriedung aus Bruchstein, mit gemauerten Pfeilern und lose aufgelegtem Schlussstein (wohl aus Hauptfassade).                                                              | 08956818        |
| Weitere Bilder                          | Rathaus                                                                                                  | Rathausplatz 1 (Karte)                     | 1906–1907                                | Repräsentatives Gebäude mit Turm, im Stil des Späthistorismus, von besonderer ortsbildprägender Bedeutung, von baugeschichtlicher und ortsgeschichtlicher Relevanz. Prächtiger Bau im Stil der Neurenaissance oberhalb einer steil ansteigenden Parkanlage, Fassade zum Rathaus zweigeschossig, mit kurzen Flügeln, über dem Eingang Altan, dem Park zugewandt viergeschossige repräsentative Hauptfassade, beachtlicher Turm in Art eines Mittelrisalits in Bau eingestellt, davor zweiarmig geschwungene Freitreppe mit sogenanntem Mennel-Brunnen (Grotte mit Nymphe, stark erneuert), im Innern: großzügig angelegtes, helles Treppenhaus, qualitätvolle Glasfenster (Max Pechstein) mit figürlichen Darstellungen zum Bau-, Schul-, Wasserwesen und zur Krankenpflege, Glasfenster in kleiner, ornamental bemalten Eingangshalle zum Rathausplatz zeigen Personifikation der Wissenschaften und eine Stickerin, Ratssaal, Zimmer des Bürgermeisters und Hochzeitszimmer ebenfalls reich ausgestattet. | 08956901        |
| Direkt Bild zu diesem Denkmal hochladen | Wohnhaus in offener Bebauung                                                                             | Reutersweg 6 (Karte)                       | um 1900                                  | Klinkerfassade mit Fachwerk, ortsbildprägend durch Hanglage (Fernsicht), guter Originalzustand, baugeschichtlich von Bedeutung. Eingeschossiger massiver Klinkerbau auf verputztem Sockel mit Eckbossierung, Fenstergewände aus Gussstein, Drempelgeschoss und Giebel mit Zierfachwerk, Krüppelwalmdach, alte Fenster einschließlich Winterverglasung. | 08956964        |
| Direkt Bild zu diesem Denkmal hochladen | Doppelwohnhaus (Anschrift: Auersbergstraße 4 und Ringstraße 30) in offener Bebauung und in Ecklage       | Ringstraße 30 (Karte)                      | um 1900                                  | Klinkerfassade, mit Auersbergstraße 2 in gestalterischer Übereinstimmung, als Bestandteil eines einheitlich entstandenen Gründerzeitquartiers von ortshistorischer und bauhistorischer Relevanz. Auersbergstraße 4: zweigeschossiger massiver Klinkerbau, mit Kunststein-Fenstergewänden und Mittelgiebel, Krüppelwalmdach, Ringstraße 30: zweigeschossiger Massivbau, verklinkert, mit Kunststein-Fenstergewänden, Mittelgiebel zur Ringstraße in Zierfachwerk, der zur Auersbergstraße in Klinkern, schiefergedecktes Krüppelwalmdach. | 08956880        |
| Direkt Bild zu diesem Denkmal hochladen | Wohnhaus in Ecklage und in offener Bebauung                                                              | Rosa-Luxemburg-Straße 1 (Karte)            | um 1890                                  | Klinkerfassade, historistisches Gebäude, von bauhistorischer Bedeutung. Zweigeschossiger massiver roter Klinkerbau mit Natursteinsockel und Kunststeingliederung, platzseitiger Risalit durch Girlanden, Halbsäulen, kannelierte Pilaster und variierte Fensterverdachungen gegliedert, starkes Gesims mit Konsolsteinen, verbrochene Ecke, Dachgiebel, Giebelfenster, Satteldach. | 08956857        |
| Weitere Bilder                          | Postgebäude in offener Bebauung                                                                          | Schneeberger Straße 1 (Karte)              | 1907                                     | Klinkerfassade in neogotischen Formen, aufwändig und reich gestalteter Baukörper, von ortsgeschichtlicher und baugeschichtlicher Bedeutung. Massiver zweigeschossiger Bau auf L-förmigem Grundriss, mit Granitsockel in Zyklopenmauerwerk, Obergeschoss in Klinker-Sandstein-Bauweise in gotischen Formen, Fenstergewände und Giebelgliederungen aus Sandstein, im Erdgeschoss Segmentbogenfenster, im Obergeschoss Vorhangfenster, Maßwerkgiebel, gotisches Eingangsportal, Türen neu, im Erdgeschoss und Kellergeschoss eiserne Fenstervergitterungen, Fenster erneuert, schiefergedecktes Satteldach, Verlade- und Lagerhalle mit hofseitiger Rampe, alten Türen und eiserner Rampenüberdachung, Obergeschoss neu aufgesetzt. | 08956836        |
| Weitere Bilder                          | Forsthaus in offener Bebauung                                                                            | Schneeberger Straße 3 (Karte)              | um 1865                                  | Bau von ortsgeschichtlichem Wert und Bedeutung für das Ortsbild. Langgestreckter zweigeschossiger Putzbau mit schiefergedecktes Satteldach, Natursteinsockel mit Laibung, Fenstergewände aus Porphyrtuff in Renaissanceformen, Portal in spätgotisch-renaissancistischen Formen, straßen- und hofseitiger Dachausbau. | 08956838        |
| Direkt Bild zu diesem Denkmal hochladen | Wohnhaus in offener Bebauung                                                                             | Schneeberger Straße 6 (Karte)              | um 1890                                  | Zeittypische Klinkerfassade, in zentraler Lage, von ortsbildprägender Qualität, baugeschichtlich von Bedeutung. Zweigeschossiger massiver Klinkerbau (ocker, dunkelbraun abgesetzt), Granitsockel aus Zyklopenmauerwerk, Brüstungsfelder und Fensterumrahmungen aus Sandstein, Füllungen der Fensterverdachungen in schwarzem Kunststein und in dekorativen Formen, Sandsteingesims, zum Teil schiefergedecktes Mansarddach, kleiner Giebel mit Okulus in der jeweiligen Mittelachse, originale Haustür mit Klinke, Treppenhaus mit Rechenstuck, originale Zierfliesen und farbige Bleiverglasung, Holzbalkone mit aufwändigen Sägearbeiten. | 08956837        |
| Direkt Bild zu diesem Denkmal hochladen | Wohnhaus in offener Bebauung, mit Einfriedung und Toranlage                                              | Schneeberger Straße 7 (Karte)              | um 1890                                  | Historistischer Bau von ortsbildprägendem Wert in zentraler Lage, baugeschichtlich von Bedeutung. Zweigeschossiger massiver Bau, im Erdgeschoss verputzt, im Obergeschoss rot verklinkert, Gliederung in Kunststein, Fenstergewände, Gesimse, Eckbossen des Mittelrisalits, Fensterverdachungen und Segmentgiebelfeld mit Wappenschmuck und kleinem Obelisk, schiefergedecktes Satteldach, eiserner Gartenzaun mit Kunststeinpfosten. | 08956841        |
| Direkt Bild zu diesem Denkmal hochladen | Wohnhaus in Ecklage und in offener Bebauung                                                              | Schneeberger Straße 10 (Karte)             | um 1910                                  | Im Reformstil, baugeschichtlich von Bedeutung. Zweigeschossiger massiver Putzbau mit im Kragbereich getreppten Eckerkern, profilierte Fenstergewände, Quetschspiegel, Mittelrisalit mit angeschlossenem gebrochenem Dachgiebel mit Halbrundfenster, schiefergedecktes Mansarddach mit stehenden Dachgaupen, an der Seitenfassade hervorkragendes Obergeschoss auf Konsolsteinen mit floralem Quetschstuck. | 08956840        |
| Direkt Bild zu diesem Denkmal hochladen | Mietvilla mit Einfriedung und Toreinfahrt,                                                               | Schneeberger Straße 11 (Karte)             | bezeichnet 1907                          | Historisierende Klinkerfassade mit Eckerker und Turm, Jugendstildekoration, von ortsbildprägender Bedeutung, baukünstlerisch relevant. Massive zweigeschossige Gründerzeitvilla auf unregelmäßigem Grundriss, Granitsockel, Geschosse rot verklinkert, Kunststeingliederungen mit Pilastern, umrankten Fenstergewänden, verzierten Brüstungs- und Gesimsfeldern, Erker mit verziertem Konsolfeld und verziertem Abschlussfries, geschweifter verkröpfter Ziergiebel, Treppenturm mit Jugendstilreliefs im Fries und geschweifter Haube mit Biberschwanzdeckung, Eingangsvorbau auf Säulen, im Obergeschoss florale mehrfarbige Zierverglasung, Haustür original, Fenster bauzeitlich, Fenster im Treppenturm mit Zierverglasung, Eisenzaun in Jugendstilformen. | 08956843        |
| Direkt Bild zu diesem Denkmal hochladen | Wohnhaus in offener Bebauung                                                                             | Schneeberger Straße 12 (Karte)             | um 1910                                  | Putzbau mit verzierter Holzveranda, im Reformstil, von ortsbildbestimmender und baukünstlerischer Bedeutung. Zweigeschossiger massiver Putzbau mit verbrochenen Ausluchten straßenseitig, Lisenengliederungen mit Perlschnüren, Spiegel in Quetschstuck, weiter kassettierter Dachüberstand, angebaute Holzveranda verziert und verglast, verkleidete geschweifte Dachgiebel, Mansarddach. | 08956846        |
| Direkt Bild zu diesem Denkmal hochladen | Wohnhaus in offener Bebauung mit Einfriedung                                                             | Schneeberger Straße 16 (Karte)             | um 1905                                  | Klinkerfassade mit Erker, villenartiges Gebäude, von baugeschichtlicher und ortsbildprägender Bedeutung. Zweigeschossiger massiver Klinkerbau mit Granitsockel und straßenseitigem übergiebeltem Risalit und Erkeranbau, Eingangsbereich mit Säulen, Gesimse, Fenstergewände und Gliederungen von Kunststein, schiefergedecktes Mansarddach mit verzierten stehenden Dachgaupen, langgezogener schmiedeeiserner Zaun. | 08956845        |
| Weitere Bilder                          | Sachgesamtheit Städtischer Friedhof Eibenstock                                                           | Schneeberger Straße 22 (Karte)             | 1868–1872                                | Sachgesamtheit mit folgenden Einzeldenkmalen: Parentationshalle, zwei Nebengebäude, Friedhofsmauer, zwei Grabplatten (an Parentationshalle und am nördlichen Nebengebäude), Grabmalsplastik »Guter Hirte«, mehrere Grabmale, Soldatengrab Erster Weltkrieg sowie zwei OdF-Gedenksteine (Einzeldenkmal ID-Nr. 08956771), dazu gärtnerisch gestaltete Friedhofsanlage (Gartendenkmal), von ortsgeschichtlicher Bedeutung. | 09305449        |
| Weitere Bilder                          | Parentationshalle, Nebengebäude, Friedhofsmauer, zwei Grabplatten (Einzeldenkmale zu ID-Nr. 09305449)    | Schneeberger Straße 22 (Karte)             | Anfang 20. Jahrhundert (Grabmalsplastik) | Einzeldenkmale der Sachgesamtheit Städtischer Friedhof Eibenstock: Parentationshalle, zwei Nebengebäude, Friedhofsmauer, zwei Grabplatten (an Parentationshalle und am nördlichen Nebengebäude), Grabmalsplastik »Guter Hirte«, mehrere Grabmale, Soldatengrab Erster Weltkrieg sowie zwei OdF-Gedenksteine, von ortsgeschichtlicher Bedeutung. | 08956771        |
| Weitere Bilder                          | Transformatorenhäuschen                                                                                  | Schneeberger Straße 22 (neben) (Karte)     | um 1910                                  | Malerischer Bau von technikgeschichtlicher und ortsgeschichtlicher Bedeutung. Eingeschossiger massiver Putzbau mit abgerundeten Ecken, stählerner Tür, schiefergedecktem Dach in Form einer geschwungenen spitzen Haube, mit oberem Abschluss durch einen Zinkknauf. Die Trafostation wird jetzt als Lager privat genutzt. | 08956772        |
| Weitere Bilder                          | Mundloch und Befestigungsmauer eines Eisensuchstollns                                                    | Schönheider Straße (Karte)                 | 2. Hälfte 19. Jahrhundert                | Von ortsgeschichtlicher und bergbaugeschichtlicher Bedeutung. Abgewinkelte Granit-Bruchsteinmauer, metallene, durchbrochene Tür (einen Stolleneingang mit Bergmann darstellend), 32 m tiefer Eisensuchstollen, damit endete der Bergbau im Stadtrevier Eibenstock. | 08956750        |
| Weitere Bilder                          | Ehemaliges Amtsgericht Eibenstock (mit rückwärtigem Anbau)                                               | Schönheider Straße 6 (Karte)               | 1835, im Kern älter                      | Putzbau mit Mittelrisalit, von ortsgeschichtlicher und stadtbildprägender Bedeutung. Dreigeschossiger massiver Putzbau mit Mittelrisalit, natursteinerne profilierte Fenstergewände, Portal mit rustikalem Schlussstein, Kgl.-Sächs. Wappen über dem 1. Obergeschoss, Zeltdach, im Innern Kreuzgewölbe in der Eingangshalle, heute Kindergarten. | 08956804        |
| Direkt Bild zu diesem Denkmal hochladen | Wohnhaus in offener Bebauung                                                                             | Schönheider Straße 8a (Karte)              | um 1900                                  | Zeittypische Putzfassade, von ortsbildprägendem Wert, baugeschichtlich von Bedeutung. Zweigeschossiger massiver Putzbau auf Granitsteinsockel, Fenstergewände, -konsolen und -verdachungen aus Porphyrtuff, straßenseitig flaches Zwerchhaus, Walmdach. | 08956950        |
| Weitere Bilder                          | Ehemaliges Rathaus (heute Hotel) in halboffener Bebauung                                                 | Schönheider Straße 9 (Karte)               | 1862                                     | Repräsentativer Massivbau am Kirchplatz, von ortshistorischer und ortsbildprägender Bedeutung. Siebenachsiger, traufständiger Bau von heute drei Geschossen, massiger Mittelrisalit mit Pilasterstellungen auf Konsolen und Rundbogenfenstern, mit ädikulaähnlichem Glockenaufsatz mit Metallgitter, Seitenflügel mit einfacherer Putzgliederung, Fenster mit klassizistischer Bauzier, Satteldach, schiefergedeckt. | 08956829        |
| Weitere Bilder                          | Pfarrhaus in halboffener Bebauung                                                                        | Schönheider Straße 11 (Karte)              | im Kern bezeichnet 1785                  | In spätklassizistischer Form, als Bestandteil des Kirchplatzensembles von ortsbildprägender und ortshistorischer Bedeutung. Über Granitsockel zweigeschossiger Massivbau, mit eingezogener Haustür mit Treppe, Gurtgesims, neuen Fenstern mit einfachen, aufgeputzten Gewänden, geraden Verdachungen und langer Dachgaupe im schiefergedeckten Satteldach, vom Vorgängerbau: Brandbalken im Dachgeschoss, Kellergewölbe, segmentbogige Eingangstür mit Oberlicht und Schlussstein (bezeichnet 1785). | 08956830        |
| Direkt Bild zu diesem Denkmal hochladen | Wohnhaus in offener Bebauung und Remisen-Vorbau                                                          | Schönheider Straße 12 (Karte)              | um 1870                                  | Zeittypischer Putzbau, von ortsgeschichtlicher Bedeutung. Wohnhaus: zweigeschossig, massiv, auf granitenem vorgeschobenen Sockelgeschoss (diente zur Aufbewahrung der Leichenwagen), Reste vom Metallgeländer. | 08956954        |
| Direkt Bild zu diesem Denkmal hochladen | Wohnhaus in offener Bebauung und in Ecklage sowie Fabrikgebäude im Hof                                   | Schulgäßchen 2 (Karte)                     | um 1905                                  | Klinkerfassade mit Erker und Eckturm, Dekoration unter Einfluss des Jugendstils, in gutem Originalzustand, von ortshistorischer und wirtschaftsgeschichtlicher Bedeutung. Wohnhaus: aufwendiger zweigeschossiger Klinkerbau (gelb, mit grün-glasierten Klinkern abgesetzt), mit verputztem Sockel, Erker zm Schulgäßchen, Seitenrisalit mit Giebelabschluss, Giebel mit zwei Greifenfiguren aus Beton, mit Balkon überdachte Eingangstreppe, Mansarddach mit verzierten Dachfenstern, Fabrik: dreigeschossiger massiver Putzbau auf quadratischem Grundriss, rustikaler Granitsockel, Lisenengliederung, originale Fenster, Zeltdach. | 08956801        |
| Weitere Bilder                          | Schulgebäude (Nr. 1a), daran angebaute Turnhalle und weiteres Schulgebäude (Nr. 1, ohne Zwischengebäude) | Schulstraße 1; 1a (Karte)                  | 1854 (1. Schule, Nr. 1a)                 | Älteres Schulgebäude historisierender Putzbau, neues Schulgebäude im Heimatstil erweitert und überformt, von ortshistorischer und stadtbildprägender Bedeutung. Hauptgebäude: dreigeschossiger massiver Putzbau mit Natursteinsockel, weit vorgezogener fünfachsiger Mittelrisalit mit Giebelabschluss, Erdgeschoss mit Gurtgesims abgeschlossen, Lisenengliederung, Fenstergewände profiliert, in Renaissanceform, Zeltdach, 1. Anbau: dreigeschossiger massiver Putzbau, Sockel aus Zyklopenmauerwerk, Fenster rund- und segmentbogig, Risalit mit spitzbogigem Biforienfenster mit eingestellter, kapitellbekrönter Säule, Eingangsbereich mit Granittreppe und rustiziertem Granitpfeiler, Sporthalle: massiv, eingeschossig, mit Segmentbogenfenstern, 2. Anbau von 1938: dreigeschossiger massiver Putzbau, kunststeinerne scharrierte Fenstergewände, Erscheinungsbalkon. | 08956805        |
| Weitere Bilder                          | Kirche Eibenstock mit Treppenanlagen und Stützmauern                                                     | Schulstraße 2 (Karte)                      | 1864–1868                                | Kirche (mit Ausstattung), sowie zwei vorgelagerte Treppenanlagen und Stützmauern. Saalkirche mit Westturm, im Rundbogenstil des 19. Jahrhunderts, von hoher ortsgeschichtlicher, bauhistorischer und städtebaulicher Bedeutung. | 08956803        |
| Direkt Bild zu diesem Denkmal hochladen | Mietshaus in halboffener Bebauung und Einfriedung                                                        | Schulstraße 6a (Karte)                     | um 1890                                  | Zeittypischer Putzbau, ehemals Generalkonsulat der USA (von 1891 bis 1908), von ortsgeschichtlicher und stadtbildprägender Bedeutung. Dreigeschossiger massiver, reich gegliederter Putzbau, Risalite, Lisenen, Brüstungsfelder in Stuck, Fensterverdachungen und Gewände gestaltet, Auslucht, Ziergiebel, von ehemals vier Kunststeinmasken nur noch eine erhalten, originale Fenster mit grünem Oberlicht, Walmdach mit überhöhtem Mittelbereich, Tür original mit Klinke, zwei Reliefs über dem Eingangsbereich (Wikingerschiff und Hanse-Kogge), schmiedeeiserner Gartenzaun und Kellerfenster, Fahnenhalter, Stützmauer vor abgegrabenem Souterrain. | 08956810        |
| Direkt Bild zu diesem Denkmal hochladen | Wohnhaus in Ecklage und in offener Bebauung                                                              | Schulstraße 13 (Karte)                     | um 1900                                  | Zeittypischer Klinkerbau, mit originaler Eingangstür, von ortsbildprägender und bauhistorischer Bedeutung. Zweigeschossiger massiver Klinkerbau, mit verbrochener Ecke, die um ein Stockwerk erhöht ist, Klinker in drei Farben, ornamental versetzt, Mansarddach mit neuer Deckung und veränderten Fenstern, originales Türblatt. | 08956783        |
| Direkt Bild zu diesem Denkmal hochladen | Wohnhaus in offener Bebauung                                                                             | Schulstraße 15 (Karte)                     | um 1900                                  | Klinkerfassade, mit originalem Türblatt, baugeschichtlich von Bedeutung. Zweigeschossiger Klinkerbau (ocker, mit grünen Zierklinkern), sandsteinerne Fenstergewände, Drempelgeschoss mit Zierfachwerk, schiefergedecktes Walmdach mit hölzernem Dachhäuschen, Kastendoppelfenster noch original. | 08956782        |
| Direkt Bild zu diesem Denkmal hochladen | Wohnhaus in offener Bebauung                                                                             | Schulstraße 17 (Karte)                     | um 1900                                  | Klinkerfassade mit Zierfachwerkgiebeln, mit Einflüssen des Schweizerstils, von baugeschichtlicher Bedeutung. Zweigeschossiger massiver Klinkerbau mit Mezzaningeschoss (Zierfachwerk), Krüppelwalmdach mit seitlichem Dachhaus, Haus erneuert, Fenster, Sockel, Dachdeckung verändert. | 08956781        |
| Direkt Bild zu diesem Denkmal hochladen | Wohnhaus in offener Bebauung, mit Einfriedung und Toreinfahrt                                            | Schulstraße 19 (Karte)                     | bezeichnet 1907                          | Markanter Putzbau mit originaler Haustür, Jugendstilornamentik, von baugeschichtlicher Bedeutung. Zweigeschossiger massiver Putzbau, mit vorgezogenem, vierachsigem Risalit mit geschweiftem Giebel, gesamte Fassade ist mit Jugendstilornamenten in Quetschstuck überzogen, Fenster erneuert, Eisenzaun mit Gusssteinpfeilern. | 08956780        |
|                                         | Schulgebäude                                                                                             | Schulstraße 24 (Karte)                     | um 1900                                  | Zeittypische Klinkerfassade, an Straßenkreuzung, von ortsgeschichtlicher und ortsbildprägender Bedeutung. Zweigeschossiger massiver Klinkerbau, mit Natursteinsockel, Mittelrisalit, Eingang von Säulen flankiert, mit Verdachung abgeschlossen, Gesimse, Fenster- und Türgewände, Portal sowie Säulen aus Kunststein, schiefergedecktes Mansarddach mit Dachreiter. | 08956784        |
| Direkt Bild zu diesem Denkmal hochladen | Wohnhaus in offener Bebauung, mit Einfriedung und Toreinfahrt                                            | Schulstraße 26 (Karte)                     | um 1910                                  | Klinkerfassade, im Jugendstil und Reformstil, singulär im Ort wegen aufwändiger Ausführung und Dekor, Bauwerk von baukünstlerischer und ortshistorischer Qualität. Zweigeschossiger massiver Klinkerbau (grün-weiße, glasierte Klinker), zwei Standerker, von dorischen Säulen getragenes Vordach mit Jugendstilfenster, Giebel und schiefergedecktes Mansarddach, Hausflur mit bauzeitlicher Pendeltür, originalverglast, Treppenhaus mit Geländer, an den Seitenfassaden zum Teil historische Fenster, historische Eingangstür. | 08956785        |
| Direkt Bild zu diesem Denkmal hochladen | Wohnhaus in offener Bebauung                                                                             | Schulstraße 30 (Karte)                     | um 1905                                  | Mit zeittypischer Klinker-Putz-Fassade und Fachwerkgiebeln, ortsbildprägend als Teil der Wohnbebauung der Schulstraße, baugeschichtlich von Bedeutung. Wohnhaus: zweigeschossiger massiver Klinkerbau, mit verputztem Mittelrisalit, kunststeinernen Ecklisenen, Fenstergewände und Erker mit Jugendstilornamenten verziert, Mittelgiebel mit Zierfachwerk, verschiefertes Walmdach, originales Türblatt, zum Teil Fenster und Treppengeländer original. | 08956787        |
| Direkt Bild zu diesem Denkmal hochladen | Toranlage eines Grundstückszugangs an der Vodelstraße                                                    | Stephan-Dietrich-Straße 7 (Karte)          | um 1900                                  | Torpfeiler mit drei kunstgeschmiedeten Torflügeln, sehr aufwändig gearbeitet, von ortsbildprägender und baugeschichtlicher Bedeutung. Zwei historisierende Torpfeiler aus Kunststein mit Konsolen, vertieften Putzspiegeln und Zierkugeln, drei Gitterteile in floralem Jugendstil mit plastischen Blüten und Blattwerk. | 08956794        |
| Direkt Bild zu diesem Denkmal hochladen | Villa | Stephan-Dietrich-Straße 14 (Karte)         | um 1910                                  | Stattlicher Putzbau im Reformstil, von bauhistorischer Bedeutung. Zweigeschossiger massiver Putzbau auf Granitbossensockel und auf unregelmäßigem Grundriss, mit Altan, historische Eingangstür, Auslucht mit haubenförmiger Verdachung, hofseitige Veranda mit Terrasse, straßenseitig mächtiger Giebel, Seitenfassade mit Zierfachwerk, kombiniertes Walm- und Satteldach, neue Fenster. | 08956958        |
| Direkt Bild zu diesem Denkmal hochladen | Wohnhaus                                                                                                 | Südstraße 2 (Karte)                        | um 1880                                  | Qualitätvolles Klinkergebäude in Hanglage, von ortsbildprägender und bauhistorischer Bedeutung. Zweigeschossiger Massivbau über zum Hang vollausgebauten Kellergeschoss, mit verbrochener Ecke, klinkerverkleidet (in Rot), mit historisierenden Fensterumrandungen und Gurtgesimsen aus Kunststein, zum Tal flacher Mittelrisalit in Dachhaus übergehend, flaches Satteldach mit stehenden Dachgaupen, ehemals mit Firmenschild „Stickerei Emil Schubart“. | 08956833        |
| Direkt Bild zu diesem Denkmal hochladen | Wohnhaus in offener Bebauung                                                                             | Südstraße 18 (Karte)                       | um 1900                                  | Klinkerfassade mit Fachwerk, stattliches Gebäude von ortsbildprägender Relevanz, baugeschichtlich von Bedeutung. Zweigeschossiger massiver Klinkerbau mit Zierfachwerk-Drempel und -Giebeln, Klinkersockel, abgewalmte Dachflächen schiefergedeckt, mit kleinen stehenden Dachgaupen, Dachüberstand mit Ziergespärre. | 08956882        |
| Direkt Bild zu diesem Denkmal hochladen | Wohnhaus in offener Bebauung                                                                             | Südstraße 20 (Karte)                       | um 1900                                  | Klinkerfassade mit Fachwerk, stattliches Gebäude von ortsbildprägender Relevanz, baugeschichtlich von Bedeutung. Zweigeschossiger massiver Klinkerbau mit Zierfachwerk-Drempel und -Giebeln, verputzter Sockel, abgewalmte Dachflächen schiefergedeckt, mit kleinen stehenden Dachgaupen, Dachüberstand mit Ziergespärre, leicht historisierende Fensterabschlüsse. | 08956883        |
| Direkt Bild zu diesem Denkmal hochladen | Wohnhaus in offener Bebauung                                                                             | Talsperrenweg 8 (Karte)                    | um 1880                                  | Charakteristisches Gebäude der zeitgenössischen Stadtrandbebauung, ortsentwicklungsgeschichtlich von Bedeutung. Klinkerbau (rotbraun, mit gelben Zierklinkern), verputzter Sockel, kunststeinerne Fenstergewände, Ziergesims, flacher Mittelrisalit in Dachhaus übergehend, Dachüberstand im Schweizerstil, Ziergespärre mit Pfetten, schiefergedecktes Satteldach, Fenster erneuert, historische Eingangstür. | 08956816        |
| Direkt Bild zu diesem Denkmal hochladen | Wohnhaus in offener Bebauung                                                                             | Triftweg 1 (Karte)                         | 2. Hälfte 19. Jahrhundert                | Putzbau mit Krüppelwalmdach, durch Hanglage von stark ortsbildprägender Relevanz, baugeschichtlich von Bedeutung. Zweigeschossiger massiver Putzbau, Krüppelwalmdach, stehende Dachgaupe, alte Haustür mit hölzerner Einfassung, hölzernes Sägeprofil an der Traufe, hangseitiger Giebel verkleidet. | 08956949        |
| Direkt Bild zu diesem Denkmal hochladen | Terrassenmauern vor den Wohnhäusern                                                                      | Triftweg 2; 4; 6; 8 (Karte)                | 1. Hälfte 19. Jahrhundert                | Stützmauern von ortsbildprägender Bedeutung, im Ort singulär, ortsgeschichtlich von Bedeutung. In den Hang gestaffeltes Böschmauerwerk aus groben Granitquadern zur Schaffung von Bauparzellen. | 08956951        |
| Direkt Bild zu diesem Denkmal hochladen | Wohnhaus in offener Bebauung                                                                             | Triftweg 7 (Karte)                         | um 1900                                  | Klinkerbau mit Zierfachwerk, durch Fernsicht stark ortsbildprägend, baugeschichtlich von Bedeutung. Im Hang dreigeschossiger massiver Klinkerbau mit Granitsteinsockel, Kunststein-Fenstereinfassungen, 2. Obergeschoss mit Zierfachwerk, hangseitig verbrettert, Satteldächer, stehende Dachgaupe. | 08956961        |
| Direkt Bild zu diesem Denkmal hochladen | Wohnhaus in offener Bebauung                                                                             | Uhdestraße 8 (Karte)                       | um 1880                                  | Villenartiges Gebäude, im Stil des Historismus, ortsbildprägend durch Hanglage und französisch inspirierte Dachhaube, baugeschichtlich von Bedeutung. Zweigeschossiger massiver Putzbau mit talseitig hohem Souterrain, stark profilierte Fassade, Seitenrisalite, Gurtgesimse, Pilastergliederungen, Dachhäuser mit Voluten, schiefergedecktes Mansarddach mit Dachreiter und Wetterfahne. | 08956920 9      |
| Direkt Bild zu diesem Denkmal hochladen | Wohnhaus (ohne neueren Anbau) und rückseitig angebaute Scheune eines Bauernhofes                         | Untere Crottenseestraße 7 (Karte)          | Mitte 19. Jahrhundert                    | Wohnhaus, Obergeschoss Fachwerk, Holzscheune, Gebäude von stark ortsbildprägender Bedeutung am Stadtrand, bauhistorischer Wert. Erdgeschoss massiv, verputzt, Obergeschoss Fachwerk verbrettert, Giebel verbrettert, steiles, mit Dachpappe gedecktes Satteldach, Scheune: Holzkonstruktion, verbrettert, mit Dachpappe gedecktes Satteldach, hölzerner Windfang. | 08956868        |
| Direkt Bild zu diesem Denkmal hochladen | Wohnhaus                                                                                                 | Untere Crottenseestraße 9 (Karte)          | 1658 Dendro                              | Eingeschossiger Putzbau von Alterswert, mit Blockstube, Teil der alten Ortsstruktur am Stadtrand, von Bedeutung für das Straßenbild, sozialgeschichtliche Relevanz. Eingeschossiger massiver Putzbau, mit weit nach unten gezogenem Satteldach und giebeligem Dachhäuschen, verkleidetes Blechdach, alte Winterfenster. | 08956867        |
| Direkt Bild zu diesem Denkmal hochladen | Wohnhaus in offener Bebauung                                                                             | Vodelstraße 8 (Karte)                      | um 1900                                  | Mit reich gegliederter Klinker-Putz-Fassade, von ortsbildprägender und bauhistorischer Bedeutung. Zweigeschossiger Massivbau, mit 5x3 Fensterachsen und mittiger Doppelachse, klinkerverkleidet, reiche Kunststeingliederungen um Fenster mit Brüstungsfeldern, Spiegeln und Archivolten mit Muschelmotiv, zentrierte Dachhäuser und stehende kleine Dachgaupen, zum Teil historische Fenster mit Winterfenstern. | 08956796        |
| Direkt Bild zu diesem Denkmal hochladen | Wohnhaus in offener Bebauung                                                                             | Vodelstraße 10 (Karte)                     | 1904                                     | Zeittypischer villenartiger Klinkerbau, Zeugnis der wirtschaftlichen Prosperität des Ortes um 1900, von ortsbildprägender und bauhistorischer Bedeutung. Zweigeschossiger Massivbau, verklinkert, mit rustikalen Kunststein-Fensterstürzen, Mittelrisalit mit Eckrustizierung und geschweiftem Giebel sowie reliefiertem Fensterschmuck, seitlich kleiner Balkon über dekorativen Kragsteinen, rechte Ecke turmartig mit Schweifhaube überhöht, zum Teil historische Fenster, hölzerner Windfang und historische Eingangstür. | 08956797        |
| Direkt Bild zu diesem Denkmal hochladen | Doppelwohnhaus (Anschrift: Pestalozzistraße 12 und Vodelstraße 12) in Ecklage und offener Bebauung       | Vodelstraße 12 (Karte)                     | 1913                                     | In Villenart gestaltet, im Reformstil, ortsbildprägend, von bauhistorischer Bedeutung. Zweigeschossiger Massivbau über Ziegelsockel, mit massiger Mansarddachlandschaft, Erdgeschoss mit korbbogigem Schaufenster und gestelzten Rundbogenfenstern, Balkone als Loggien eingezogen, halbkreisförmiges Treppenhaus mit Haube und Zierverglasung in geometrischem Jugendstil, sparsamste Putzgliederung durch Keilsteine aus Quetschstuck, Faschen und Traufgesims, liegende Dachgaupen und Schieferdeckung, Ecksituation durch dekorativen Oktogonalerker und Altan hervorgehoben. | 08956798        |
|                                         | Wohnhaus in offener Bebauung, mit Einfriedung                                                            | Vodelstraße 36 (Karte)                     | vor 1910                                 | Im Landhausstil, Putzfassade, Giebel zum Teil verbrettert, von bauhistorischer Bedeutung. Eingeschossiger massiver Putzbau auf Granitsockel, überdachte Auslucht und Treppenturm, jeweils verbrochen, Gesims, Krüppelmansarddach, Fensterläden im Erdgeschoss, Verbretterung am Giebel, mit Zierleisten, Dachdeckung erneuert, rot durchfärbter Putz, blaugrüne Holzteile, bauzeitlicher Lattenzaun mit Granitpfosten, Fenster erneuert, Treppenhausfenster und Oberlicht in Rautenmuster, singulär durch guten Originalzustand. | 08956815        |
| Direkt Bild zu diesem Denkmal hochladen | Mietshaus in Ecklage und halboffener Bebauung (bauliche Einheit mit Nr. 4)                               | Vordere Rehmerstraße 2 (Karte)             | bezeichnet 1912                          | Repräsentative Lage, Putzbau im Reformstil, mit Vorderer Rehmerstraße 4 als einheitliches Ensemble gestaltetes Zeugnis der städtischen Verdichtung nach 1900, baugeschichtlich von Bedeutung. Über Kunststeinsockel dreigeschossiger Massivbau im Reformstil, Quetschstuckmedaillons im Brüstungsbereich 1. Obergeschoss und über der Tür, Ecke durch oktogonal verbrochenen Erker mit Zinkhaube und Giebel betont, 2. Obergeschoss zum Teil als Scheindachgeschoss mit Eckerker schieferverkleidet, historische Eingangstür, am Erker Blumenkastenhalter. | 08956891        |
| Direkt Bild zu diesem Denkmal hochladen | Mietshaus in geschlossener Bebauung (bauliche Einheit mit Nr. 2)                                         | Vordere Rehmerstraße 4 (Karte)             | bezeichnet 1912                          | Putzbau im Reformstil, mit Vorderer Rehmerstraße 2 gestalterische Einheit von stadtbildprägender und baugeschichtlicher Bedeutung. Über Kunststeinsockel, schlichte Lochfassade mit schieferverkleidetem 2. Obergeschoss und überkragendem Eckerker, Fenster zum Teil neu, historisches Türblatt, ursprünglicher Balkon entfernt. | 08956892        |
|                                         | Mietshaus in geschlossener Bebauung                                                                      | Vordere Rehmerstraße 6 (Karte)             | 1911                                     | Kleinstädtisches Bauwerk im Reformstil, Bestandteil eines Ensembles von geschlossener Wohnbebauung nach 1900 an der Straße, baugeschichtlich von Bedeutung. Über genutetem Sockel dreigeschossiger Massivbau, verputzt, Rundbogenportal mit Okulus, zierverglast mit Jahreszahl, flache Stuckkränze in Brüstungsspiegeln, zweiachsiger Kastenerker in Mansard-Dachgiebel übergehend, im Giebelfeld Bezeichnung „1911“ in bauzeitlicher Schrift. | 08956893        |
| Direkt Bild zu diesem Denkmal hochladen | Mietshaus in geschlossener Bebauung                                                                      | Vordere Rehmerstraße 8 (Karte)             | um 1910                                  | Gebäude vom Reformstil beeinflusst, Bestandteil eines Ensembles von geschlossener Wohnbebauung der Zeit um 1910 an der Straße, baugeschichtlich von Bedeutung. Über flachem Granitsockel dreigeschossiger Massivbau, im Erdgeschoss Fensterumrandungen aus Quetschstuckband, über Eingang flaches Stuckfeld mit Medaillon, im 1. Obergeschoss zwei verbrochene flache Erker, 2. Obergeschoss als Dachgeschoss mit Schieferverkleidung behandelt, Satteldach. | 08956894        |
| Direkt Bild zu diesem Denkmal hochladen | Mietshaus in geschlossener Bebauung                                                                      | Vordere Rehmerstraße 10 (Karte)            | um 1910                                  | Im strengen Reformstil, Bestandteil eines städtebaulichen Ensembles von Wohnbauten um 1910 an der Straße, baugeschichtlich von Bedeutung. Flacher Sockel aus Granitbossen, Erdgeschoss mit zentralem Rundbogenportal und Okulus, bauzeitliches Türblatt mit Jugendstilbeschlag und Farbverglasung mit historischer Sprossung, ab 1. Obergeschoss beherrschender flacher Erker auf Konsolen und mit Lisenengliederung, in Dachgiebel mit Okulus übergehend, im Brüstungsbereich Stuckspiegel, 2. Obergeschoss als Dachgeschoss mit Verkleidung behandelt. | 08956895        |
| Direkt Bild zu diesem Denkmal hochladen | Wohnhaus in Ecklage und in halboffener Bebauung                                                          | Weststraße 5 (Karte)                       | um 1905                                  | Zeittypische Putzfassade mit Eckerker, Teil einer rudimentären Stadterweiterung um 1900, von baugeschichtlicher Bedeutung. Zweigeschossiger massiver Putzbau mit verbrochener Ecke und Risaliten, Spiegel- und Lisenengliederung in Graupel- und Glattputz, genuteter Kasteneckerker auf Konsolen, Risalite sind erhöht, mit in die Dachzone übergehenden eingeschwungenen Fenstern, Mansarddach, original: Erdgeschoss- und Obergeschoss-Fenster, Eingangstür. | 08956922        |
| Direkt Bild zu diesem Denkmal hochladen | Bacheinfassung und Unterführung (Straßenbrücke) des Dönitzbachs                                          | Winklerstraße (Karte)                      | bezeichnet 1902                          | Aus Granitquadern, von ortsgeschichtlicher und ortsbildprägender Bedeutung. Einfassung dem geschwungenen Bachverlauf folgend, ca. 2 m hohe Granitmauern. | 08956941        |
| Direkt Bild zu diesem Denkmal hochladen | Wohnhaus in offener Bebauung, mit Hintergebäude                                                          | Winklerstraße 7 (Karte)                    | um 1900                                  | Zeittypischer Klinkerbau, ortsbildprägend und ortsentwicklungsgeschichtlich von Bedeutung. Wohnhaus: zweigeschossiger massiver Klinkerbau auf Granitsteinsockel, Fensterkonsolen, -stürze und -schlusssteine aus Gussstein, Walmdach mit stehenden Gaupen, originale Haustür mit Eisengittern, Hintergebäude: Ziegelbau, schlicht, mit Walmdach. | 08956944        |
|                                         | Wohnhaus (mit zwei Hausnummern) in halboffener Bebauung, mit Hintergebäude                               | Winklerstraße 9; 9a (Karte)                | um 1900                                  | Stattlicher Putzbau mit Fachwerk, Eckerker, sehr ortsbildprägend in der Straßenkurve gelegen, ortsentwicklungsgeschichtlich von Bedeutung. Nummer 9: Wohnhaus: dreigeschossiger massiver Putzbau mit Zierfachwerk ab dem 2. Obergeschoss, Granitsockel, Eckerker, gusssteinerne Fenstergewände, 2. Obergeschoss und Giebel aus Zierfachwerk, kombinierte Dachformen, alte Haustür, Hintergebäude: zweigeschossig, massiv, verputzt, Fachwerkgiebel, Nummer 9a: dreigeschossiger massiver Putzbau auf Granitsockel, mit Zierfachwerk im 2. Obergeschoss und Giebeln, Grundriss verbrochen, mit Dreieckserker an der rechten Fassadenachse, Satteldach. | 08956942        |

## Blauenthal
| Bild                                    | Bezeichnung | Lage                                     | Datierung                          | Beschreibung | ID       |
| --------------------------------------- | --- | ---------------------------------------- | ---------------------------------- | --- | -------- |
| Direkt Bild zu diesem Denkmal hochladen | Hammergut Blauenthal: Keller mit Vorbau und Holzschuppen (Einzeldenkmale zu ID-Nr. 09305444)                                        | Am Zinnsteig (Karte)                     | 1. Hälfte 19. Jahrhundert          | Einzeldenkmale der Sachgesamtheit Hammergut Blauenthal: Keller mit Vorbau und Holzschuppen, im Nutzungs-Zusammenhang mit Hammerherrenhaus (Blauenthaler Hauptstraße 2), Zeugnis von bauhistorischer Relevanz. Massives Bauwerk aus Grauwackequadern in der Hangmauer unterhalb des Hammer-Herrenhauses, innenliegendes, weites Tonnengewölbe aus Ziegel, Rückwand im Hang durch Metalltür verschlossen, Giebel verbrettert unter Satteldach, Schuppen: Holzkonstruktion, verbrettert, Pultdach. | 08956732 |
| Direkt Bild zu diesem Denkmal hochladen | Hammergut Blauenthal: Wohnhaus (Einzeldenkmale zu ID-Nr. 09305444)                                                                  | Am Zinnsteig 1 (Karte)                   | Anfang 19. Jahrhundert             | Einzeldenkmale der Sachgesamtheit Hammergut Blauenthal: Wohnhaus, mit Fachwerk-Obergeschoss, Teil des Hammergutes, Teil der alten Ortsstruktur, mit ortsbildprägender und ortshistorischer Bedeutung. Erdgeschoss massiv, Steingewände um Fenster und Tür (diese mit Oberlicht und Keilstein), Obergeschoss einfaches Fachwerk (zum Teil mit Ziegel ausgefacht), Fenster leicht vergrößert, Giebel verschiefert, Satteldach mit Schleppgaupe und Schieferdeckung. | 08956731 |
| Direkt Bild zu diesem Denkmal hochladen | Hammergut Blauenthal: Nebengebäude (Einzeldenkmale zu ID-Nr. 09305444)                                                              | Am Zinnsteig 2 (Karte)                   | nach 1910                          | Einzeldenkmale der Sachgesamtheit Hammergut Blauenthal: Nebengebäude, kleines Wohnhaus im Villenstil, in dominanter Hanglage, von ortsbildprägender und ortshistorischer Bedeutung. Eingeschossiger Massivbau mit Heimatstilanklängen, zum Tal Fenstergruppierung bogig ausschwingend, Dacherker mit Segmentbogengiebel, Fensterläden, Giebelflächen zum Teil verbrettert, Mansard-Satteldach. | 08956733 |
| Weitere Bilder                          | Sachgesamtheit Hammergut Blauenthal                                                                                                 | Blauenthaler Hauptstraße 2; 3; 4 (Karte) | bezeichnet 1677 (Hammerherrenhaus) | Sachgesamtheit Hammergut Blauenthal, mit folgenden Einzeldenkmalen: Herrenhaus eines ehemaligen Hammerwerkes, mit Scheune, zwei Stall- und Wohngebäuden, Torhaus, Einfriedung mit Torbogen und Mausoleum auf dem Feld südlich des Hammergutes (Einzeldenkmal ID-Nr. 08956734), Keller mit Vorbau und Holzschuppen (Einzeldenkmal ID-Nr. 08956732), Wohnhaus (Einzeldenkmal ID-Nr. 08956731), Nebengebäude (Einzeldenkmal ID-Nr. 08956733), dazu terrassierter Park (Gartendenkmal) – repräsentatives Baudenkmal von ortsgeschichtlicher und baugeschichtlicher Bedeutung.                            | 09305444 |
| Weitere Bilder                          | Hammergut Blauenthal: Herrenhaus eines ehemaligen Hammerwerkes, mit Nebengebäuden und Mausoleum (Einzeldenkmale zu ID-Nr. 09305444) | Blauenthaler Hauptstraße 2; 3; 4 (Karte) | bezeichnet 1677                    | Einzeldenkmale der Sachgesamtheit Hammergut Blauenthal: Herrenhaus (Nr. 2) eines ehemaligen Hammerwerkes, mit Scheune, zwei Stall- und Wohngebäuden (Nr. 3 und Nr. 4), Torhaus, Einfriedung mit Torbogen und Mausoleum auf dem Feld südlich des Hammergutes – repräsentatives Baudenkmal von ortsgeschichtlicher und baugeschichtlicher Bedeutung. | 08956734 |
| Direkt Bild zu diesem Denkmal hochladen | Straßenbrücke über die Große Bockau, mit Uferbefestigung                                                                            | Blauenthaler Hauptstraße 7 (vor) (Karte) | Ende 19. Jahrhundert               | Steinbogenbrücke mit Flussbettregulierung, Teil der alten Ortsstruktur, mit verkehrsgeschichtlicher Bedeutung. Einfache einbogige Bogenbrücke aus roten Granitquadern, ohne Schlussstein. | 08956726 |
|                                         | Wohnhaus | Blauenthaler Hauptstraße 9 (Karte)       | um 1900                            | Klinkerbau der Jahrhundertwende um 1900, Teil der alten Ortsstruktur, baugeschichtlich von Bedeutung. Zweigeschossiges, schlichtes Massivgebäude, ziegelsichtig, Fenster segmentbogig, mit Sohlbänken aus Kunststein, zwei Fensterachsen in der Mitte als Risalit leicht vortretend, mit Dachhaus unter Giebel, sparsame Putzgliederung durch Eckquaderung und Gurtgesimse, Satteldach verschiefert, historische Eingangstür. | 08956725 |
| Direkt Bild zu diesem Denkmal hochladen | Wohnhaus | Unterblauenthaler Weg 1 (Karte)          | nachträglich bezeichnet 1744       | Charakteristisches sächsisches Fachwerkhaus, ursprünglich wohl mit Fachwerkkonstruktion in beiden Geschossen, als Beispiel ländlicher Baukunst aus dem 18. Jahrhundert architekturhistorisch von Belang, zudem landschaftsgestalterisch bedeutend | 08959277 |
| Direkt Bild zu diesem Denkmal hochladen | Überwölbter Kanallauf im Bett der Großen Bockau                                                                                     | Zimmersacherstraße (Karte)               | bezeichnet 1900                    | Gewölbte Mündungsöffnung mit brückenpfeilerähnlichem Pylon eines heute unbenutzten Wassergrabens, Zeugnis von wasserbautechnischer und ortsgeschichtlicher Bedeutung. Granitquader, pylonartig vorgebaut, dahinter Quadermauer, Bogen ca. 1,60 m, bemoost, aus Ziegel segmentbogig überwölbter Kanallauf, stark versandet. | 08956737 |
| Weitere Bilder                          | Künstlicher Wasserfall mit gemauertem Ablauf und Überbrückung                                                                       | Zimmersacherstraße (Karte)               | um 1900                            | Singuläre Anlage, Überbrückung mit Granitsteindecker, von landschaftsgestaltender und technikgeschichtlicher Bedeutung. Zur Entwässerung überschüssigen Antriebswassers durch gewachsene Felswand getriebener Abfluss als romantisierende Wasserfallanlage nach Vorbildern englischer Parkgestaltung. | 08956736 |
| Weitere Bilder                          | Hotel- und Restaurantbau mit Nebengebäude                                                                                           | Zimmersacherstraße 2 (Karte)             | um 1900                            | In reichgegliederter, heimatlicher Bauart, mit Einflüssen des Schweizerstils, Zeugnis der Tourismusgeschichte des Erzgebirges, von ortsbildprägender und bauhistorischer Bedeutung. Zweigeschossiger Massivbau parallel zur Straße mit querstehendem, höherem Mittelteil, Erdgeschoss massiv, mit Segmentbogenfenstern und vorgelegter hölzerner Loggia (heute verglast), mit reichem Zierfachwerk, zum Teil unter Jugendstileinflüssen geschweift, Rundbogenfenster, Mittelbau mit hohem Giebel, mit geschnitzten Pfetten und Ziergespärre, Holzbalkon, Satteldächer, zum Teil mit Schieferdeckung. | 08956727 |
| Weitere Bilder                          | Gartenrestaurant (ohne Anbauten) auf der anderen Flussseite                                                                         | Zimmersacherstraße 2 (gegenüber) (Karte) | nach 1900                          | Zum Teil in Fachwerk, Baudenkmal von ortsbildprägender und tourismusgeschichtlicher Bedeutung. Eingeschossiger Massivbau mit Segmentbogenfenster, Obergeschoss mit Zierfachwerk im Schweizerstil, Verbretterung im Drempelbereich, Dachdeckung aus Pappe, Gartenrestaurant: eingeschossiger Flachbau, preußisches Fachwerk, flaches Satteldach. | 08956728 |
|                                         | Wohnhaus | Zimmersacherstraße 3 (Karte)             | um 1920                            | Gebäude in lokaler Traditionsbauweise, Teil der alten Ortsstruktur, mit ortsbildprägender und baugeschichtlicher Bedeutung. Erdgeschoss massiv, mit groben Granitquadern im Sockel und um Türen und Fenster, Giebelflächen und Drempelbereich verbrettert, großes Dachhaus mit drei Fenstern und Okulus, steiles Satteldach. | 08956729 |
|                                         | Wohnhaus | Zimmersacherstraße 4 (Karte)             | um 1850                            | Stattlicher, breitgelagerter Fachwerkbau, von ortsbildprägender und baugeschichtlicher Bedeutung. Erdgeschoss massiv, zum Teil im Erdgeschoss historische Fenster (vierflügelig, mit festem Kämpfer), überwiegend Sandsteingewände um Fenster, in Traufseite zugesetztes, segmentbogiges Portal mit Ohren und Keilstein, Obergeschoss regelmäßiges Fachwerk, Krüppelwalmdach mit Schleppgaupen und Schieferdeckung. | 08956730 |

## Carlsfeld
| Bild                                    | Bezeichnung | Lage                                                                                                  | Datierung                                                                                         | Beschreibung | ID        |
| --------------------------------------- | --- | --- | ------------------------------------------------------------------------------------------------- | --- | --------- |
| Weitere Bilder                          | Sachgesamtheit Eisenbahnstrecke Schönheide-Süd – Carlsfeld | (Karte)                                                                                               | 1896–1897                                                                                         | Eisenbahntechnische Zeugnisse mit technikgeschichtlicher, landschaftsbildprägender und regionalhistorischer Relevanz, verkehrsgeschichtliche Bedeutung für die Erschließung des Wilzschtales durch die Schmalspurbahn Wilkau-Haßlau – Saupersdorf – Schönheide/Wilzschhaus – Carlsfeld. | 08955385  |
|                                         | Schleifstein einer ehemaligen Papiermühle | Blechhammer, am Waldrand, Abzweig Kleiner Wilzschweg von Carlsfelder Hauptstraße (Karte)              | 19. Jahrhundert oder älter                                                                        | Von technikgeschichtlicher Bedeutung. Aus Kunststein, auf einer Welle gelagert und auf Betonlagern abgelegt. | 08956703  |
| Direkt Bild zu diesem Denkmal hochladen | Sachgesamtheitsbestandteil der Sachgesamtheit Eisenbahnstrecke Chemnitz – Aue – Adorf, Abschnitt Schönheide – Muldenberg, Teilabschnitt Eibenstock, OT Carlsfeld                                  | Eibenstock, OT Carlsfeld (Karte)                                                                      | Ende 19. Jahrhundert                                                                              | Teilstück der Eisenbahnstrecke Chemnitz–Aue–Adorf zwischen Bahnhof Schönheide Ost und Bahnhof Muldenberg – eisenbahntechnische Zeugnisse der verkehrshistorischen Entwicklung, mit technikgeschichtlicher und lokalhistorischer Relevanz. | 09306076  |
| Weitere Bilder                          | Königlich-Sächsische Meilensteine (Sachgesamtheit) | Blechhammer, am Waldrand, nahe Schleifstein, Carlsfelder Hauptstraße, Ecke Kleiner Wilzschweg (Karte) | 19. Jahrhundert (Meilenstein)                                                                     | Meilenstein; von verkehrsgeschichtlicher Bedeutung. | 09306030  |
|                                         | Gedenkstein | (Karte)                                                                                               | 1889                                                                                              | Zum 800-jährigen Wettinjubiläum, von landesgeschichtlich-dynastischer Bedeutung. Inschrift: „1089–1889“ | 09305951  |
| Weitere Bilder                          | Sowjetisches Soldatengrab | Neues Wiesenhaus, Rautenkranzer Straße, Ecke Tannenweg im Wald nordwestlich von Carlsfeld (Karte)     | nach 1945                                                                                         | Von historischer Bedeutung. Zugang seitlich durch kleine Fichten gerahmt, Reste eines kurzen Plattenweges vorhanden, granitener, liegender Grabstein, darauf mit roter Farbe geschriebene Inschrift: „Euer Leben für unsere Zukunft“, nach Angabe handelt es sich um ein Volkssturm-Opfer. | 08956700  |
|                                         | Wohnhaus (Umgebinde), dahinter Bergkeller | Buttergasse 4 (Karte)                                                                                 | 2. Hälfte 18. Jahrhundert                                                                         | Eingeschossiges Umgebindehaus als Zeugnis der alten Dorfstruktur, von bauhistorischer und ortsbildprägender Bedeutung. Eingeschossig, Umgebinde links 2/3 Joche, Blockstube und Umgebinde mit Zierverbretterung, ehemaliger Stallteil massiv und später verändert, segmentbogige Eingangstür historisch, Kastendoppelfenster, Giebel verkleidet und mit neuen Fenstern, einfaches Satteldach | 08956723  |
| Direkt Bild zu diesem Denkmal hochladen | Wohnhaus | Buttergasse 6 (Karte)                                                                                 | bezeichnet 1911                                                                                   | Stattliches Zeugnis einer beginnenden Verstädterung des Dorfes nach 1900, von ortsentwicklungshistorischer Bedeutung. Zweigeschossiger Ziegelbau, verputzt, mit Reformstilanklängen, Kastendoppelfenster, zum Teil mit Fensterläden, Putzgliederung durch Spiegelflächen unter den Fenstern, im Obergeschoss mittlere Fensterachsen auf Konsolen als Risalit vorgezogen und mit Dachhaus übergiebelt, Treppentrakt zurückflüchtend, mit hölzernem Vordach und originaler Tür und Brüstung, im Putzspiegel 1911 bezeichnet, Krüppelwalmdach, im Innern Wohnungstüren und Treppenhaus original. | 08956722  |
| Weitere Bilder                          | Trinitatiskirche mit Ausstattung sowie Gedenkstein neben der Kirche | Carlsfelder Hauptstraße (Karte)                                                                       | 1684–1688 (Kirche); 1688 (Kanzelaltar); 1747 (Epitaph); bezeichnet mit 1820 (Taufe); 1863 (Orgel) | Barocker Zentralbau mit hübschem Dachreiter, von kunstgeschichtlicher und ortsgeschichtlicher sowie ortsbildprägender Bedeutung. Gedenkstein: steinerner, hoher Denkmalsockel und Postament auf quadratischem Grundriss mit Inschrift „Der Erinnerung des 27. Juli 1826 geweiht“. | 08956708  |
| Weitere Bilder                          | Kriegerdenkmal für die Gefallenen des Ersten Weltkrieges und Denkmal für die Gefallenen des Krieges 1870/71                                                                                       | Carlsfelder Hauptstraße (Karte)                                                                       | Nach 1871; nach 1918                                                                              | Künstlerisch und ortsgeschichtlich von Bedeutung. - Kriegerdenkmal Deutsch-Französischer Krieg: Von Metallzaun umfriedeter Obelisk auf Granitsockel und Postament, von Lorbeerkranz gefasstes Schriftfeld, auf den Ecken des Postaments Akroterien, Obelisk an der Vorderseite mit Zinkgussapplikationen verziert, bekrönt von einem Kriegerhelm - Kriegerdenkmal Erster Weltkrieg: In Rasenfläche stehend, von Betonkanten eingefriedet, rustikaler Sockel aus Kunststein in Granitoptik, blockhafter Mittelteil mit Inschriftentafeln und Eichenlaubkranz, rustikalem Gesims und ruhenden Löwen aus Kunststein, zu seiten des Blocks Waschbetonschalen                                                                                   | 09307426  |
| Weitere Bilder                          | Kleinbahnhof Carlsfeld mit Lokschuppen (Einzeldenkmal zu ID-Nr. 08955385) | Carlsfelder Hauptstraße 59; 59a (Karte)                                                               | 1897 (Empfangsgebäude)                                                                            | Einzeldenkmal der Sachgesamtheit Eisenbahnstrecke Schönheide-Süd – Carlsfeld, Teilabschnitt Eibenstock, OT Carlsfeld – Zeugnis der verkehrstechnischen Erschließung des Erzgebirges, von verkehrsgeschichtlicher und ortsbildprägender Bedeutung. | 08956706  |
| Direkt Bild zu diesem Denkmal hochladen | Wohnhaus | Carlsfelder Hauptstraße 61 (Karte)                                                                    | 1930er Jahre                                                                                      | Im Heimatstil, vermutlich ehemaliges Zollbeamten-Wohnhaus, von ortsbildprägender und baugeschichtlicher Bedeutung. Zweigeschossiger Massivbau, Sockelgeschoss mit unregelmäßigen Quadern, Erdgeschoss verputzt, originale Fenster und -läden, Haustür, hangseitig originale Garagentore, Obergeschoss und beide Giebel verbrettert, Satteldach | 08956705  |
| Direkt Bild zu diesem Denkmal hochladen | Zufahrtsbrücke zwischen Wohnhaus und Produktionsgebäude einer ehemaligen Mühle | Carlsfelder Hauptstraße 63 (vor) (Karte)                                                              | Ende 19. Jahrhundert                                                                              | Steinbogenbrücke, von technikgeschichtlicher Qualität. Einfache Bogenbrücke aus Granit, zirka 20 Meter lang, als Überwölbung der Wilzsch zwischen ehemaligem Mühlenwohnhaus und -produktionsgebäude. | 08956704  |
| Direkt Bild zu diesem Denkmal hochladen | Grabmal C. F. Glöckner auf dem Friedhof und Friedhofsmauer | Friedhofsweg (Karte)                                                                                  | nach 1900,                                                                                        | Ortsbildprägende Einfriedungsmauer des Friedhofes. Aufwändiger Grabstein, künstlerisch-bildhauerisch bemerkenswert, Grabstele aus Muschelkalk, quadratischer Grundriss, eingelassene Bronzetafel mit Inschrift, skulptural bearbeitetes Oberteil, zentrales Relief mit Putto, der eine Glocke hält, Ecken mit breiten Rundstäben, von Widderköpfen gehalten, mit Pinienzapfen bekrönt. | 08956719  |
| Direkt Bild zu diesem Denkmal hochladen | Wohnhaus | Obere Gasse 9 (Karte)                                                                                 | 1. Hälfte 19. Jahrhundert, später verändert                                                       | Obergeschoss Fachwerk verbrettert, breitgelagertes Fachwerkgebäude als Teil der alten Ortsstruktur, wissenschaftlich-dokumentarischer Wert. Zweigeschossig, Erdgeschoss massiv, Ziegel-Bruchstein-Gemisch, Obergeschoss Fachwerk verbrettert und verblecht, Giebelseiten verbrettert, Satteldach leicht überformt. | 08956711  |
| Direkt Bild zu diesem Denkmal hochladen | Wohnhaus (Umgebinde) | Obere Gasse 12 (Karte)                                                                                | 18. Jahrhundert, später erweitert                                                                 | Obergeschoss Fachwerk, von ortsbildprägender Bedeutung. Im Ort singuläres zweigeschossiges Umgebindehaus, baugeschichtlich von Bedeutung, Erdgeschoss teilweise massiv, mit Blockstube im Umgebindeteil, Obergeschoss Fachwerk, Fenster neu, leicht vergrößert, Giebel verbrettert, Satteldach, Haus später vergrößert, im Grundriss verdoppelt. | 08956710  |
| Weitere Bilder                          | Ehemaliges Hammerherrenhaus | Schnorr-v.-Carolsfeld-Weg 3 (Karte)                                                                   | Kern um 1680                                                                                      | Barocker Putzbau mit hübschem Portal, im Innern Stuckdecke in Rokokoformen, im Besitz der Familie Schnorr von Carolsfeld, die im 17./18. Jahrhundert das Hammer- und Hüttenwesen im Erzgebirge prägten, aus der Familie gingen berühmte Maler und Gelehrte hervor, ortsgeschichtlich, baugeschichtliche sowie zum Teil künstlerisch von Bedeutung. | 09303478  |
| Direkt Bild zu diesem Denkmal hochladen | Wohnhaus | Talsperrenstraße 34 (Karte)                                                                           | 1. Hälfte 19. Jahrhundert                                                                         | Eingeschossiges Gebäude, Teil der alten Ortsstruktur, baugeschichtlich von Bedeutung. Eingeschossig, massiv, Putzbau, Fensteröffnungen in Segmentbogen geschlossen und komplett mit Winterfenstern, Fenster der Giebel erneuert und vergrößert, Satteldach. | 08956714  |
| Weitere Bilder                          | Gasthaus | Talsperrenstraße 45 (Karte)                                                                           | um 1924                                                                                           | Putzbau auf Granitsockel mit rustikalen Spitzbogenfenstern, von ortsgeschichtlicher und ortsbildprägender Bedeutung. Massiver Putzbau, hoher, mit Granit verkleideter Sockel, achteckige Ausluchten, Erdgeschoss mit expressionistischen Spitzbogenfenstern und Fenstergewänden von Gneis, Satteldach mit talseitigem Zwerchhaus (verbrettert), Giebel verbrettert. | 08956712  |
| Weitere Bilder                          | Talsperre Carlsfeld: Absperrbauwerk mit zwei wasserseitigen, frei liegenden Schiebern, Tosbecken, luftseitiges Schieberhaus mit originalen Schiebern und zwei über das Tosbecken führende Brücken | Talsperrenstraße 47 (Karte)                                                                           | 1926–1929                                                                                         | Bedeutsame architektonisch-wasserbautechnische Anlage, wertvoll in baukünstlerischer wie technikgeschichtlicher Hinsicht. Massiv in Bruchstein ausgeführte, stark gekrümmte Gewichtsstaumauer, anspruchsvolle, betont symmetrische Gestaltung mit expressionistischen Formanklängen, höchstgelegene Talsperre der neuen Bundesländer, Trinkwassertalsperre, auch „Wilzschtalsperre“ (nach dem aufgestauten Bach) oder „Talsperre Weiterswiese“ (nach der ursprünglich im Stauraum liegenden und beim Anstau überfluteten, aus neun Häusern bestehenden Streusiedlung Weiterswiese) genannt, liegt auf dem Erzgebirgskamm in etwa 905 m ü. NHN, damit höchstgelegene Trinkwassertalsperre Deutschlands (höchstgelegene Talsperre Sachsens). | 08956713  |
| Weitere Bilder                          | Wohnhaus (ehemaliges Forsthaus) | Wilzschmühle 4 (Karte)                                                                                | bezeichnet 1804                                                                                   | Landschaftsprägender, stattlicher Putzbau mit Krüppelwalmdach, in gutem Originalzustand, regionalhistorisches Zeugnis der Waldnutzung. Zweigeschossig, massiver Putzbau, gestrichene Natursteingewände der Fenster und des Portals (bezeichnet 1804), Krüppelwalmdach, profiliertes Traufgesims, Giebelseiten mit altem Graupelputz, alte Kastenfenster, im Erdgeschoss Fensterinnenläden, über dem Portal Eisengussgeweih, davon rechte Hälfte abgebrochen. | 08956698e |

## Neidhardtsthal
| Bild           | Bezeichnung                                                                       | Lage                 | Datierung       | Beschreibung | ID       |
| -------------- | --------------------------------------------------------------------------------- | -------------------- | --------------- | --- | -------- |
| Weitere Bilder | Ehemaliges Hammerherrenhaus (heute Wohnhaus) einer Schwefelhütte, mit Einfriedung | Dorfstraße 4 (Karte) | bezeichnet 1681 | Stattliches Relikt der Produktionsgeschichte des Westerzgebirges, von hoher ortsgeschichtlicher und bildprägender Relevanz. Zweiflügelanlage mit straßenseitigem Hauptgebäude, in gequadertem Rundbogenportal bezeichnet 1681, fast gleichbreiter Anbau von 1802, zweigeschossiger Putzbau aus Bruchstein, von schlichtem Äußeren, profiliertes Traufgesims mit aufgesetzten Zierbalkenköpfen, im Innern repräsentative Eingangshalle mit zweijochigem Kreuzgratgewölbe, die anschließenden Erdgeschoss-Räume (ebenfalls Kreuzgratgewölbe) verbunden durch rundbogige Eisentüren mit Bändern und Rosetten, profilierte Steingewände, Kellerraum unter Anbau mit dreijochigem Kreuzgratgewölbe, getragen von zwei Rundpfeilern. | 08956747 |

## Oberwildenthal
| Bild                                    | Bezeichnung                                     | Lage                      | Datierung                     | Beschreibung | ID       |
| --------------------------------------- | ----------------------------------------------- | ------------------------- | ----------------------------- | --- | -------- |
| Direkt Bild zu diesem Denkmal hochladen | Gedenkstätte für die Opfer von 1945             | (Karte)                   | nach 1945 (Gedenkstein)       | Einfache Anlage von ortsgeschichtlicher Bedeutung. Granitstein auf Sockel, segmentbogig abgeschlossen, Inschrift: „Zum Gedenken der Opfer von 1945“, Schrift schwarz nachgezogen, Pflanzbereich mit Kunststeineinfassung und Kiesstreuung. | 08956770 |
| Direkt Bild zu diesem Denkmal hochladen | Meilenstein                                     | (Karte)                   | 19. Jahrhundert (Meilenstein) | Von verkehrsgeschichtlicher Bedeutung. | 09306042 |
|                                         | Wohnhaus, ehemaliges Zollhaus, mit Nebengebäude | Alte Zollhäuser 1 (Karte) | um 1820                       | Massivbau mit feiner Putznutung und Freitreppe, von ortshistorischer und bauhistorischer Bedeutung. Auf hohem Granitsockel zweigeschossiger Massivbau mit feiner Putznutung, mit zweiläufiger Freitreppe, originale Tür mit profiliertem Gewände, Fensteranordnung original, im Obergeschoss Winterfenster, Walmdach mit geringem Überstand und zentralem Dachhäuschen, Originalbeschriftung: „Sommerfrische – Wintersport“, Hang-Stützmauern aus bossiertem Granitmauerwerk, abgetreppt. | 08956767 |

## Sosa
| Bild                                    | Bezeichnung                                                                                   | Lage                                 | Datierung                                   | Beschreibung | ID       |
| --------------------------------------- | --------------------------------------------------------------------------------------------- | ------------------------------------ | ------------------------------------------- | --- | -------- |
| Direkt Bild zu diesem Denkmal hochladen | Mundloch des Schwarzer-Bär-Stollns                                                            | (Karte)                              | vor 1650                                    | Stollnmundloch mit Wangenmauern, Zeugnis der bergmännischen Vergangenheit, von lokalgeschichtlicher Bedeutung. Mundloch einer Eisenerz- und Kobaltgrube aus grober, gemauerter Granitquadereinfassung in Form eines gestelzten Bogens und anlaufenden Wangenmauern gleichen Materials, Stolleneingang durch modernes Ziergitter mit Bergmanndarstellung verschlossen, Stollen soweit sichtbar granitgewölbt, Anlage insgesamt erneuert. | 09238068 |
| Direkt Bild zu diesem Denkmal hochladen | Pochsohle                                                                                     | (Karte)                              | vor 1700                                    | Granitener Auflagestein eines dreistempeligen Pochwerkes zur Zerkleinerung von Erzen, seltenes Relikt der historischen Erzaufbereitungstechnologie von lokalgeschichtlicher Bedeutung. Unregelmäßig gebrochener Granitmonolith mit drei kreisrunden Vertiefungen in Folge der langzeitigen Benutzung als Aufschlagfläche für drei vertikal wirkende Stempel des Pochwerkes einer nahen Kupfervitriol-Hütte. | 09238078 |
| Weitere Bilder                          | Wohnhaus (Umgebinde) eines Bauernhofes, heute freikirchliches Gemeindezentrum (Altlutheraner) | Am Hänelberg 2 (Karte)               | nach 1805                                   | Obergeschoss Fachwerk verkleidet, stattliches Umgebindehaus innerhalb der alten Ortslage, Gebäude seit 1985 genutzt durch die Freikirche, von ortsbildprägender und bauhistorischer Bedeutung. Erdgeschoss massiv, verändert, Untergeschoss rechts der Tür 2/2, Kopfbänder eingeschraubt, Untergeschoss 1985 erneuert, Fenster und Tür zum Teil mit alten Werksteingewänden, Obergeschoss Fachwerk, verbrettert mit regelmäßiger Durchfensterung in historischer Anordnung, Giebel verkleidet, Satteldach mit Dachflächenfenstern. | 09238069 |
| Weitere Bilder                          | Staumauer der Talsperre Sosa                                                                  | An der Talsperre 1 (Karte)           | 1949–1951                                   | Staumauer einer Talsperre mit zwei frei liegenden Schiebern (wasserseitig), zwei Keilovalschiebern (in der Staumauer), zwei Schieberhäusern, Tosbecken, Brücke, Wärterhaus und Gedenkplatte sowie in unmittelbarer Nähe befindlichem Steinbruch – bemerkenswerte wasserbautechnische Gesamtanlage, wertvoll sowohl in architektonischer als auch in technikgeschichtlicher Hinsicht. Erster Talsperrenbau nach 1945 in der DDR, als „Talsperre des Friedens“ bezeichnet, letzte massiv in Bruchstein gemauerte Gewichtsstaumauer Deutschlands, knappe, zweckbetonte Gestaltung, begünstigt durch abgelegene Situation, technische Ausstattung überwiegend erhalten.                  | 09237675 |
| Direkt Bild zu diesem Denkmal hochladen | Gasthaus                                                                                      | An der Talsperre 2a (Karte)          | 1968                                        | Fachwerkbau, typisches Zeugnis einer Wiederaufnahme heimatnaher Bautraditionen, von bauhistorischer Qualität. Über flachem Granitsockel eingeschossiges Fachwerkgebäude über T-förmigem Grundriss, bauzeitliche Fenster und Türen, Satteldach verschiefert, alte Gaststättenbeschriftung: „Koehlerhütte“. | 09238062 |
| Weitere Bilder                          | Wohnstallhaus (Umgebinde) und zwei Scheunen eines Dreiseithofes                               | Auersberger Straße 16 (Karte)        | 16. Jahrhundert angeblich                   | Obergeschoss Fachwerk, für die Region bemerkenswertes Umgebindehaus, am historischen Ortseingang, von bauhistorischer und ortsbildprägender Bedeutung. - Erdgeschoss zum Teil massiv mit Untergeschoss rechts der Tür 4/2 mit geschweiften Kopfbändern, Hofwand massiv, später ersetzt, Obergeschoss Fachwerk mit Verbretterung am Giebel und Hofwand, Fenster zum Teil leicht vergrößert, Giebel verkleidet, Satteldach verblecht, - Scheune I: Zum Teil massiv mit verbrettertem Fachwerk, - Scheune II: Holzkonstruktion verbrettert, Satteldach. | 09238052 |
| Direkt Bild zu diesem Denkmal hochladen | Meilenstein                                                                                   | Auersberger Straße 16 (bei) (Karte)  | 19. Jahrhundert (Meilenstein)               | Zeugnis der Verkehrsgeschichte. Königlich-Sächsischer Meilenstein in Normform: oben halbrund mit eingetiefter Vor- und Rückseite, heute ohne Krone und Beschriftung. | 09238053 |
| Direkt Bild zu diesem Denkmal hochladen | Binge                                                                                         | Bockauer Straße (Karte)              | 15./16. Jahrhundert                         | Binge einer ehemaligen Zinn-Hütte am erzreichen Hang des sogenannten Saurüssels, bergbautechnisches Zeugnis von lokalhistorischer und landschaftsprägender Qualität. Bergeinbruch über einem der ältesten Stollen zur Zinnerzgewinnung, Abbaubeginn wohl im späten 14. Jahrhundert in Strossen-Technik, später Übergang zum Untertage-Abbau. | 09238077 |
| Direkt Bild zu diesem Denkmal hochladen | Binge                                                                                         | Bockauer Straße (Karte)              | 15./16. Jahrhundert                         | Großbinge einer ehemaligen Zinnhütte mit dem Ansatz eines unter Tage weiterlaufenden Stollns am oberen Ende, bergbauliches Zeugnis von lokalhistorischer und landschaftsprägender Relevanz. | 09238079 |
| Direkt Bild zu diesem Denkmal hochladen | Binge                                                                                         | Bockauer Straße (Karte)              | ab 15. Jahrhundert                          | Älteste Zinn-Zechen-Binge Sosas mit stufenförmigen Halden am linken Rand, bergbautechnisches Relikt von hoher landschaftsprägender und lokalhistorischer Bedeutung. Drittgrößte erzgebirgische Binge einer ehemaligen Zinngrube mit zirka 100.000 Kubikmeter Bruchvolumen als ein schmaler tiefer Spalt im Waldhang mit Bearbeitungsspuren der Bergleute durch Schlägel und Eisen, Halden am linken Bingerand terrassenförmig, wohl als Zeichen des ältesten Strossenabbaues (das heißt Tagebau entlang der Erzgänge). | 09238076 |
| Direkt Bild zu diesem Denkmal hochladen | Wohnhaus                                                                                      | Bockauer Straße 7 (Karte)            | 1. Hälfte 19. Jahrhundert                   | Obergeschoss Fachwerk, Teil der alten Siedlungsstruktur, baugeschichtlich von Bedeutung. Erdgeschoss massiv, um 1920/1930 verändert, zum Teil historische Fenster in originaler Größe, Obergeschoss einfaches Fachwerk, Giebelwand und Giebel verkleidet, Satteldach mit Dachüberstand. | 09238039 |
| Direkt Bild zu diesem Denkmal hochladen | Wohnhaus einer Sägemühle                                                                      | Bockauer Straße 19 (Karte)           | um 1800                                     | Obergeschoss Fachwerk, Zeugnis des dörflichen Handwerks am typischen Standort, baugeschichtlich und ortsgeschichtlich von Bedeutung. Erdgeschoss massiv, Fenster mit Putzgewände und Sohlbänken, Obergeschoss Fachwerk mit Fenster in historischer Größe und zum Teil vergrößert, Giebel verschiefert, lange Gaupe und Krüppelwalmdach | 09238040 |
| Direkt Bild zu diesem Denkmal hochladen | Wohnstallhaus und Scheune eines Bauernhofes                                                   | Bockauer Straße 23 (Karte)           | Ende 18. Jahrhundert                        | Wohnhaus Obergeschoss strebenreiches Fachwerk, Scheune verbrettert, Zeugnis der historischen Siedlungsstruktur, baugeschichtlich von Bedeutung. Erdgeschoss massiv verändert, Obergeschoss zweiriegeliges Fachwerk mit Verformung und Fenstern in Zweiergruppen, zum Hang abgeschleppter Anbau, Giebel verkleidet, Frackdach, Schuppen, verbretterte Holzkonstruktion auf Granitsockel. | 09238041 |
| Direkt Bild zu diesem Denkmal hochladen | Wohnhaus (mit integriertem Scheunenteil) und Seitengebäude eines Bauernhofes                  | Bockauer Straße 40 (Karte)           | um 1800                                     | Wohnhaus Obergeschoss Fachwerk, von ortsbildprägender und bauhistorischer Bedeutung. - Wohnhaus: Erdgeschoss massiv, verändert, Obergeschoss einfaches Fachwerk mit Fenstern in originaler Größe und Position, - zum Hang angebauter Scheunenteil: Erdgeschoss massiv, Obergeschoss Holzkonstruktion verbrettert, Giebel verbrettert, Satteldach schiefergedeckt, - Danebenstehendes Werkstattgebäude: Über talseitig hohem Granitsockel eingeschossiger Massivbau, zum Teil Holz verbrettert, Giebel und Drempelzone verbrettert, Satteldach. | 09238067 |
| Direkt Bild zu diesem Denkmal hochladen | Wohnhaus                                                                                      | Dürrer Berg 6 (Karte)                | um 1930                                     | Holzhaus in industrialisierter Fertigteilbauweise, baugeschichtlich von Bedeutung. | 09306044 |
| Direkt Bild zu diesem Denkmal hochladen | Doppelwohnhaus                                                                                | Friedensstraße 1; 3 (Karte)          | um 1900                                     | Zeitypische Putzfassade, Zeugnis der Übernahme städtischer Bauformen im Dorf, ortsentwicklungsgeschichtlich von Bedeutung. Längliches Massivgebäude mit zwei Stockwerken, über Sockel mit Putzquaderung verputzte Fassade mit historisierenden Fensterumrandungen zwischen Historismus und Jugendstil, Satteldach mit zwei Dachhäuschen über gekuppelten Fenstern, Rückseite geglättet. | 09238043 |
|                                         | Wohnstallhaus eines Bauernhofes                                                               | Frölichweg 1 (Karte)                 | 1. Drittel 18. Jahrhundert                  | Obergeschoss Fachwerk mit K-Streben und profilierter Schwelle, Zeugnis der historischen Ortsstruktur, baugeschichtlich von Bedeutung. Erdgeschoss massiv, verändert, Obergeschoss Fachwerk mit K-Streben an den Ecken und eng stehenden Stielen über profilierter Schwelle. | 09238046 |
|                                         | Wohnhaus (Umgebinde) eines Bauernhofes                                                        | Frölichweg 4 (Karte)                 | um 1775                                     | Obergeschoss Fachwerk, als Umgebindehaus im Ort stark relevantes Zeugnis tradierter Bauformen, baugeschichtlich von Bedeutung. Erdgeschoss zum Teil Fachwerk, Untergeschoss rechts 2/3 mit geschweiften Kopfbändern, links der Tür Stallteil in Blockbauweise mit Eckverkämmung, Obergeschoss Fachwerk über profilierter Schwelle auf zweieinhalb Seiten. | 09238047 |
| Weitere Bilder                          | Wohnstallhaus und Scheune (mit Keller) eines Zweiseithofes                                    | Frölichweg 16 (Karte)                | Mitte 18. Jahrhundert, Kern wohl älter      | Wohnstallhaus Obergeschoss Fachwerk, Scheune verbrettert, Teil der alten Ortsstruktur, baugeschichtlich von Bedeutung. - Wohnstallhaus: Erdgeschoss massiv, verändert, Obergeschoss Fachwerk mit Verformung, paarige Fenster in originaler Größe, Satteldach verblecht, Giebel verkleidet, - Scheune: Fachwerk verbrettert mit massivem Keller-Mundloch und Gewölbe. | 09238049 |
| Direkt Bild zu diesem Denkmal hochladen | Stolln einer Eisenerzgrube, mit nahem Wetterschacht oberhalb im Wald                          | Frölichwiese (Karte)                 | 19. Jh.                                     | Bergbautechnisches Relikt von lokalhistorischer Bedeutung. Heute noch 340 Meter langer Stollen mit neuem, talseitig verlängertem Eingangsbereich mit Streckenausbau in Holz und Mundloch aus Holzverschalung mit Wangenmauern, alter Wetterschacht zur Belüftung des „Frölichstollens“ oberhalb im Wald als annähernd quadratischer Einbruch im Waldboden. | 09238080 |
| Direkt Bild zu diesem Denkmal hochladen | Wohnhaus eines Bauernhofes                                                                    | Grundweg 1 (Karte)                   | um 1800                                     | Obergeschoss Fachwerk, Teil der alten Dorfstruktur in typischer Lage einer Bachaue, baugeschichtlich von Bedeutung. Erdgeschoss massiv, verändert, Obergeschoss Fachwerk, historische Fenstergröße, Satteldach, verschiefert, mit stehender Dachgaupe, profilierte Windbretter an Traufe, Haus massiv, verdoppelt, mit aufgebrettertem Fachwerk. | 09238059 |
| Direkt Bild zu diesem Denkmal hochladen | Wohnhaus eines Zweiseithofes                                                                  | Grundweg 4 (Karte)                   | 18. Jahrhundert oder älter                  | Obergeschoss Fachwerk verkleidet, Teil der alten Dorfstruktur in typischer Lage einer Bachaue, baugeschichtlich von Bedeutung. | 09306043 |
| Direkt Bild zu diesem Denkmal hochladen | Wohnstallhaus und Scheune eines Bauernhofes                                                   | Grundweg 6 (Karte)                   | 2. Hälfte 19. Jahrhundert                   | Wohnhaus Obergeschoss Fachwerk verkleidet, Scheune verbrettert, Teil der alten Ortsstruktur, baugeschichtlich von Bedeutung. Erdgeschoss massiv, verändert, Obergeschoss Fachwerk verkleidet, Fenster in historischer Größe, Frack-Krüppelwalm-Dach, Schuppen: Holzkonstruktion verbrettert. | 09238058 |
| Weitere Bilder                          | Dorfkirche Sosa; Kirche (mit Ausstattung), Kirchhof mit Einfriedung und Kirchhofstor          | Hauptstraße (Karte)                  | 1616–1617                                   | Saalkirche mit polygonalem Chorschluss und Nordwestturm, Zeugnis von kirchengeschichtlicher und ortshistorischer Bedeutung. | 09238031 |
| Direkt Bild zu diesem Denkmal hochladen | Wohnhaus eines Bauernhofes                                                                    | Hauptstraße 4 (Karte)                | 2. Hälfte 19. Jahrhundert                   | Obergeschoss Fachwerk, Teil der alten historischen Siedlungsstruktur, baugeschichtlich von Bedeutung. Obergeschoss einfaches Fachwerk, Fenster leicht vergrößert, Giebel verkleidet, Krüppelwalmdach mit Schieferdeckung und langer Dachgaupe, zum Hang quergestellter Anbau gleicher Konstruktion. | 09238072 |
| Weitere Bilder                          | Wohnhaus (Umgebinde)                                                                          | Hauptstraße 11 (Karte)               | 1689 laut Auskunft                          | Eingeschossiges Umgebindehaus, zum alten Dorfkern gehörend, baugeschichtlich von Bedeutung. Über flachem Granitsockel eingeschossiges Gebäude, heute massiv, Untergeschoss rechts der Tür mit 2/2 Jochen und zum Teil geschweiften Kopfbändern, Giebel verkleidet, Satteldach. | 09238071 |
|                                         | Wohnhaus                                                                                      | Hauptstraße 17 (Karte)               | 2. Hälfte 19. Jh.                           | Gut erhaltenes Fachwerkgebäude im Ortskern, baugeschichtlich von Bedeutung. Erdgeschoss massiv, verändert, Obergeschoss enges Binderfachwerk, Fenster in originaler Größe, Satteldach verschiefert mit langer Dachgaupe, Giebel verschiefert mit Sonnenmotiv | 09238045 |
|                                         | Wohnhaus                                                                                      | Hauptstraße 26 (Karte)               | bezeichnet 1771                             | Markantes Fachwerkgebäude, Teil der alten Ortsstruktur, von ortsbildprägender und baugeschichtlicher Bedeutung. Erdgeschoss massiv, verändert, über Tür Schlussstein: „T.G.H. 1771“, Obergeschoss gut erhaltenes Fachwerk mit Fenstern in historischer Größe, profiliertes Windbrett, Giebel verkleidet, zwei kleine stehende Dachgaupen im Satteldach. | 09238074 |
| Weitere Bilder                          | Wohnhaus und Schuppen sowie Stützmauer des Gartens                                            | Hauptstraße 30 (Karte)               | 1. Hälfte 19. Jahrhundert                   | Stattliches Fachwerkgebäude im Dorfzentrum, Bestandteil eines Bauensembles in unregelmäßiger Staffelung nahe der Kirche, Teil der alten Ortsstruktur, von ortsbildprägender und baugeschichtlicher Bedeutung. - Bauernhaus: Erdgeschoss massiv, neu verputzt und mit neuen Fenstern in historischer Größe, Obergeschoss schlichtes Fachwerk, Giebelwände und Giebel verkleidet, im rückwärtigen Teil Queranbau einer zweiten Bauphase, - Nebengebäude: Eingeschossige Holzkonstruktion mit Satteldach, verbrettert, mit flacher Heiste, Bauerngarten, Lattenzaun. | 09238032 |
| Weitere Bilder                          | Wohnstallhaus eines Bauernhofes                                                               | Hauptstraße 32 (Karte)               | Mitte 19. Jahrhundert                       | Wohnstallhaus mit Fachwerk im Erd- und Obergeschoss, Bestandteil eines Bauensembles in unregelmäßiger Staffelung nahe der Kirche, Teil der ursprünglichen Siedlungsstruktur im Ortszentrum, von ortsbildprägender und bauhistorischer Bedeutung. - Ehemaliges Wohnstallhaus: Über flachem Steinsockel Erdgeschoss im Wohnbereich Fachwerk, in ehemaligen Stallteil massiv, Tür mit schlichtem Hausteingewände, Obergeschoss Fachwerk, Fenster in historischer Größe zum Teil neu, Satteldach mit verkleideten Giebeln, Dachflächenfenster, - Scheune: Erdgeschoss massiv, Obergeschoss Fachwerk, verbrettert, - Stallscheune: Erdgeschoss massiv, Obergeschoss Fachwerk verbrettert. | 09238033 |
|                                         | Ehemalige Schule, heute Wohnhaus                                                              | Hauptstraße 33 (Karte)               | bezeichnet 1896–1897                        | Historisierender Klinkerbau, Zeugnis der bürgerlichen Bildungspolitik um 1900, von ortsgeschichtlicher und bauhistorischer Bedeutung. Repräsentativer Massivbau von zwei Stockwerken, Erdgeschoss verputzt oder mit Polygonalverblendmauerwerk, Obergeschosse auf drei Seiten ziegelverkleidet mit historistischem Baudekor aus Kunststein, Mittelportal ädikulagerahmt, Portalachse als flacher Mittelrisalit und Ziergiebel, Giebelseiten mit Lisenengliederung aus Ziegel und Kunststein, Satteldach mit stehenden Dachgaupen. Zu DDR-Zeiten: Schule des Friedens (ehemalig). | 09238050 |
|                                         | Wohnhaus                                                                                      | Hauptstraße 34 (Karte)               | Ende 18. Jahrhundert                        | Obergeschoss Fachwerk, Bestandteil eines Bauensembles in unregelmäßiger Staffelung nahe der Kirche, Gebäude von ortsbildprägender und bauhistorischer Bedeutung. Erdgeschoss massiv, Obergeschoss Fachwerk, Fenster zum Teil vergrößert, Giebel verkleidet, Satteldach schiefergedeckt. | 09238034 |
| Weitere Bilder                          | Wohnhaus                                                                                      | Hauptstraße 36 (Karte)               | bezeichnet 1789                             | Fachwerkgebäude, Teil eines ortsbildprägenden Bauensembles nahe der Kirche, von ortsbildprägender und bauhistorischer Bedeutung. Erdgeschoss massiv, stark saniert, Obergeschoss Fachwerk mit Fenster in historischer Größe, rückwärtiger Queranbau mit eigenem Satteldach und Giebel, Giebel verkleidet, Satteldach, Holzumrahmung um rückwärtiger Eingangstür mit Bezeichnung 1789 und 1955, dazwischen Hammer und Schlägel. | 09238035 |
| Weitere Bilder                          | Wohnhaus, mit späterem Anbau                                                                  | Hauptstraße 38 (Karte)               | Ende 18. Jahrhundert                        | Obergeschoss Fachwerk, Teil eines in Umfang und Geschlossenheit einmaligen Fachwerk-Ensembles im Dorfkern, von bauhistorischer und ortsbildprägender Bedeutung. Erdgeschoss massiv, stark saniert, Obergeschoss Fachwerk mit Fenstern in historischer Größe, Satteldach mit stehender Dachgaupe, Giebel verkleidet, in zweiter Bauphase Verdoppelung der Grundfläche, massiv ausgeführt. | 09238036 |
|                                         | Wohnhaus                                                                                      | Hauptstraße 40 (Karte)               | Ende 18. Jahrhundert                        | Obergeschoss Fachwerk, Bestandteil eines Fachwerk-Ensembles im Ortskern, von bauhistorischer und ortsbildprägender Qualität. Erdgeschoss massiv, stark verändert, Obergeschoss Fachwerk, Fenster in historischer Größe, Giebel verkleidet, Satteldach verschiefert mit stehender Dachgaupe, in zweiter Bauphase Hausfläche traufseitig erweitert. | 09238037 |
|                                         | Wohnhaus                                                                                      | Hauptstraße 42 (Karte)               | Ende 18. Jahrhundert                        | Obergeschoss Fachwerk, Bestandteil eines Fachwerk-Ensembles im Dorfzentrum, von ortsbildprägender und bauhistorischer Bedeutung. Erdgeschoss massiv, verändert, Obergeschoss Fachwerk mit historischen Fenstergrößen, Giebel verkleidet, Satteldach verschiefert, in zweiter Bauphase Hausfläche verdoppelt. | 09238038 |
| Direkt Bild zu diesem Denkmal hochladen | Forsthaus                                                                                     | Hauptstraße 78 (Karte)               | um 1890                                     | In historisierender Formensprache, Anklänge an den Schweizerstil, von ortsbildprägender und lokalhistorischer Bedeutung. Polygonalgranit-Sockel, sonst Putzbau mit Porphyrgewänden, Eckbetonung aus zweifarbigem Backstein, auf verwinkeltem Grundriss mit abwechslungsreicher Dachlandschaft, Hauszeichen in Form von Hirschkopf, Putzspiegel, hölzernem Eingangsvorbau, Fensterläden. | 09238075 |
| Direkt Bild zu diesem Denkmal hochladen | Wohnhaus                                                                                      | Hillering 2 (Karte)                  | um 1900                                     | Klinkerbau mit Windfang, Jugendstilfenstern und historischer Eingangstür, markantes Zeugnis der im Ort seltenen Verstädterung in Bauformen der Zeit um 1900, ortsentwicklungsgeschichtlich von Bedeutung. Zweigeschossiger Massivbau, Fassaden mit dekorativer Ziegelsichtigkeit mit weiß lasierten Gurtbändern und Zierformen unter Fenstern im ersten Obergeschoss, historisierende Fensterumrandungen und -verdachungen in Gussstein, Ecksituation repräsentativ durch zweites Obergeschoss überhöht und abgeschrägt. | 09238044 |
| Direkt Bild zu diesem Denkmal hochladen | Ehemaliges Huthaus und Schuppen der Himmelfahrt-Christi-Fundgrube und -Stolln                 | Himmelfahrt 4 (Karte)                | bezeichnet 1718                             | Huthaus Obergeschoss, Fachwerk, bergbautechnisches Zeugnis (Förderung schon 1694 nachgewiesen) von hoher lokalgeschichtlicher und ortsbildprägender Bedeutung. Erdgeschoss massiv, verändert, Obergeschoss Fachwerk mit originalen Fenstergrößen, hangseitig am Giebel Schuppen angelehnt in verbretterter Holzkonstruktion mit Pultdach. | 09238042 |
|                                         | Pfarrhaus                                                                                     | Pfarrplatz 7 (Karte)                 | um 1800, vermutlich älter                   | Obergeschoss Fachwerk, Teil der historischen Siedlungsstruktur, ortsgeschichtlich und baugeschichtlich von Bedeutung. Erdgeschoss massiv, verputzt, Fenstergewände aus Sandstein, zum Teil mit Fensterladen, Obergeschoss Fachwerk mit Fenstern in historischer Größe, Giebel verschiefert, Satteldach. | 09238051 |
| Weitere Bilder                          | Forsthaus                                                                                     | Riesenberger Häuser 1 (Karte)        | um 1900                                     | In heimatlicher Bauart, Zeugnis forstwirtschaftlicher Geschichte und von bauhistorischer Bedeutung. Auf talseitig hohem Granitsteinsockel eingeschossiger Massivbau, verputzt, mit Eckpfeilergliederung, Fenstergewände aus Haustein mit Klappläden, Giebel und Drempelzone verbrettert, Krüppelwalmdach schiefergedeckt, dekorativ gesägte Pfetten. Forstamt Eibenstock, Revier Riesenberg. | 09238065 |
| Weitere Bilder                          | Berggasthaus (mit zwei Hausnummern)                                                           | Riesenberger Häuser 2; 3 (Karte)     | Ende 19. Jahrhundert                        | Stattliches Fachwerkgebäude von ortsgeschichtlicher und tourismusgeschichtlicher Bedeutung. Winkelförmige Anlage mit massivem Erdgeschoss, verändert, Obergeschoss einfaches Fachwerk, Fenstergröße und Anordnung erhalten, Giebeldreieck verbrettert, Satteldach, Giebelwand des Winkelbaus massiv mit aufgebrettertem Fachwerk. | 09238066 |
| Direkt Bild zu diesem Denkmal hochladen | Wohnhaus (Umgebinde)                                                                          | Riesenberger Straße 14 (Karte)       | 1. Hälfte 18. Jahrhundert, später überformt | Eingeschossiges Gebäude mit altem Umgebindebestandteil, Teil der alten Ortsstruktur, baugeschichtlich von Bedeutung. Eingeschossiges ehem. Fachwerk-Umgebindehaus auf Granitsockel, zwei Joche an Vorderseite mit geschweiften Kopfbändern, verblattet, Wände heute massiv und verputzt, Fenster aus erster Hälfte 20. Jahrhundert, Windfang, Satteldach verschiefert mit langer Dachgaupe. | 09238057 |
| Direkt Bild zu diesem Denkmal hochladen | Binge                                                                                         | Rote Grube 1 (bei) (Karte)           | 1580                                        | Bestandteil der um 1500 entstandenen ehemaligen Schachtanlage Rote Grube, Relikt des frühneuzeitlichen Bergbaus von ortshistorischem Rang. | 09238064 |
| Direkt Bild zu diesem Denkmal hochladen | Gedenkstein für ein erfrorenes Kind                                                           | Rote Grube 1 (bei) (Karte)           | bezeichnet 1789                             | Zur Erinnerung an Sophie Karoline Teubner, die im Wald als Siebzehnjährige Weihnachten 1788 im tiefen Schnee erfror, von ortshistorischer Bedeutung. Unregelmäßiger Granitstein von ein Meter Höhe auf neuem flachem Sockel, Inschrift schwarz ausgelegt: „1788 TTT Alhier erfror(?)d d 9 Se (?) Aa(?) 1789“, Verwendungszweck zweifelhaft: wohl als Gedenkstein wiederverwendeter, seltener „Maßenstein“ – ursprünglich zum Begrenzen von einzelnen Grubenrevieren benutzt. | 09238081 |
| Direkt Bild zu diesem Denkmal hochladen | Wohnhaus                                                                                      | Rotgrubener Straße 14 (Karte)        | 1. Hälfte 19. Jahrhundert                   | Obergeschoss Fachwerk, Teil der alten Ortsstruktur, von bauhistorischer Bedeutung. Erdgeschoss massiv mit Hausteinfenster- und -türgewänden bzw. Hausteinsohlbänken, Obergeschoss zweiriegeliges Fachwerk mit hochliegenden Fenstern, wie im Erdgeschoss Fenster historisch, Giebel verbrettert, Satteldach verblecht. | 09238054 |
| Direkt Bild zu diesem Denkmal hochladen | Wohnhaus mit zwei Seitengebäuden, Hofmauer und Toreinfahrt                                    | Schwarzenberger Straße 2; 2a (Karte) | um 1900                                     | Wohnhaus (Nr. 2), zwei Seitengebäude (Nr. 2a) im Hof, Hofmauer und Toreinfahrt – zeittypische Putzbauten, anspruchsvolle Bautengruppe als Zeugnis der dörflichen Entwicklung um 1900, ortsentwicklungsgeschichtlich von Bedeutung. | 09238060 |
|                                         | Wohnstallhaus (mit integriertem Scheunenteil) eines Bauernhofes                               | Teichweg 9 (Karte)                   | 2. Hälfte 18. Jahrhundert                   | Obergeschoss Fachwerk mit profilierter Schwelle, im Ortskern Zeugnis der alten Ortsstruktur, baugeschichtlich von Bedeutung. Erdgeschoss massiv, später unterfahren und verändert, mit historischer Eingangstür, Obergeschoss Fachwerk über profilierter Schwelle, Giebelwand und Giebel verkleidet, Scheunenanbau mit vorkragenden Obergeschoss verbrettert. | 09238048 |

## Weitersglashütte
| Bild                                    | Bezeichnung | Lage                         | Datierung            | Beschreibung | ID       |
| --------------------------------------- | ----------- | ---------------------------- | -------------------- | --- | -------- |
| Direkt Bild zu diesem Denkmal hochladen | Wohnhaus    | Frühbusser Straße 20 (Karte) | Ende 19. Jahrhundert | Verbrettertes Gebäude, im Schweizerstil, Zeugnis der baulichen Entwicklung um 1900, von ortsbildprägender und bauhistorischer Bedeutung. Eingeschossiger verbretterter Bau über flachem Natursteinsockel, Fensterumrahmungen mit feinen Sägearbeiten, historische Eingangstür in kleinem Erker mit eigenem Satteldach, Ziergespärre, Satteldach mit Blech gedeckt und mit dekorativ gesägten Pfettenbrettern, stehende Dachgaupe. | 08956724 |

## Wildenthal
| Bild                                    | Bezeichnung                                                 | Lage                         | Datierung                     | Beschreibung | ID        |
| --------------------------------------- | ----------------------------------------------------------- | ---------------------------- | ----------------------------- | --- | --------- |
| Direkt Bild zu diesem Denkmal hochladen | Zirka 8 Kilometer langer historischer Wassergraben          | (Karte)                      | 1555                          | Zur Wasserversorgung für Zinnwäschen und Pochwerke, von hoher bergbauhistorisch-technischer Bedeutung, später zu Mühlenantrieben genutzt. Der Grüner Graben (Namensgebung vom Bergbaugebiet „Die Grün“) wurde ab 1555 errichtet und brachte Aufschlagwasser zu den Gruben im „Kessel“ und in der Grün. Der historische Graben von hoher bergbaugeschichtlicher Bedeutung und Alterswert diente zur Wasserversorgung für Zinnwäschen und Pochwerke, später wurde er zu Mühlenantrieben genutzt.                                                   | 08956860  |
| Direkt Bild zu diesem Denkmal hochladen | Ufermauern, Wassertreppe und Einfriedung der Großen Bockau  | (Karte)                      | nach 1900                     | Reguliertes Flussbett, Zeugnis lokaler Wasserbaugeschichte, von bauhistorischer und ortsbildprägender Bedeutung. Aus roten Granitquadern gemauertes Flussbett, ebenso Ufermauern und Wassertreppe, Einfriedung aus Granitpfosten, dazwischen auf der Kante liegende Holzbalken | 08956752  |
| Direkt Bild zu diesem Denkmal hochladen | Denkmal                                                     | Alte Poststraße (Karte)      | bezeichnet 1907               | Schlichtes Säulenmonument in kleiner Anlage, zur Erinnerung an den regionalen Förderer des Tourismus, den Leipziger Geographen Prof. Otto Delitsch (1821–1882), von ortsgeschichtlicher Bedeutung. Über Granitpostament hoher Säulenstumpf, auf halber Höhe kleine Bronzetafeln mit Frakturinschrift: „Otto Delitsch dem ersten und besten Förderer des Fremdenverkehrs in unseren Bergen in dankbarem Erinnern errichtet vom Erzgebirgszweigverein Eibenstock-Wildenthal 1907“, zu Füßen des Monuments Pflanzbereich mit Granitkantensteinen.   | 08956756  |
| Direkt Bild zu diesem Denkmal hochladen | Kriegerdenkmal für die Gefallenen des Ersten Weltkrieges    | Alte Poststraße (Karte)      | nach 1918                     | Von ortsgeschichtlicher Bedeutung. Halbkreisförmige Denkmalanlage aus Granit im Hang, in der Mittelachse grob behauener Granitmonolith mit Metalltafel und Eisernem Kreuz, links und rechts gebogte Hangmauern mit großen Endpostamenten und modernen Pflanzschalen, errichtet vom Sächsischen Militärverein Wildenthal. | 08956759  |
| Direkt Bild zu diesem Denkmal hochladen | Meilenstein                                                 | Alte Poststraße (Karte)      | 19. Jahrhundert (Meilenstein) | Von verkehrsgeschichtlicher Bedeutung. | 09306045v |
| Weitere Bilder                          | Ehemaliges Schule (heute Verwaltungsgebäude)                | Alte Poststraße 8 (Karte)    | um 1930                       | In traditionellen Bauformen des Heimatstils, weitgehend erhalten, von baugeschichtlicher und ortsgeschichtlicher Bedeutung. Langrechteckiger, eingeschossiger Massivbau, verputzt, über Granitsockel, originale Vierflügelfenster mit festem Kämpfer und umlaufenden Putzfaschen, traufseitige profilierte Windbretter, auf Talseite eingezogener Haupteingang mit Granittreppe und altem Rundbogenportal sowie Vordach, hohe Giebel verschindelt, steiles Satteldach mit langen Schleppgaupen und Dachreiter mit Uhr und Glocke.                | 08956757  |
| Direkt Bild zu diesem Denkmal hochladen | Gasthaus                                                    | Alte Poststraße 9 (Karte)    | um 1900                       | Stattliches Gebäude in historistischem Gewand, von besonderer ortsbildprägender Bedeutung und ortsgeschichtlicher Relevanz. Am Abhang zur Großen Bockau an der Straße gelegener zweigeschossiger Massivbau, über Hakengrundriss, Fenster- und Türgewände gestrichen, zur Straße massiger Holzbalkon mit Überdachung auf gedrechselten Säulen und Kopfbändern, Drempel- und Giebelbereich zum Teil mit geschweiftem Zierfachwerk, malerische Dachlandschaft mit rückwärtiger Turmhaube aus spitzem Zeltdach.                                      | 08956751  |
| Direkt Bild zu diesem Denkmal hochladen | Wohnhaus                                                    | Alte Poststraße 13 (Karte)   | 1. Hälfte 19. Jahrhundert     | Obergeschoss Fachwerk verkleidet, über der Dorfstraße liegend, Bauwerk von ortsbildprägender und baugeschichtlicher Bedeutung. Erdgeschoss massiv, verputzt, historische Galgenfenster in Originalgröße, rundbogige Eingangstür, Obergeschoss Fachwerk verkleidet, mit Fenstern in Originalsituation, Satteldach. | 08956754  |
| Direkt Bild zu diesem Denkmal hochladen | Wohnhaus                                                    | Alte Poststraße 14 (Karte)   | 1. Hälfte 19. Jahrhundert     | Eingeschossiges Gebäude, Giebel verbrettert, authentisches Zeugnis der historischen Siedlungsstruktur, sozialgeschichtlich von Bedeutung. Eingeschossiger Massivbau, neu verputzt, Fenster mit angeputzten Sohlbänken in originaler Größe und Winterfenster, Giebel verbrettert, Satteldach mit kleiner Dachluke, verblecht. | 08956761  |
| Direkt Bild zu diesem Denkmal hochladen | Ehemaliges Forsthaus mit zwei Nebengebäuden und Einfriedung | Alte Poststraße 24 (Karte)   | um 1890                       | In erhöhter Lage, von ortsbildprägender und ortsgeschichtlicher Bedeutung. | 08956764  |
| Direkt Bild zu diesem Denkmal hochladen | Wohnhaus eines Bauernhofes                                  | Auersbergweg 6 (Karte)       |                               | Wohnhaus eines Bauernhofes; in dominanter Lage über dem Ort, Obergeschoss vermutlich Fachwerk, zum Teil verbrettert, von ortsbildprägender und baugeschichtlicher Bedeutung. | 08956755  |
| Weitere Bilder                          | Berggasthaus                                                | Auersbergweg 8 (Karte)       | bezeichnet 1907               | Vielgliedriger Bau mit landschaftstypischer Holzverkleidung, von hoher ortsbildprägender und tourismusgeschichtlicher Bedeutung. Massivbau über hohem Granitsockel, Fenster mit Verkleidungen und Verdachungen, bewegte Dachlandschaft durch Mansardsatteldach mit Dachhechten, zum Teil Farbglasfenster. | 08956766  |
| Weitere Bilder                          | Aussichtsturm                                               | Auersbergweg 8 (bei) (Karte) | im Kern 1860                  | Trutziger Bau auf dem Auersberg, als Landschaftsmarke von stark landschaftsprägender und ortsgeschichtlicher Bedeutung. Bau aus Granitquadern, auf Granitterrasse über quadratischem Grundriss errichtet, geböschte Eckpfeiler, im Erdgeschoss mit kleinen Fenstern, erstes Obergeschoss mit großen Rundbogenfenstern und Fensterläden, darüber Okuli, Aussichtsgeschoss hinter Steinbrüstung auf Konsolen mit durchfenstertem zweigeschossigem Holzaufbau, halbkreisförmiges Treppenhaus mit Granitwendeltreppe und Schlitzfenstern angeschoben | 08956768  |
| Weitere Bilder                          | Gedenkstein für C. H. von Lindenau                          | Auersbergweg 8 (bei) (Karte) | bezeichnet 1776               | Schlichter Granitwürfel auf Bruchsteinsockel, zur Erinnerung an C. H. von Lindenau. | 08956769  |
| Direkt Bild zu diesem Denkmal hochladen | Meilenstein                                                 | Carlsfelder Straße (Karte)   | 19. Jahrhundert (Meilenstein) | Von verkehrsgeschichtlicher Bedeutung. | 09306046  |
| Direkt Bild zu diesem Denkmal hochladen | Wohnhaus                                                    | Carlsfelder Straße 2 (Karte) | um 1900                       | Klinkerfassade mit Veranda, im Villenstil, vielgliedriges Bauwerk von ortsbildprägender und bauhistorischer Bedeutung. Zweigeschossiger Massivbau, ziegelsichtig, mit Eckbetonung und Gurtgesimsen in alternierender Ziegelfarbe, im Erdgeschoss Segmentbogenfenster mit Winterfenstern, holzverkleideter Standerker, Obergeschoss mit straßenseitigen Balkonen und holzverkleidetem Mittelteil mit Fensterläden, steiles Dachhaus darüber mit Fensterläden und Okulus, hölzerner Eingangsanbau                                                  | 08956762  |

## Wolfsgrün
| Bild                                    | Bezeichnung                                                                                | Lage                              | Datierung                 | Beschreibung | ID       |
| --------------------------------------- | ------------------------------------------------------------------------------------------ | --------------------------------- | ------------------------- | --- | -------- |
| Weitere Bilder                          | Ehemaliges Herrenhaus eines Hammerwerkes (heute Wohnhaus)                                  | Bretschneiderstraße 2 (Karte)     | bezeichnet 1651           | Ehemaliges Herrenhaus eines Hammerwerkes (heute Wohnhaus), mit zwei aneinandergebauten Seitengebäuden, Einfriedung und zwei Toreinfahrten zum Hof; Herrenhaus stattlicher Putzbau mit Erker und schönem Portal, stark ortsbildprägende, eindrucksvolle Anlage von ortshistorischer und bauhistorischer Bedeutung. | 08956742 |
| Direkt Bild zu diesem Denkmal hochladen | Wohnhaus (Umgebinde), ehemals Schmiede, mit Schuppen                                       | Bretschneiderstraße 4 (Karte)     | 2. Hälfte 18. Jahrhundert | Eingeschossiges Umgebindehaus im Siedlungskern, Zeugnis des historischen Dorfgewerbes, von baugeschichtlicher Qualität. Erdgeschoss zum Teil massiv, Umgebinde rechts 1/2 Joche, mit Holzverschalung, niedriger Granitsockel, Fenster vergrößert, mit Fensterläden, Giebel verbrettert, Satteldach mit Schleppgaupe und Schieferdeckung, im hinteren Bereich ehemalige Werkstatt mit großem Tor, holzverbrettert, Schuppen: über Winkelgrundriss, Holzkonstruktion verbrettert. | 08956739 |
| Direkt Bild zu diesem Denkmal hochladen | Papierfabrik mit Verwaltungsgebäude                                                        | Bretschneiderstraße 5 (Karte)     | um 1870                   | Papierfabrik mit Verwaltungsgebäude, zwei aneinander gebauten Produktionsgebäuden, Maschinenhaus und Schornstein – repräsentatives Zeugnis lokaler Produktionsgeschichte, von landschaftsprägender und technikgeschichtlicher Bedeutung. | 08956740 |
| Direkt Bild zu diesem Denkmal hochladen | Ehemaliges Forsthaus                                                                       | Burkhardtsgrüner Straße 1 (Karte) | 1896                      | Klinkerfassade, Giebel verbrettert, im Schweizerstil, von bauhistorischer und ortsgeschichtlicher Bedeutung. Über Granitsockel aus Polygonalmauerwerk Erdgeschoss ziegelsichtig, mit Gurtgesimsen, aufwendige Fensterrahmungen aus Rochlitzer Porphyr, ausgebautes Giebelgeschoss, holzverbrettert, mit Fensterumrandungen (Ziersägearbeit), Satteldach mit weitem Überstand, gesägten Pfetten und üppigem Ziergespärre, Schieferdeckung, talseitiger Mittelrisalit mit eigenem Dachhaus und Hirschkopf-Skulptur sowie Eichenlaub aus Blech, repräsentativer Eingang durch Vorbau (eigenes Satteldach, wieder mit Pfetten und Ziergespärre im Schweizerstil) mit breiter Treppe. | 08956738 |
| Direkt Bild zu diesem Denkmal hochladen | Steuerhaus (Umgebinde) mit anschließenden Grabenmauern, Rechen, Überlaufgraben und Hubwehr | Eibenstocker Straße (Karte)       | 1927–1929 (Wasserhaus)    | Über einem Wasserauslass (-einlass?) eines Werksgrabens errichtet für ein Stauwehr, Turbinen oder Generatoren, Zeugnis von lokalhistorischer und wasserbautechnischer Bedeutung. Über tiefem, bis 1981 genutztem Werksgraben granitene Mündungsöffnung eines künstlichen Wassergrabens mit Rechen, von Stahl-T-Träger überfangen und überbaut mit eingeschossigem Holzhaus auf flachem Granitsockel, im Heimatstil eines Umgebindehauses, mit verzierten Kopfbändern, querrechteckige Fenster, Krüppelwalmdach mit Dachüberstand und Schieferdeckung, teils Frackdach, Giebeldreiecke verbrettert, zwei Schornsteine, trotz Verwahrlosung nahezu authentisch erhalten.           | 08956741 |
| Direkt Bild zu diesem Denkmal hochladen | Wohnhaus mit Gartenhaus sowie Einfriedung                                                  | Eibenstocker Straße 3 (Karte)     | Ende 19. Jahrhundert      | Zeittypischer Putzbau, im Zentrum der alten Ortsstruktur liegend, von ortsbildprägender und baugeschichtlicher Bedeutung. | 08956743 |
| Direkt Bild zu diesem Denkmal hochladen | Fabrikantenvilla mit zwei Nebengebäuden und Villengarten (Gartendenkmal)                   | Eibenstocker Straße 5 (Karte)     | 1904                      | In malerischer Lage über dem Ort, Putzbau mit Fachwerkelementen und Turm, schlossartiges Gebäude in reichem Historismus (außen) und Jugendstil (innen), Architekt: Oswald Haenel, großbürgerliches Zeugnis der industriellen Vergangenheit des Westerzgebirges, erbaut für die Papierfabrikantenfamilie Bretschneider, von landschaftsbildprägender und baukünstlerischer Bedeutung. | 08956745 |
| Direkt Bild zu diesem Denkmal hochladen | Bahnwärterhaus eines Güterverkehrshaltepunktes                                             | Neidhardtsthaler Straße 2 (Karte) | vor 1900                  | An der Trasse der Bahnstrecke Chemnitz–Adorf, in gutem Originalzustand, Zeugnis der lokalen Verkehrsgeschichte. Zweigeschossiger schlichter Typenbau aus Ziegel über Granitsockel, mit Segmentbogenfenstern und Sohlbänken aus Gussstein, einfaches Gurtgesims, flach geneigtes Satteldach mit Zierpfetten und geschnitzten Sparren, zur Straße kleiner Eingangsvorbau unter Pultdach. | 08956746 |

## Ausführliche Denkmaltexte
1. 1 2  Der Grüner Graben verläuft, insgesamt etwa 8 km, vom Abzweig von der Großen Bockau an der Nordgrenze von Wildenthal (Wehr) zunächst als Hanggraben unterhalb der Straße auf ca. 700 m Höhe Richtung Norden, passiert die Anwesen von Waldhausen und durchläuft den östlichen Teil Eibenstocks, wo er vor gut hundert Jahren beim Friedhof nordöstlich zum Steinbach geleitet wurde, welcher wieder, südlich von Blauenthal, in die Große Bockau mündet. Sein Verlauf heute ist schmal, mehrfach unterbrochen und teils mit Granitsteinen befestigt. Aufgefunden hat man am Osthang des Ellenbogens hölzerne Wandungen von ca. 15x20 cm aus vierseitig gebeilten Bohlen und teilweise Trockenmauerungen bei Durchbrüchen. 

Untrennbar ist der Graben mit der Sozial- und Wirtschaftsgeschichte Eibenstocks über Jahrhunderte verbunden. Durch den Grüner Graben kann die Nachwelt auch erkennen, mit welcher technischen Finesse, z. B. betreffend Gefälle und Befestigung, mit welchen Mitteln und Materialien das Wasser bereits im 16. Jahrhundert für die Zwecke der Produktion geleitet wurde. schmaler, mehrfach gebrochener Verlauf, mit Granitsteinen befestigt, Verlauf von Wildenthal (Wehr) über Eibenstock, dort z. T. bildprägend, schließlich wieder Mündung in die Große Bockau, zur Zeit z. T. mäßiger Zustand.
2. ↑  Doppelwohnhaus:
  - Auersbergstraße 4: zweigeschossiger massiver Klinkerbau, mit Kunststein-Fenstergewänden und Mittelgiebel, Krüppelwalmdach,
  - Ringstraße 30: zweigeschossiger Massivbau, verklinkert, mit Kunststein-Fenstergewänden, Mittelgiebel zur Ringstraße in Zierfachwerk, der zur Auersbergstraße in Klinkern, schiefergedecktes Krüppelwalmdach.
3. ↑  Im Jahre 1722 begann man im Kurfürstentum Sachsen mit der Aufstellung der Kursächsischen Postmeilensäulen. Kurfürst Friedrich August I. wollte hierdurch ein zeitgemäßes Verkehrs- und Transportleitsystem im Kurfürstentum aufbauen, um Handel und Wirtschaft zu fördern. Er beauftragte mit Generalvollmacht Magister Adam Friedrich Zürner (1679–1742) mit der Durchführung. Das System der Postmeilensäulen umfasste Distanzsäulen, Viertelmeilensteine, Halb- und Ganzmeilensäulen. Die Distanzsäulen sollten in den Städten vor den Stadttoren, später nur auf den Marktplätzen aufgestellt werden. Entlang der Poststraßen wurden Viertelmeilensteine, Halb- und Ganzmeilensäulen aufgestellt. Sie erhielten eine fortlaufende Nummerierung (Reihennummer), beginnend vom Anfang der Vermessung. Die Ganzmeilensäulen wurden außerhalb der Städte an den Poststraßen im Abstand von einer Meile (= 9,062 km) aufgestellt. Die Distanzsäulen waren mit dem Monogramm „AR“ für „Augustus Rex“, dem kursächsisch und polnisch-litauischen Doppelwappen sowie der polnischen Königskrone gekennzeichnet. Die Ganzmeilen-, Halbmeilensäulen und Viertelmeilensteine waren alle ähnlich beschriftet, alle trugen kein Wappen, aber das Monogramm „AR“. Die Entfernungsangaben erfolgten in Wegestunden (1 Stunde= ½ Postmeile = 4,531 km).

Dieses Meilensystem war das erste europäische Verkehrsleitsystem. Der hier betrachteten Säule kommt als Teil des überregional bedeutenden Postwegesystems eine hohe verkehrsgeschichtliche Bedeutung zu.
4. 1 2  Städtischer Friedhof Eibenstock:
Parentationsgebäude (Kapelle) und Nebengebäude mit Granitsteinsockeln, massive Putzbauten mit Lisenengliederungen, Hauptgebäude: mit vorgelagerter Sandsteintreppe, rundbogigen Sandstein-Türgewänden, Biforienfenster mit Sandsteingewänden, Obergeschoss als Oktogon ausgebildet und mit Zeltdach abgeschlossen, Nebengebäude eingeschossig, mit Satteldach, am Hauptgebäude und am rechten Nebengebäude ist je eine gusseiserne Grabplatte angebracht (für Andreas und Friedrich Siegel, gestorben 1674 bzw. 1694), mit Engelsfiguren und Familienwappen, Galvanoplastik (nahe Haupteingang) eines Hirten mit Pilgerstab und in langem Gewand, mit Pilgerflasche (Ende 19. Jh.), Grabmal (Nahe Haupteingang) für Hans Elste, gefallen im Ersten Weltkrieg: polierte Granitsteinkante, mit Kugeln an den Ecken, gefasstes Grab mit Granitstele, zu seiten der Inschrift applizierte Schwerter, mit Lorbeer umrankt, Bekrönung durch Stahlhelm in Galvanoplastik, barocker Grabstein: spätes 17. Jh., flache Gneisplatte, mit Obelisken-, Gesims- sowie Fruchtrelief, zentraler Inschriftenbereich, beidseitig bearbeitet.
5. 1 2  Hammergut Blauenthal:
  - Herrenhaus: stattlicher, breitgelagerter zweigeschossiger Putzbau über rechteckigem Grundriss, mit mächtigem, von gestaffelten Gaupen besetzten Krüppelwalmdach, großer Dachreiter mit Uhr, Laterne und barocker Haube, mittig breiter Dacherker mit Segmentbogengiebel und Bekrönung in Form einer Zinkvase mit herunterhängenden Girlanden, giebelseitig Rundbogenportal mit Granitpilastern, Sandsteinarchivolte mit zwei Drachenfiguren und Wappen der Familie Siegel, bezeichnet 1677, Haustür mit derbem Schnitzwerk, Fenster zum Teil noch vierflügelig, mit stehendem Kämpfer, im Innern verschiedene Gratgewölbe im Erdgeschoss, der die Längsachse durchlaufende Hausflur mit achtjochigem netzartigem Gewölbe,
  - Nebengebäude der großen Hofanlage unregelmäßig am Hang angelegt und mehrfach verändert,
    - Scheune: voluminöser Massivbau, verputzt, mit Thermenfenstern in Giebelwänden, hölzerner Dachstuhl aus Entstehungszeit,
    - Torbogen mit separater Fußgängeröffnung aus Ziegel zu angrenzenden Stall- und Wohngebäuden,
    - diese: zweigeschossige Massivbauten über Granitquadersockel, zum Teil verputzt, steinerne Fenster- und Türgewände mit zugesetzten Mezzaninfenstern, zur Hangterrasse turmartig überhöhter Bauteil,
    - Pavillon: über quadratischem Grundriss, an der Hangterrasse zweigeschossig, mit oberem und unterem Eingang, ursprünglich im Erdgeschoss zur Milchlagerung genutzt, schiefergedeckte geschweifte Dachhaube mit Wetterfahne,

  - Mausoleum: über dem Herrenhaus auf Bergkuppe in Großgrün, quadratischer Baukörper eines ehemaligen Gartenhauses, fensterloser Massivbau, verputzt, Vorhalle mit zwei stilisierten Säulen unter Tympanon mit Inschrift, vergittertes Doppelflügel-Rundbogenportal mit kunstvollen Beschlägen.
6. ↑  Schmalspurbahn Wilkau-Haßlau–Carlsfeld mit dem Einzeldenkmal:
  - Bahnhof Carlsfeld (Einzeldenkmal ID-Nr. 08956706, Carlsfelder Hauptstraße 59, 59a)

und den Sachgesamtheitsteilen:
  - Betonbrücke, Flussregulierung und Bahndamm (östlich Wilzschmühle),
  - Steinbogenbrücke (östlich Wilzschmühle, über Schlangenweg), Auflager und Strompfeiler einer ehemaligen Stahlfachwerkbrücke über die Zwickauer Mulde und
  - Teilstück der Eisenbahnstrecke mit Gleis-, Signal-, Sicherungs- und Fernmeldeanlagen, Bahnsteig- und Gleisfeldbeleuchtung, Streckenkilometrierung, Beschilderung,

darüber hinaus mit den Sachgesamtheitsbestandteilen für den Teilabschnitt Schönheide, OT Wilzschhaus (siehe Sachgesamtheit 08955384, Schönheide, OT Wilzschhaus).
Detaillierte Unterlagen beim Förderverein Historische Westsächsische Eisenbahnen, Hauptstraße 68 in 08325 Carlsfeld. 

Schmalspurbahn zweigt ab von der Hauptstrecke Chemnitz – Aue – Adorf, Abschnitt Schönheide – Muldenberg (Sachgesamtheit) – Gem. Carlsfeld, Flstke. 577/1, 573/3 und 544.
Wilkau-Haßlau–Kirchberg–Schönheide–Carlsfeld
  - Streckennummer:               6973, sä. WCd
  - Streckenlänge:                41,634 km
  - Spurweite:                    750 mm
  - Maximale Neigung:             50 ‰
  - Minimaler Radius:             60 m
  - Höchstgeschwindigkeit:        30 km/h

Sachgesamtheitsteile:
Auflager und Strompfeiler einer ehemaligen Stahlfachwerkbrücke über die Zwickauer Mulde: bei Streckenkilometer 33,980 Brückenlager aus Granitquadermauerwerk, ein Strompfeiler über ovalem Grundriss aus Granitquadern mit Zierwulsten. 

Teilstück der Eisenbahnstrecke:
zu 1.): Wegeübergang als einfache Überführung eines Wirtschaftsweges mit zwei Andreaskreuzen,
zu 2.): Bahnwärterhaus als eingeschossiger Typenbau über annähernd quadratischem Grundriss, flachgeneigtes Satteldach mit Überstand, einfache Putzgliederung, in gutem Originalzustand,
zu 3.): Brücke als genietete Stahlträgerkonstruktion, zwei granitquaderverkleidete Strompfeiler mit Überbreite für nie ausgeführten Streckenausbau,
zu 4.): Wegeübergang als einfache Überführung eines Wirtschaftsweges,
zu 5.): Bahnwärterhaus als eingeschossiger Typenbau über annähernd quadratischem Grundriss, flachgeneigtes Satteldach mit Überstand, einfache Putzgliederung, Wirtschaftsgebäude in entsprechenden Formen, runder Brunnenschacht ausgeziegelt,
zu 8.): Bahnwärterhaus als eingeschossiger Typenbau über annähernd quadratischem Grundriss, flachgeneigtes Satteldach mit Überstand, einfache Putzgliederung, Wirtschaftsgebäude in entsprechenden Formen, Fernsprechbude aus Beton-Fertigteilelementen, bezeichnet „Nummer 27“, Wegeübergang als einfache Überführung eines Wirtschaftsweges. 

Steinbogenbrücke: einbogig, aus Feldsteinen, verputzt, ohne Schlussstein. 

Betonbogenbrücke: mit einem großen Mittelbogen und zwei kleineren, seitlichen Stützbögen, Flussregulierung aus Naturstein, Bahntrassenverlauf (angeschüttet) noch gut erkennbar.
7. ↑  Teilabschnitt Eibenstock, OT Carlsfeld: Gleis-, Signal-, Sicherungs- und Fernmeldeanlagen, Streckenkilometrierung, Beschilderung, und folgenden Bestandteilen als weitere Sachgesamtheitsteile:
  - bei km 75,815: Wegeübergang,
  - bei km 76,340: Bahnwärterhaus,
  - bei km 76,470: Brücke über die Zwickauer Mulde,
  - bei km 77,518: Brücke über die Zwickauer Mulde
  - bei km 77,630: Wegeübergang,
  - bei km 77,720: Bahnwärterhaus mit Wirtschaftsgebäude und Brunnen,
  - bei km 78,150: Durchlass eines Bahngrabens,
  - bei km 78,655: Durchlass eines Mühlgrabens,
  - bei km 78,825: Bahnwärterhaus mit Wirtschaftsgebäude, Fernsprechbude und Wegeübergang,
  - bei km 78,900: Wegeübergang,
  - bei km 78,935: Durchlass eines Bahngrabens,
  - bei km 79,090: Durchlass eines Bahngrabens.
8. ↑  Kleinbahnhof Carlsfeld:
  - Bahnhof: Eingeschossiger ziegelsichtiger Flachbau, mit flachem Satteldach, Sockel mit Granit verkleidet, Fenster und Türen segmentbogig, mit Sohlbänken aus Sandstein, an einer Seite dekoratives gusseisernes Uhrgehäuse, an den Giebelseiten und der ehemaligen Bahndammseite historische Beschriftung „Carlsfeld“, eine Giebelwand des Bahnhofs modern verändert,
  - Lokschuppen: Preußisches Fachwerk, verbrettert, mit großen Fensteröffnungen.
9. ↑  Das Schnorrhaus wurde um 1680 errichtet als Wohnhaus des Schneeberger Bergherrn Veit Hans Schnorr, dem Gründer des Hammers von Carlsfeld und Finanzier der überregional bedeutenden örtlichen Kirche (seitdem „Schnorr von Carolsfeld“), das im späten 17. Jahrhundert errichtete Gebäude kann somit als eine Keimzelle des nicht nur für die Bergbaugeschichte Sachsens wichtigen Ortes angesehen werden.

Die bauliche Formensprache entspricht in Keller und Erdgeschoss dem allgemeinen Stil der Errichtungszeit. Fast ein Meter starke Wände zeigen an den Öffnungen Korb- und Stichbögen, es finden sich charakteristische Kreuzgratgewölbe und auch zwei eisenbeschlagene Innentüren mit originalen Schlössern. Die große Bruchstein-Kellertonne gibt Aufschluss über die gehobene Bedeutung des Hauses. Im frühen 18. Jahrhundert, vielleicht auch noch gegen dessen Mitte, hat es wohl eine erste Umbauphase gegeben: das teilweise vermauerte Portalgewände mit seinen charakteristischen „Ohren“ lässt sich recht sicher in diese Zeit datieren. Im Innern wurde jüngst im rechten Erdgeschossraum eine (bisher verhängte) Stuckdecke von künstlerischem Wert entdeckt, deren stark geschwungene Formen schon mit dem Rokoko in Verbindung gebracht werden können.

All diese Details beweisen die einstige Relevanz des Hauses. Das ursprüngliche Fachwerk-Obergeschoss wurde im 19. Jahrhundert durch Ziegelmauerwerk ersetzt, der Fries an der Traufe lässt sich auch an anderen Häusern des späteren 19. Jahrhunderts in der Umgebung finden. Auch das Walmdach stammt aus der Zeit, die Balken des Dachstuhls sind gesägt. Erdgeschoss fast ein Meter starkes Feldsteinmauerwerk, darunter große Keller-Bruchsteintonne, Erdgeschoss mit korbbogigen und Stichkappenöffnungen, innen zum Teil Kreuzgratgewölbe, zwei lisenenbeschlagene Türen mit originalen Schlössern, Obergeschoss im 19. Jahrhundert massiv mit Ziegeln ersetzt, ursprünglich hier Fachwerk die Konstruktion des Walmdaches ebenfalls 19. Jahrhundert (gesägte Balken), um 1680 vom Schneeberger Bergmann Veit Hans Schnorr, dem Gründer des Hammers von Carlsfeld, errichtet. Im Erdgeschoss noch eine Besonderheit: Stuckdecke in Rokokoformen, Mitte 18. Jahrhundert, aus gleicher Zeit das obige ehemalige Portal.
10. ↑  Talsperre Carlsfeld:
Stauraum von 3,5 Mio. Kubikmetern (Einzugsgebiet bis ins Vogtland und nach Tschechien hinein reichend), erbaut von 1926 bis 1929, Inbetriebnahme 1930, Sanierung 1997–2000 (Akten hierzu nicht im Aktenarchiv vorhanden, ggf. ungenehmigt), Absperrbauwerk: Kronenlänge 206 m, Kronenbreite 4,7 m, Höhe über Talsohle 24,3 m, Gewichtsstaumauer aus Granit-Bruchsteinen mit stark gekrümmter Staumauerachse (ursprünglich mit Intze-Keil – dichtende Lehm-Anschüttung mit Steinpackung als Oberflächenschutz am wasserseitigen Staumauerfuß, vermutlich mit Sanierung 1997–2000 entfernt), Staumauerwerk aus unregelmäßigen Steinlagen, schwach rustiziert, Absperrbauwerk mit zwei Grundablässen, die in das Tosbecken am Staumauerfuß münden, ursprünglich verschließbar mittels zweier auf der Wasserseite freiliegender Schieber (Notverschluss, vermutlich mit Sanierung 1997–2000 entfernt) sowie mittels Keilschieber im Schieberschacht des auf der Luftseite am Staumauerfuß gelegenen Schieberhauses (s. u.) Hochwasserschutzanlage: fester Kronenüberfall in der Staumauermitte, unterteilt in acht Felder (Kaskaden), von denen jeweils vier rechts und links eines geschlossenen Mauerfeldes angeordnet sind (entspricht der Lage des Schieberhauses), die Überfallöffnungen sind spitzbogig überwölbt, die schmalen Lisenen mit dreieckförmigem Querschnitt, welche die Kaskaden voneinander trennen, durchmessen die gesamte Höhe des Absperrbauwerkes – die Staumauer erhält so eine straff gegliederte, streng symmetrische Fassade, das abgeleitete Wasser fließt über die Kaskaden in das Tosbecken, Brüstung des Absperrbauwerkes auf der Luftseite gemauert, auf der Westseite besteht sie aus einem nicht mehr originalen Metallgeländer zwischen gemauerten Pfosten, der luftseitigen Brüstungsmauer wurden um 1960 Abdeckplatten aufgelegt, darunter war die originale Mauerkrone vermutlich bis zur Instandsetzung zwischen 1997 und 2000 noch erhalten.

Sanierung 1997–2000: Instandsetzung der Luftseite der Staumauer, Erneuerung der wasserseitigen Abdichtung, Einbau eines Kontrollganges, Erneuerung der kompletten Mauerkrone, Erneuerung der technischen Ausstattung, Schieberhaus: der polygonal abschließende Baukörper mit sehr flach geneigter Kupferdeckung lehnt sich an den Mittelstreifen der Staumauer an, enthält zwei originale Schieber (Fa. Bopp und Reuther, Mannheim – Stand der Information noch vor Sanierung, ggf. nicht erhalten!), Metalltür original, vom Tosbecken umgeben, über zwei schmale, in Beton konstruierte Stege erreichbar, diese sind nach Auskunft des Staumeisters (Stand 1996) samt ihren Metallgeländern noch original, Wärterhaus (vermutlich zwischen 1997 u. 2000 abgebrochen, Vorgang nicht in den Akten enthalten): lag leicht erhöht über dem westlichen Ende der Staumauer, eingeschossig, mit ausgebautem Satteldach, traditionalistischer Bau, rückwärtig ein kleinerer, in Holz ausgeführter Schuppen (ebenfalls abgebrochen).

Nicht Denkmal:
Neubau eines Staumeisterdienstgebäudes zwischen 1997 und 2000 direkt am westlichen Ende der Staumauer, weithin sichtbares Störelement innerhalb der Gesamtanlage. Wasserwerk Carlsfeld (Inbetriebnahme 1936, dient zur Aufbereitung des Rohwassers aus der Talsperre, höchstgelegenes Talsperrenwasserwerk Deutschlands, nach Sanierung 2000 technische Ausstattung vermutlich erneuert und damit nicht denkmalfähig), Erfassungstext bis 2014: Die zu Füßen der Talsperre gelegene Filteranlage, deren ältestes Gebäude aus den 1930er Jahren stammt, steht auf Grund entstellender Überformungen nicht unter Schutz. Die Gebäude der Filteranlage bilden auch eine Beeinträchtigung für das Erscheinungsbild der Staumauer – siehe auch Dehio Sachsen II.
11. ↑  Die Talsperre Sosa ist mit einem Fassungsvermögen von 6,33 Millionen Kubikmetern eine der kleineren Talsperren Sachsens. Die 200 Meter lange, gekrümmte Staumauer besitzt mit einer Höhe von 49,10 Metern über Talsohle eine besonders steile Proportion. Die Talsperre stand bisher nicht unter Denkmalschutz. Eine Sanierung wurde noch nicht in Angriff genommen.
  - Absperrbauwerk: Gewichtsstaumauer aus Granit-Bruchsteinen, unregelmäßiger Verband, Steinblöcke nicht rustiziert, mittig angeordneter Hochwasserüberlauf, schlundartig durch einen einzelnen Rundbogen überfangen, dieser ruht auf zwei lisenenartigen Mauervorlagen, die das Überlauffeld flankieren, die Brüstung des Absperrbauwerkes ist auf der Luftseite gemauert, auf der Wasserseite ist das originale Metallgeländer noch vorhanden, auch die Pflasterung der Mauerkrone ist noch original.
  - Frei liegende Schieber: Firma Polte, Magdeburg. Keilovalschieber in der Staumauer ebenfalls noch original.
  - Gedenktafel: Am westlichen Ende der Staumauer befindet sich ein kleiner Platz mit einer in Metall gegossenen, in den Fels eingelassenen Gedenkplatte, die die Geschichte des Mauerbaus ausführlich darstellt.
  - Schieberhäuser: Die beiden Gebäude am Fuß der Staumauer sind nur über eine durch das Absperrbauwerk hindurchführende Treppe zu erreichen, die aus Bruchstein gemauerten Häuschen treten als frei stehende Gebäude vor die Mauer, sie besitzen je ein überwölbtes Eingangstor, zu Dreiergruppen verbundene, ebenfalls überwölbte Fenster, flach geneigte, knapp vorstehende Walmdächer, Türen, Fenster und Dachkonstruktion in Holz sind original, die Ringkolbenschieber wurden jedoch erneuert. Kurzes Tosbecken zwischen den Schieberhäusern mit Brüstungsmauern aus Granit. Brücke, die das Becken überquert, besitzt noch ihr originales Metallgeländer.
  - Wärterhaus: Zweigeschossiger Bau mit steilem, verschiefertem Satteldach am östlichen Rand der Staumauer, Erdgeschoss in Bruchstein, Obergeschoss verputzt, weitestgehend original jedoch Wärmedämmung, neben dem Haus eine erhöht gelegene Terrasse, von der aus sich die Staumauer überblicken lässt, vom Keller aus Zugang zu der zum Mauerfuß führenden Treppe.
  - Steinbruch: Eigens für den Bau der Talsperre erschlossen, unverändert erhalten.
12. ↑  Dorfkirche Sosa
  - Saalkirche unterhalb des Friedhofs an der dem Lauf des Sosabaches folgenden Hauptstraße, an Stelle einer älteren Holzkirche 1616/17 errichtet. Turmbau 1692–1700. Treppenhäuser am Turm von 1873. Sakristei im Norden um 1930. Umgestaltungen des Innenraumes 1873 und um 1950 (das mittlere Chorfenster zugesetzt). Restaurierungen 1990 (innen) und 1993/94 (außen). Der verputzte Feldsteinbau mit dreiseitig geschlossenem Chor, gegliedert durch Rundbogenfenster und Strebepfeiler. Westturm über quadratischem Grundriss, das Glockengeschoss oktogonal, welsche Haube und offene Laterne mit Pyramidenspitze. Über dem Rundbogenportal am Westeingang Granitreliefplatte, Schlägel und Bergeisen zwischen Palmwedeln und Initiale, bezeichnet 1692. Der flachgedeckte Saal ist geprägt durch die Umgestaltungen des 19. und 20. Jahrhunderts, die schweren Emporeneinbauten von 1873. Brüstungsbemalung mit symbolischen Darstellungen aus dem Leben Christi, um 1950, gleichzeitig Einbau der Kanzel in die Nordempore. Über dem Altar lebensgroßes, barockes Holzkruzifix, 17. Jahrhundert,
  - Holztaufe, schlanke Engelsfigur als Schalenträger, geschnitzt von Franz Rädlein aus Weixdorf, 1953.
  - Orgel von Gotthilf Bärmig, 1874.
  - In der Sakristei in einer rundbogigen Wandnische angeordnet die Schnitzfiguren des ehemaligen Altars, Schneeberger Werkstatt, laut Inschrift an der Rückseite Stiftung des Sosaer Richters Georg Richter, bezeichnet „1646“, Darstellung des Kalvarienbergs, zu Füßen des Kreuzes Christi fünf Kriegsknechte, die den Mantel teilen, sowie der Evangelist Johannes und die drei Marien, dazu kniend das Stifterehepaar und sechs seiner früh verstorbenen Kinder im Taufkleid und mit einer Kerze in den gefalteten Händen.
  - Zwei Bergmannsaltarleuchter aus Zinn, Darstellung im Habit eines Häuers, im Sockel bezeichnet 1678.
  - Dreizehn bergmännische geschnitzte und gefasste Sargschilde in ovalem Lorbeerrahmen, um 1733, dargestellt sind die Erschaffung der Erde, Kreuzigung, Grablegung, Auferstehung, Himmelfahrt, Jüngstes Gericht, Lamm Gottes und Christus mit der Siegesfahne (bezeichnet 1733) sowie Berbau-Embleme.
  - In der Turmstube Ornatsschrank der Bergbruderschaft, bezeichnet 1732 (Dehio).
13. ↑  Wohnhaus Schwarzenberger Str. 2:
  - Wohnhaus: Zweistöckiger Massivbau über Granitsockel, verputzt mit Fensterumrandungen aus Werkstein, Eckquaderung aus Backstein, zum Teil erneuert, Portalachse straßenseitig als Risalit vorgezogen und turmartig mit spitzem Helm gedeckt, historische Eingangstür,
  - Auszugshaus: Eingeschossig mit Drempel, massiv, neuer Garagenanbau, Satteldach (in dem Wohnhaus entsprechenden Bauformen),
  - Stallscheune: Eingeschossig massiv mit Drempel, in Einzelform dem Auszugshaus entsprechend.

Vermutlich ehemals Forsthaus oder Gemeindeamt.
14. ↑  Forsthaus Wildenthal:
  - Forsthaus: Über Granitsockel zweigeschossiger Massivbau, verputzt, Fenster- und Türgewände aus Kunststein, spitzbogige Eingangstür neben gleich gotisierender Wandnische, originales Türblatt mit Oberlicht, Eingangsachse risalitartig hervortretend, mit Hirschkopf, Walmdach, umlaufendes Traufgesims mit gotisierenden Zierbalkenköpfen, sparsame Putzgliederung,
  - Stallscheune: Erdgeschoss massiv, Fenster- und Türgewände aus Kunststein, Drempelbereich zum Teil hochgezont und dekorativ verbrettert, Stalleingang zugesetzt, Walmdach,
  - Scheune: Massiv und verputzt, große Tore und Schlitzfenster original, Drempel dekorativ verbrettert, Walmdach.
15. ↑  Ehemaliges Herrenhaus Bretschneiderstraße
  - Herrenhaus: Stattlicher zweigeschossiger Massivbau über hakenförmigem Grundriss, mit steilem, verschiefertem Satteldach und kleinem, westlich angeordnetem Dachreiter, zum Teil durch modernen Straßenbau im Niveau eingesunken, schlichtes Rundbogenportal mit Wappen der Familie Siegel, bezeichnet „1651“, profilierte Tür- und Fenstergewände aus Porphyrtuff, historische Tür mit gründerzeitlichen Beschlägen und Fenster mit zum Teil bauzeitlichen Vergitterungen, an der zur Straße gewandten Giebelseite Porphyr-Erker mit geschweifter Kupferhaube (vermutlich um 1904/05): am Querbauteil Fachwerk verputzt, Obergeschoss auf Konsolen zum Hof überkragend,
  - Erste Stallscheune: Im Stallteil massiv, Granit-Fenstergewände, sonst Holzkonstruktion, verbrettert, Krüppelwalmdach,
  - Zweite Scheune wie vorige, aber Satteldach,
  - Einfriedung: Bruchsteinmauerwerk mit Ziegelpfeilern und historischem Doppelflügel-Gittertor.
16. ↑  Produktionsgebäude (das zweite mit Quertrakt, ohne modernen Anbau)
  - Verwaltungsgebäude: Zweigeschossig, auf Granitsockel, im Obergeschoss profilierte Fensterumrandungen und -verdachungen als einfache Gesimsabschnitte, Traufgesims als Zahnschnitt, historische Innengestaltung mit Holzverkleidung und Lampen einer zweiten Ausstattungsphase in Windfang und Eingangshalle, zum Teil historische Fenster und Eingangstür, Satteldach mit Dachüberstand, verschiefert,
  - Erstes Produktionsgebäude: Viergeschossiger Massivbau aus mindestens zwei Entstehungsabschnitten mit segmentbogiger Tordurchfahrt, zum Teil Sandsteingewände um Fenster und Türen, obere zwei Etagen mit zugesetzten Segmentbogenfenstern, ausschwingendes Traufgesims, verschiefertes Satteldach mit durchgehenden, liegenden Luken,
  - Zweites Produktionsgebäude: Dreigeschossiger Ziegelbau auf Hakengrundriss mit historisierendem Baudekor um Fenster aus Gusssteingewänden und Blendziegeln, auf der Talseite die Ecken jeweils durch zwei unterschiedlich hohe und individuell gestaltete zweiachsige Risalite turmartig durch Extrageschoss überhöht, Turmgeschosse zur Zeit mit Serliana und vorkragendem Gesims auf Konsolen, darüber Attika mit Aufsätzen in gedrungener Obeliskenform, bauzeitliche Metallfenster, Satteldach mit einfacher, durchgehender Dachschleppe, rechtwinklig angesetzter Querflügel zusätzlich mit Lisenen aus Blendziegel, flaches Maschinenhaus in entsprechendem Dekor, aber geglättet, mit achteckigem Schlot aus Backstein mit Zierfries am Schaft.
17. ↑  Wohnhaus Eibenstocker Str. 3:
  - Zweigeschossiger Massivbau, verputzt, über Granitsockel, Fenster- und Türgewände aus Granit, gestrichen, zur Straße und zu Garten Mittelachse risalitartig vorgezogen, mit Dachhaus unter Giebel, geglättete Putzgliederungen an den Ecken und an Traufe, Walmdach mit stehenden Dachgaupen, zum Teil historische Fenster mit Bleiverglasung, Fensterläden, zum Fluss Granitterrasse,
  - Schuppen: Massiv, mit Satteldach und historischer Tür,
  - Gartenhäuschen: Mit dekorativem Fachwerk, verbrettert,
  - Einfriedung: Historisierende Granitpfeiler,

Haustür in Formen des strengen Jugendstils.
18. ↑  Fabrikantenvilla Eibenstocker Str. 5:
  - Villa: Sehr aufwändiger zweigeschossiger Massivbau über rechteckigem Grundriss, mit ausladendem, hohen Eckturm, Treppenturm für eine Nebentreppe mit Kupferspitze und unregelmäßigen Erkeranbauten, voluminöse Bauzier aus Sandstein in historisierenden Formen, zum Tal wuchtiger Holzbalkon mit Arkaden, in den Giebelbereichen Fachwerkvorblendungen, barockisierendes Hauptportal, im Innern glasverdachte Eingangshalle durch zwei Stockwerke in reichem Jugendstil, Holzverkleidungen und Treppengeländer aufwendig mit Schnitzwerk verziert, Paneele, Türen und Supraporten ornamental gestaltet, Jagdmotive in den Brüstungsfeldern der Galerie, Putzteile und Decke in flachem Eichenlaubstuck, im Vestibül mannshohe Marmorverkleidung mit Bronzerosetten und Blumenfries aus Stuck, wie auch in Gesellschaftsräumen alte Türen mit geschliffener Glasfüllung und bauzeitlichen Beschlägen, im Haus meist alte Türen und Türrahmungen, zum Teil Doppelschiebetüren, im Erdgeschoss floraler Deckenstuck in Jugendstilformen, Nebentreppenhaus mit schlichtem Metallgeländer und Fußbodenfliesen im Jugendstil,
  - Ehemaliges Bedienstetengebäude: Zweigeschossiger Massivbau mit turmartigem Eckanbau und Kupferlaterne, in den Dekorformen auf das Haupthaus abgestimmt, Erdgeschoss-Fenster nach 1945 verändert,
  - Ehemalige Remise: In den Formen wie voriges, Erdgeschoss zum Teil verändert und durch das Zusetzen der Wagentore stark beeinträchtigt.